# Monthey
Monthey est une commune suisse du canton du Valais, située dans le Chablais, au pied des dents du Midi. La ville est le chef-lieu du district de Monthey et se trouve à l'entrée de la vallée du Rhône. En 2023, la ville compte 18 886 habitants, ce qui en fait la troisième commune du canton au regard de la population après Sion et Martigny. Monthey est surtout connue pour son carnaval, l'un des plus grands de Suisse romande, et son site chimique qui abrite diverses entreprises internationales. Elle bénéficie également de sa proximité avec les Portes du Soleil, dans le val d'Illiez.

## Géographie

### Localisation

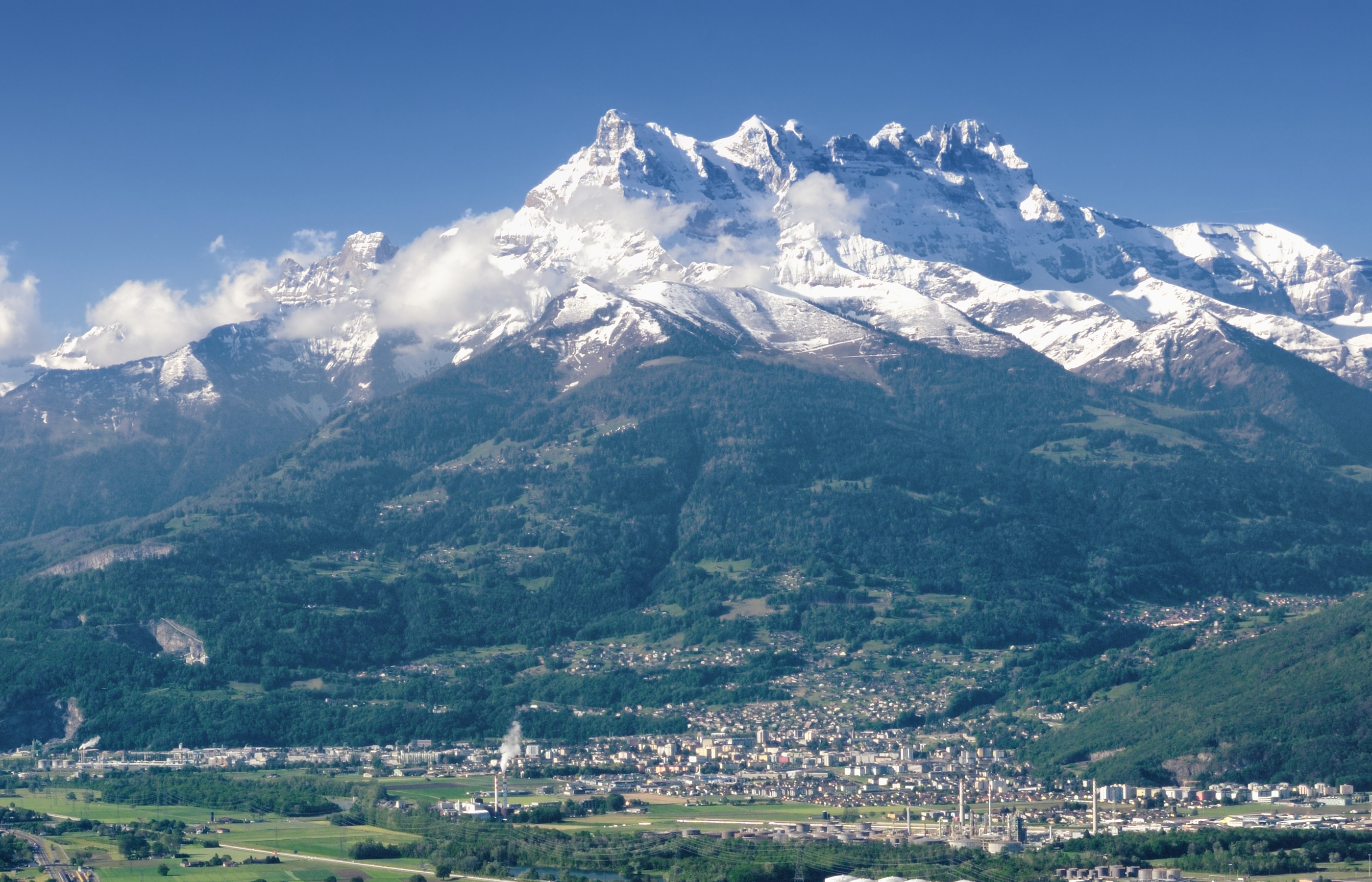
Vue générale de la ville de Monthey et des dents du Midi depuis Corbeyrier.

Monthey se situe dans le district de Monthey — dont elle est le chef-lieu —, dans le canton du Valais. Le territoire communal de Monthey s'étend sur 28,63 km2. La commune comprend la ville de Monthey, Choëx, Outrevièze, le hameau des Giettes, ainsi que les Rigoles de Monthey et la forêt des Matses, des enclaves dans la commune de Collombey-Muraz,. Le vallon de They se situe également sur le territoire de Monthey et représente une enclave entre les communes de Troistorrents et Val-d'Illiez et la frontière française. Cette zone de 5 km2 est un ancien alpage de la bourgeoisie de Monthey.
La ville de Monthey se situe à l'extrémité du val d'Illiez, sur le cône alluvial de la Vièze, avant qu'elle se jette dans le Rhône. Elle s’étend historiquement sur la rive gauche de la Vièze et occupe la rive droite depuis les XIXe et XXe siècles. La partie principale de Monthey a pour communes limitrophes Collombey-Muraz, Ollon, Bex, Massongex, Vérossaz et Troistorrents.
La commune se trouve dans la région du Chablais, sur le versant ouest de la vallée du Rhône, à une altitude moyenne de 573 mètres ; le point le plus bas se situe à 384 mètres aux Rigoles de Monthey, et le point le plus haut est le sommet de la pointe de Chésery, dans le vallon de They, à 2 250 mètres. La zone urbaine se trouve entre 395 mètres et 440 mètres. Par rapport aux principales villes du Valais, elle se trouve par la route à 23 kilomètres au nord-ouest de Martigny et à 48, 67 et 100 kilomètres à l'ouest de Sion, Sierre et Brigue respectivement. Monthey se situe également à 24 kilomètres au sud de Montreux, au bord du Léman dans le canton de Vaud, et à 13 kilomètres au nord-est de Champéry, dans le val d'Illiez.
| Collombey-Muraz | Collombey-Muraz | Ollon     |
| Troistorrents   | Monthey         | Bex       |
| Troistorrents   | Vérossaz        | Massongex |

### Cartographie

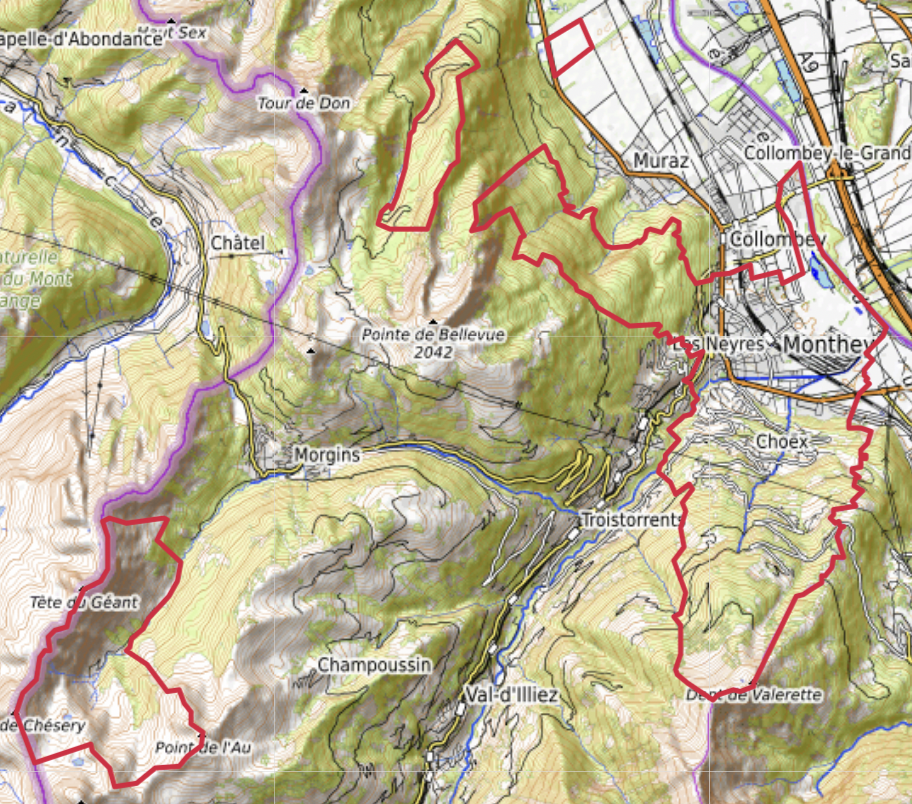
Carte topographique.
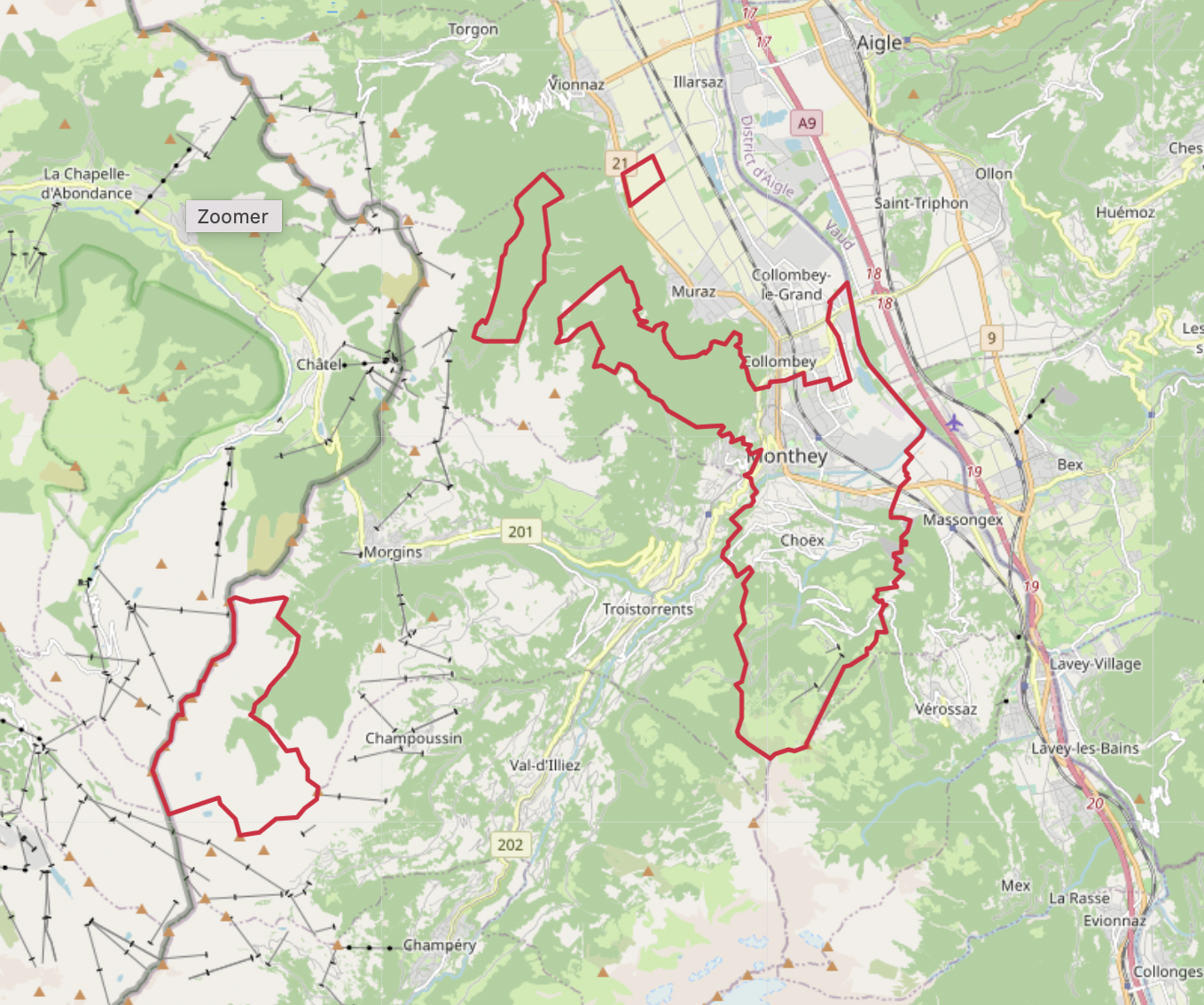
Carte avec les communes environnantes.

### Géologie

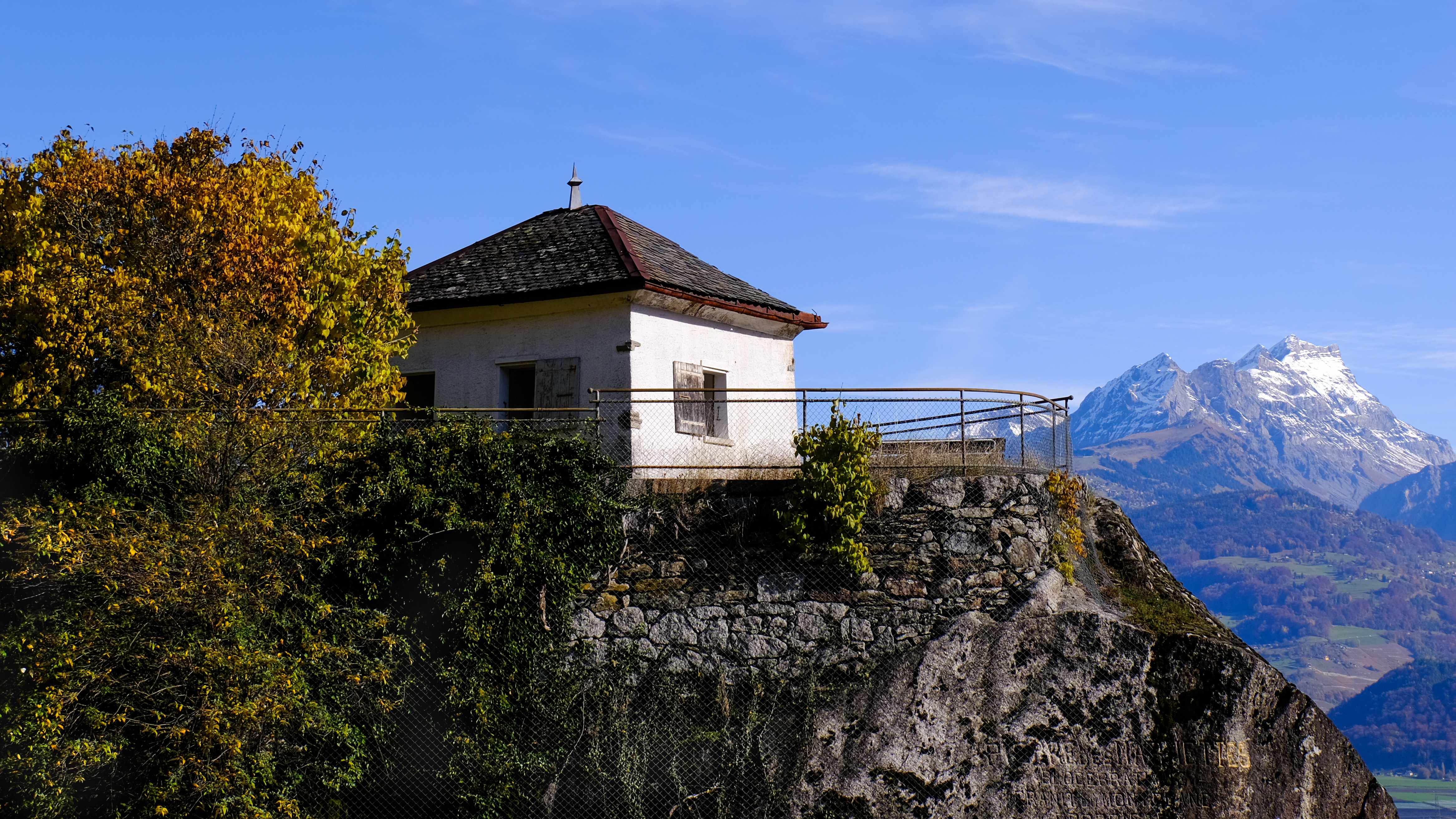
Cabane sur la pierre des Marmettes.

Les sols de la ville de Monthey et du vallon de They sont principalement constitués de roches meubles quaternaires formées en alluvions,,. Une aquifère en roche meuble se situe d'ailleurs sous la ville et s'étend au sud-est de celle-ci. Selon l'Office fédéral de la topographie, celle-ci a une vulnérabilité faible. Le coteau de Choëx a des sols composés de roches sédimentaires clastiques en grès et parfois marnes, tandis que le hameau des Giettes se situe sur des sols de roches sédimentaires biogènes et clastiques en phyllites marneux et schistes calcaires,.
La région de Monthey est connue pour ses blocs erratiques. Ils ont été transportés par le glacier du Rhône depuis le massif du Mont-Blanc il y a plus de 15 000 ans et sont majoritairement constitués de granite. Ils sont exploités par des ouvriers italiens dès 1850 pour être utilisé dans divers ouvrages, tels que l'église de Monthey. Ils font aujourd'hui partie de l'Inventaire fédéral des paysages, sites et monuments naturels et sont ainsi protégés.

### Hydrographie

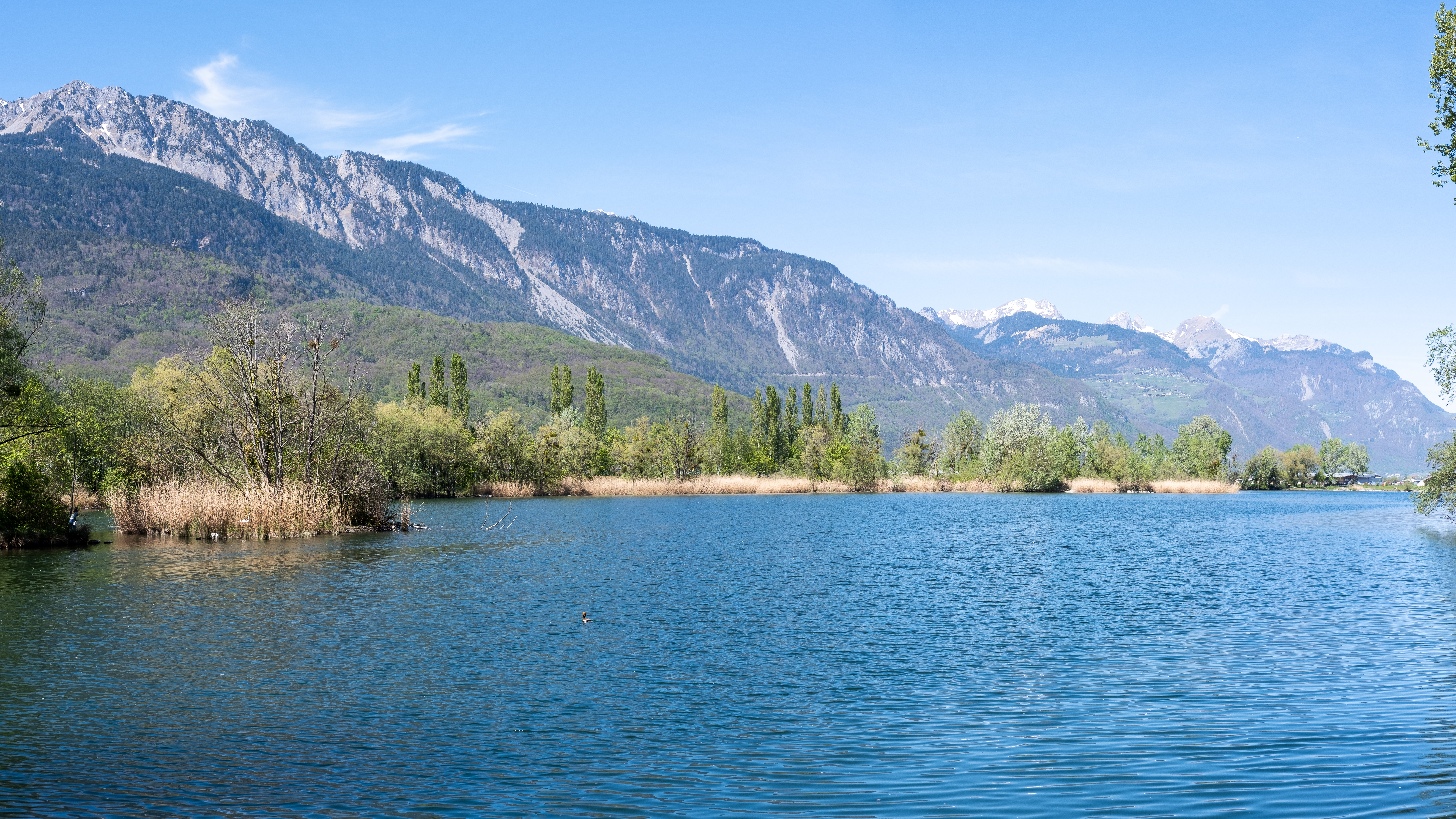
L'étang des Mangettes.

Le territoire communal de Monthey est traversé par plusieurs cours d'eau, dont la Vièze, qui prend sa source sur la commune de Champéry et coule sur 12 kilomètres avant de se jeter dans le Rhône à Monthey. Le Rhône se situe au nord-est de la ville de Monthey et sert de frontière avec les communes d'Ollon et de Bex. La Vièze de Morgins traverse l'enclave du vallon de They et se jette dans la Vièze à Troistorrents. Plusieurs torrents prennent leurs sources sur les sommets des Giettes. Enfin, plusieurs points d'eau se situent sur le territoire de Monthey, parmi lesquels la Gouille, un lac situé à 1 959 mètres d'altitude sur la dent de Valerette, le lac de Chésery, à 1 891 mètres dans le vallon de They, et l'étang des Mangettes, au nord-est de la ville, point d'eau artificiel qui est utilisé pour la pêche et la conservation de la biodiversité.
Le tracé de la Vièze en ville de Monthey a subi d'importants arrangements depuis le XVIIIe siècle. À l'origine, elle passe au nord de la colline du Château-Vieux. Après une inondation en 1486, l'idée de la faire couler au sud de cette colline naît. Ce n'est pourtant qu'en 1726, après une nouvelle inondation, que les travaux commencent. Ils s'achèvent un an plus tard, mais la digue rompt en 1733 ; le trajet actuel est finalisé en 1734.
La commune de Monthey est alimentée en eau au moyen de sources et de nappes phréatiques. Les deux plus grandes sources, Vouargne-Bourlo et Chindonne, se situent à 1 500 mètres d’altitude sur la Dent de Valerette. 20 % de la consommation de Monthey vient du trop plein des sources de la commune de Bex. La commune dispose également d'un réservoir de 15 000 m3 dont 6 000 m3 sont réservés à la défense incendie du site chimique de Monthey.

### Climat

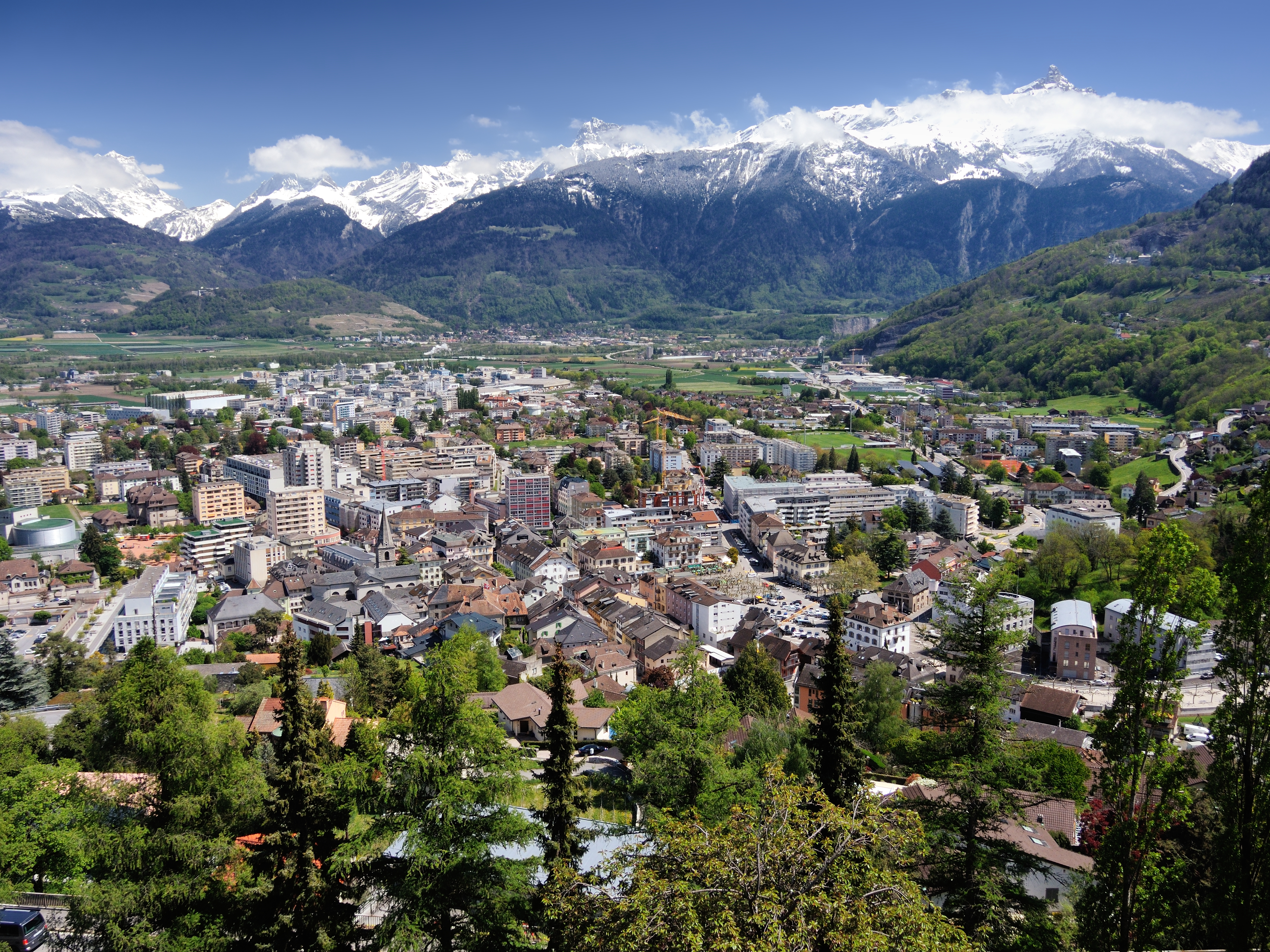
Monthey au printemps avec les sommets encore enneigés des Alpes.

La ville de Monthey, tout comme le reste du Chablais suisse, se situe dans une région au climat préalpin du nord des Alpes. Comparé au Valais central, cette région connaît de longues journées de pluie dues aux montagnes qui entourent le Chablais. Elles bloquent les masses d'air qui se dirigent vers la vallée du Rhône et les forcent à escalader les reliefs, ce qui crée des précipitations. Le foehn, un vent sec typique des alpes suisses et autrichiens, est présent dans la région de Monthey. Il souffle généralement dans la direction du Rhône de mars à mai.
La station de mesure la plus proche de MétéoSuisse se trouve à Aigle, 9 kilomètres plus au nord. Aigle connaît 1 012 millimètres de précipitations par année, alors que Sion totalise en moyenne 608 millimètres par an. La température moyenne annuelle est de 11 °C. Le mois de janvier a la température moyenne la plus basse avec 2 °C et le mois de juillet est le plus chaud avec une moyenne de 20 °C. Il est rare que les températures descendent plus bas que −8 °C ou qu'elles dépassent 31 °C. Selon MétéoSuisse, Aigle dispose de 1 770 heures d'ensoleillement, et il y neige en moyenne 8,5 jours par année.
| Mois                                | jan. | fév. | mars | avril | mai | juin | jui. | août | sep. | oct. | nov. | déc. | année |
| ----------------------------------- | ---- | ---- | ---- | ----- | --- | ---- | ---- | ---- | ---- | ---- | ---- | ---- | ----- |
| Température minimale moyenne (°C)   | −2   | −1   | 2    | 5     | 9   | 12   | 14   | 13   | 10   | 6    | 2    | −1   | 6     |
| Température moyenne (°C)            | 2    | 3    | 7    | 10    | 14  | 18   | 20   | 19   | 13   | 11   | 6    | 3    | 11    |
| Température maximale moyenne (°C)   | 5    | 6    | 11   | 15    | 19  | 23   | 25   | 24   | 20   | 15   | 9    | 6    | 15    |
| Nombre de jours avec précipitations | 6    | 5    | 6    | 5     | 7   | 7    | 7    | 7    | 5    | 6    | 6    | 7    | 74    |

## Urbanisme

### Morphologie
La surface communale de Monthey a la forme d'un Y surplombé de deux îlots. Ces enclaves ne présentent pas de constructions ; l'un est un terrain agricole et l'autre, comme la branche occidentale supérieure du Y, un terrain forestier. La branche inférieur du Y comporte peu de constructions car elle persiste jusqu'au sommet de la dent de Valerette, à 2 059 mètres. Au nord, entre les deux branches supérieures, la limite avec la commune de Collombey-Muraz est peu marquée des suites d'un développement urbain fort dans les années 2000. Il en est de même à l'est, où la frontière avec Massongex partage la zone industrielle des Illettes en deux. Lors du relevé de 2013-2018, la superficie de Monthey comprend 45,0 % de surfaces boisées, 26,0 % de surfaces agricoles utiles, 20,8 % de surfaces d'habitats et d'infrastructures et 8,0 % de surfaces improductives.

### Logements
En 2019, sur 9 025 habitations, on trouve 1 526 maisons individuelles, 6 142 appartements dans des immeubles, 1 248 bâtiments avec usage annexe et 109 bâtiments partiellement utilisés pour de l'habitation. 1 677 de ces bâtiments, dont 1 423 dans des immeubles, ont été construits entre 2006 et 2018, et 606 logements datent d'avant 1919. Toujours en 2019, il y a 109 logements vacants sur le territoire communal. Le loyer moyen net d'un appartement à Monthey se situe entre 1 400 et 1 800 francs suisses par mois. Le prix d'une maison individuelle typique se trouve entre 850 000 et 1 020 000 francs suisses tandis qu'un appartement coûte entre 570 000 et 670 000 francs suisses.

### Projets d'aménagement

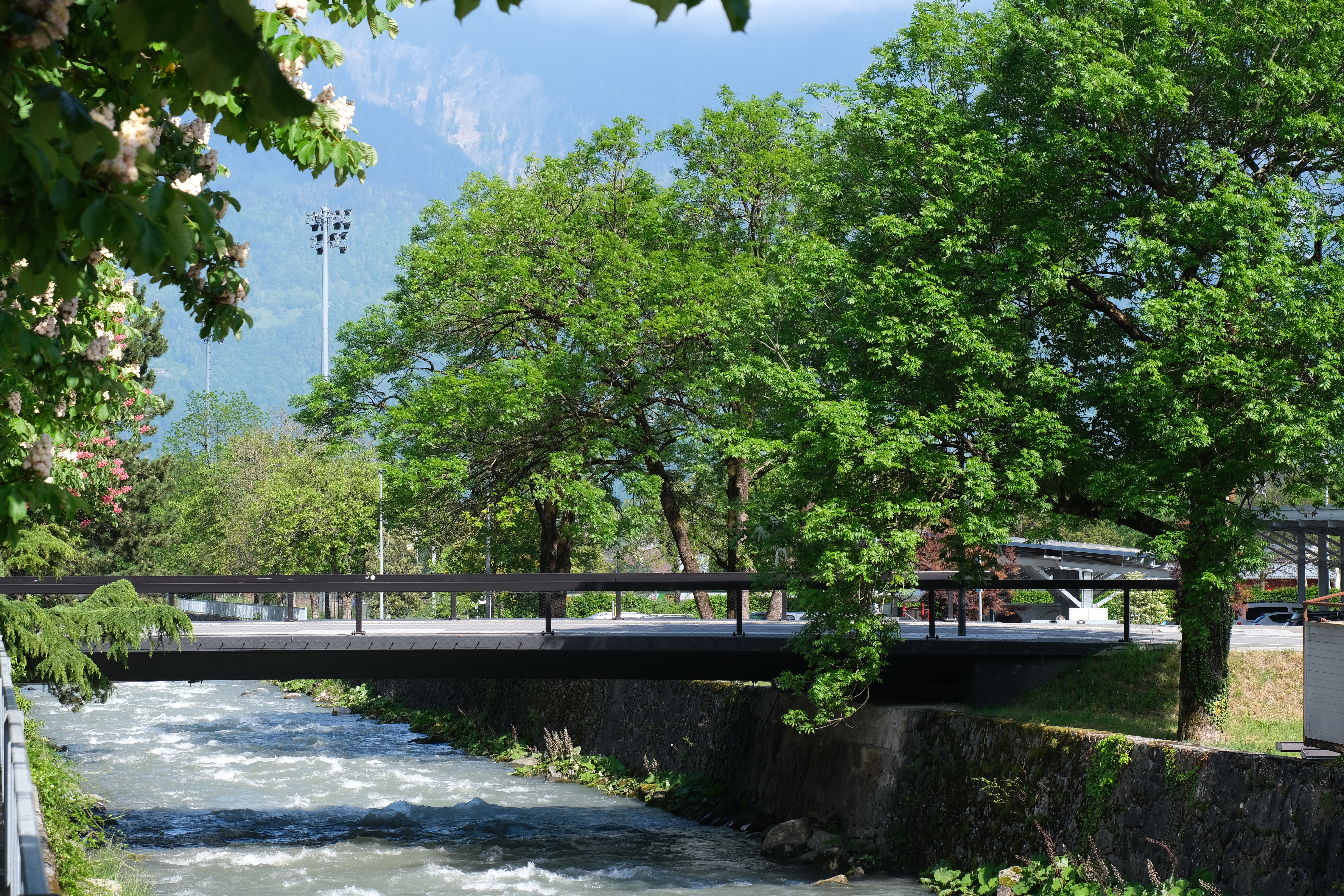
Pont sur la Vièze construit lors du réaménagement de Monthey en 2015.

En 1989, la ville de Monthey commence à étudier la possibilité de restructurer le réseau routier du centre-ville. De 1996 à 2005, des études sont menées afin de déterminer les principales caractéristiques sur lesquelles il est nécessaire de se concentrer : accessibilité, circulation et parcage. En mai 2003, une commission est mise sur place afin de préparer la présentation du projet, qui est dévoilé en 2005. Les principaux travaux proposés sont alors les suivants : allongement de l'axe « Petite Ceinture » grâce à la construction d'un nouveau pont sur la Vièze, transformation des routes du centre-ville et de l'avenue de la Gare en zone de rencontre ou zone 30 et redéfinition des sens et des priorités de circulation. Les travaux ont lieu de 2012 à 2015 et coûtent près de 12 millions à la commune de Monthey,.

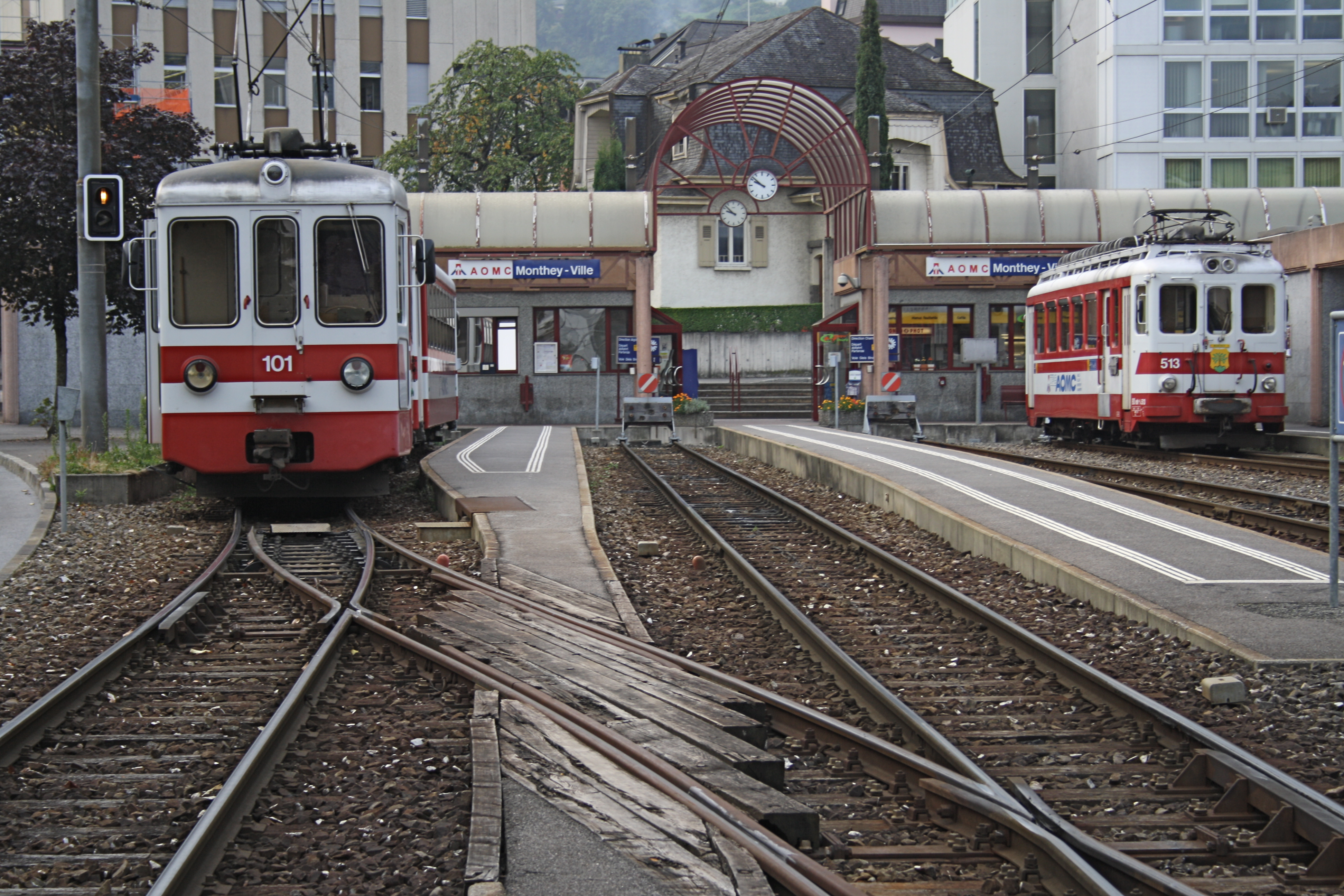
La gare AOMC de Monthey, ici en 2009.

Après une forte montée des eaux qui menace d'inonder une partie de la ville en 2015, un nouveau projet d'aménagement du lit de la Vièze voit le jour en 2018. La gare de Monthey est en phase d'être complètement réaménagée. La première partie du projet consiste à réunir les gares CFF et AOMC sur le site de la gare de Monthey. La deuxième partie vise à déplacer le terminal rail-route du site chimique de Monthey à l'extérieur de la ville pour faciliter et alléger le trafic routier au centre-ville. La nouvelle gare routière est prévue sur la rive droite de la Vièze, au niveau du site chimique. La possibilité de joindre la gare de Monthey à la ligne du Simplon est également en discussion depuis 2013. En guise de compensation écologique, demandée par le WWF, un ancien étang de 3,4 hectares utilisé comme bassin de décantation par le site chimique est placé en zone nature.

### Risques naturels et technologiques
Monthey est située dans une zone de risque sismique 3a, c'est-à-dire dans une des catégories des régions les plus exposées, selon le système de mesure suisse. Certaines habitations sur le coteau de Choëx et dans le quartier des Carrières sont menacées de façon faible à élevée par des chutes de pierres et de blocs. Monthey est aussi menacée par des risques d'inondation et par le transport de matières dangereuses sur son site chimique,. En 2016, les dégâts en cas de débordement du Rhône sont estimés à 133,8 millions de francs pour la commune de Monthey.

### Voies de communication et transports

#### Réseau routier

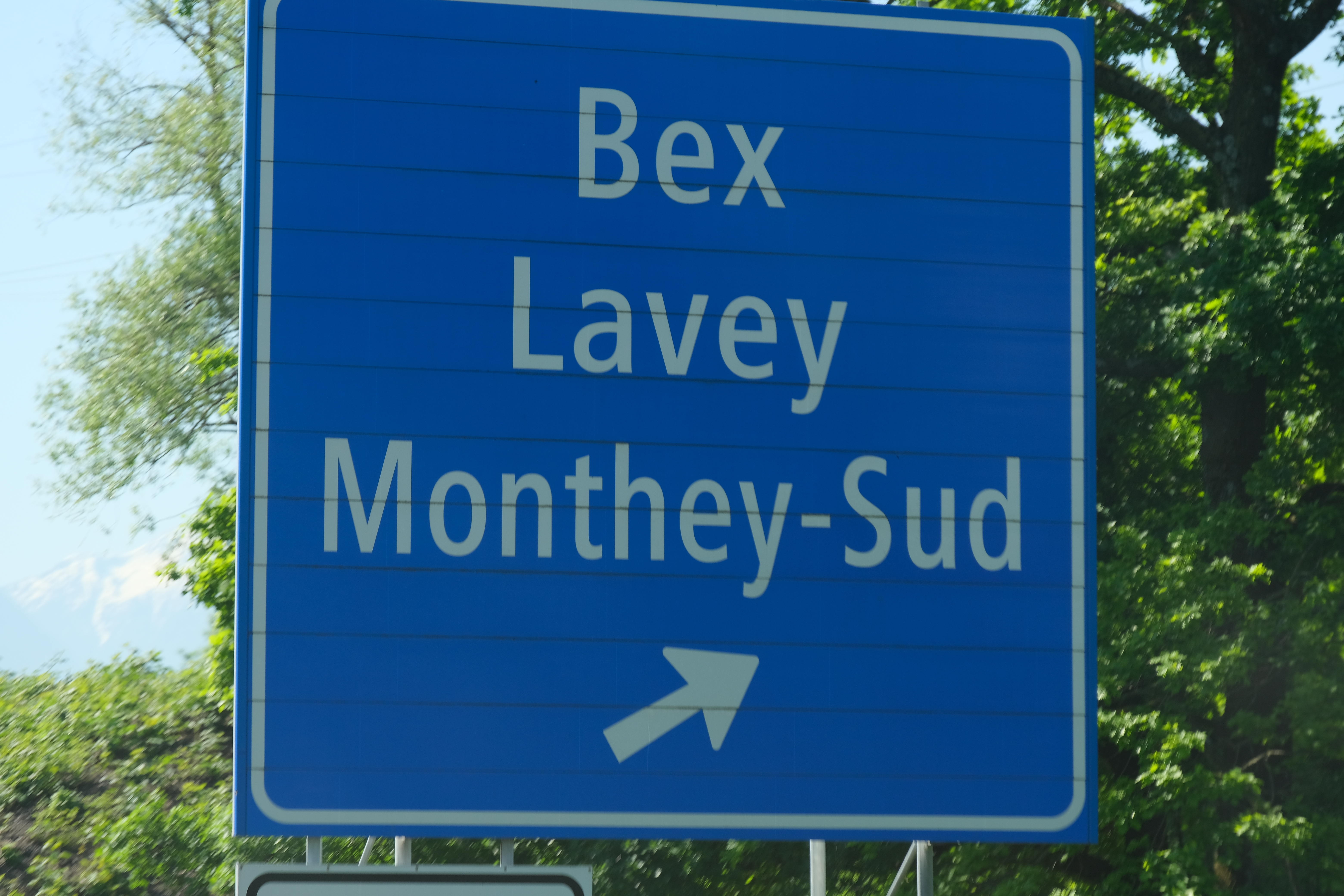
Panneau indiquant la sortie numéro 19 sur l'autoroute A9.

Monthey est connectée au réseau autoroutier de Suisse avec l'autoroute A9 qui permet de se rendre à Sion par Martigny ou Lausanne par Montreux. Deux sorties desservent la ville sans pour autant se trouver sur le territoire communal : la sortie numéro 18 (Saint-Triphon, Pas de Morgins, Monthey-Nord) et la sortie numéro 19 (Bex, Lavey, Monthey-Sud). Plusieurs routes cantonales partent de Monthey : la A201, qui s'arrête à Morgins, la VS109, qui passe par Choëx, les Giettes et finit aux Cerniers, et la VS112, qui se termine à Vouvry[réf. nécessaire]. La route principale 21, qui relie Saint-Gingolph au tunnel du Grand-Saint-Bernard, traverse Monthey.
Le centre-ville de Monthey possède trois axes principaux : l'axe Place Centrale, qui débute au rond-point de l'avenue du Théâtre, traverse la place centrale et se termine au Vieux-Pont, l'axe du Midi, qui débute au croisement de la gare AOMC et se termine au P'tit Théâtre de la Vièze, et la Petite Ceinture, qui suit l'avenue du Théâtre jusqu'à l'avenue du Simplon. Ouvert en 2003, un tunnel de déviation du trafic permet d'accéder au val d'Illiez depuis Collombey-Muraz sans passer par le centre-ville de Monthey.

#### Réseaux de transports en commun

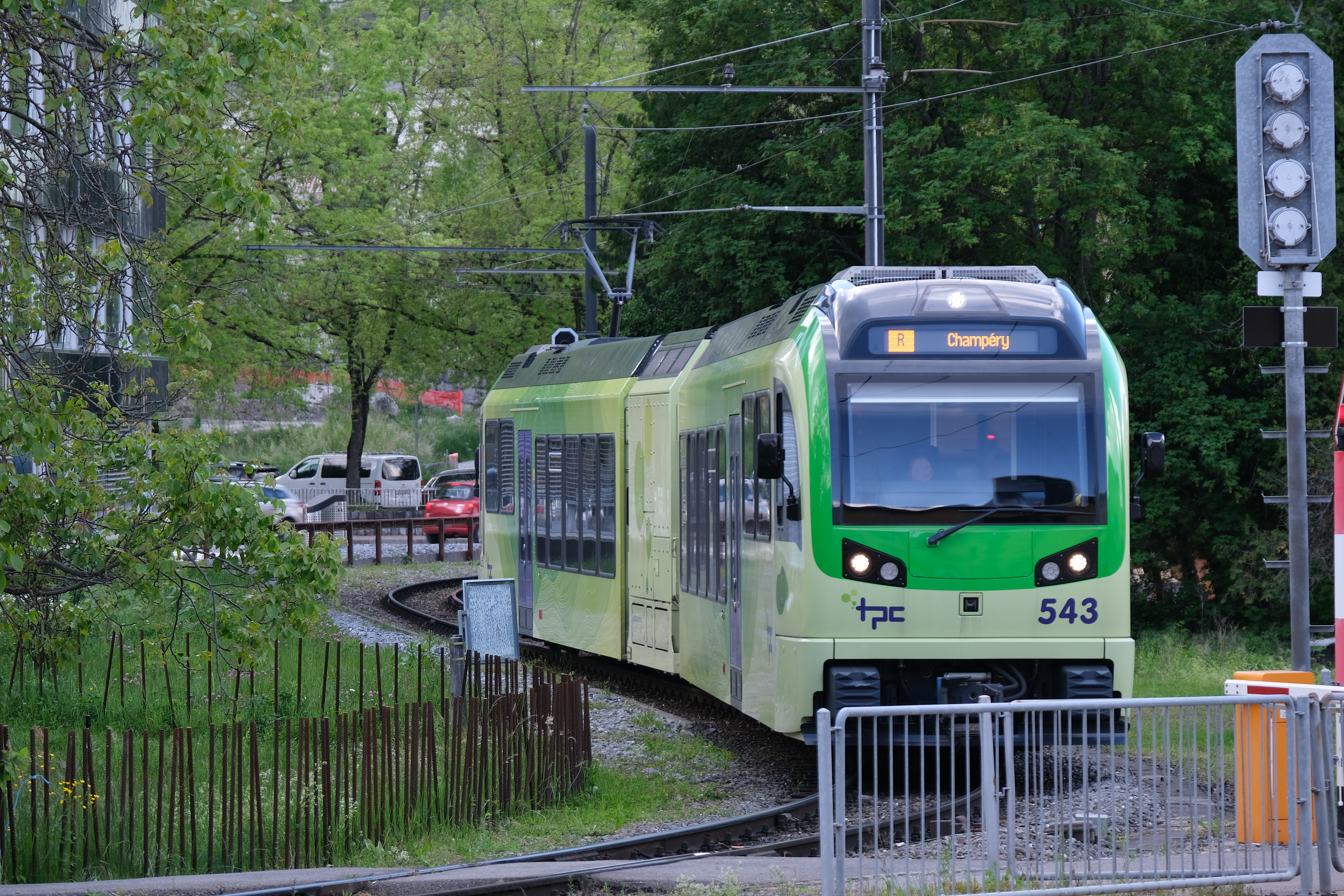
Un train des Transports publics du Chablais à Monthey.

Les aéroports les plus proches sont ceux de Sion à 48 kilomètres à l'est et de Genève à 110 kilomètres à l'ouest. La commune voisine de Bex possède quant à elle un aérodrome.
La gare CFF de Monthey se situe sur la ligne ferroviaire St-Gingolph–Bouveret–Monthey–St-Maurice, aussi appelée ligne du Tonkin. Il y passe des trains de la compagnie RegionAlps. Monthey dispose d'une seconde gare, plus proche du centre-ville, qui sert aux transports publics du Chablais (TPC) pour la ligne Aigle-Ollon-Monthey-Champéry (AOMC). En 2019, une étude de la Radio télévision suisse révèle que seuls 70 % des trains arrivent et partent à l'heure en gare de Monthey. C'est la pire moyenne de Suisse romande, qui s'explique par les conflits d'horaire entre les trains publics et ceux de transport cargo.
La commune de Monthey est desservie par un réseau de bus urbain assuré par les TPC, MobiChablais et CarPostal. Le terminal des bus se situe à la gare AOMC. Au total, treize lignes de bus passent par Monthey : quatre des TPC (ligne 61 Monthey - Troistorrents - Morgins ; ligne 62 Monthey - Choëx - Chenarlier ; ligne 63 Monthey - Choëx - Les Cerniers ; ligne 151 : Bex - Monthey), sept de MobiChablais (ligne 102 Aigle, La Fontaine - Monthey, les Ilettes ; ligne 103 Aigle, La Fontaine - Monthey, Stade Pottier ; ligne 104 Monthey, Stade Pottier - Muraz, Millière ; ligne 105 Monthey, Stade Pottier - Muraz, Millière ; ligne 106 Monthey, les Ilettes - Muraz, Millière ; ligne 113 Monthey, Gare CFF - Choëx ; ligne 114 Monthey, Gare CFF - Les Neyres) et deux de CarPostal (ligne 64 Les Neyres - Monthey - Collombey ; ligne 120 Monthey, gare CFF - Muraz permettant de rejoindre l'Hôpital Riviera-Chablais),,. Les week-ends et lors d’événements spéciaux, des bus postaux de nuits sont mis à disposition afin de rejoindre ou revenir de Saint-Gingolph et Martigny depuis Monthey,.

#### Itinéraires cyclistes et pédestres

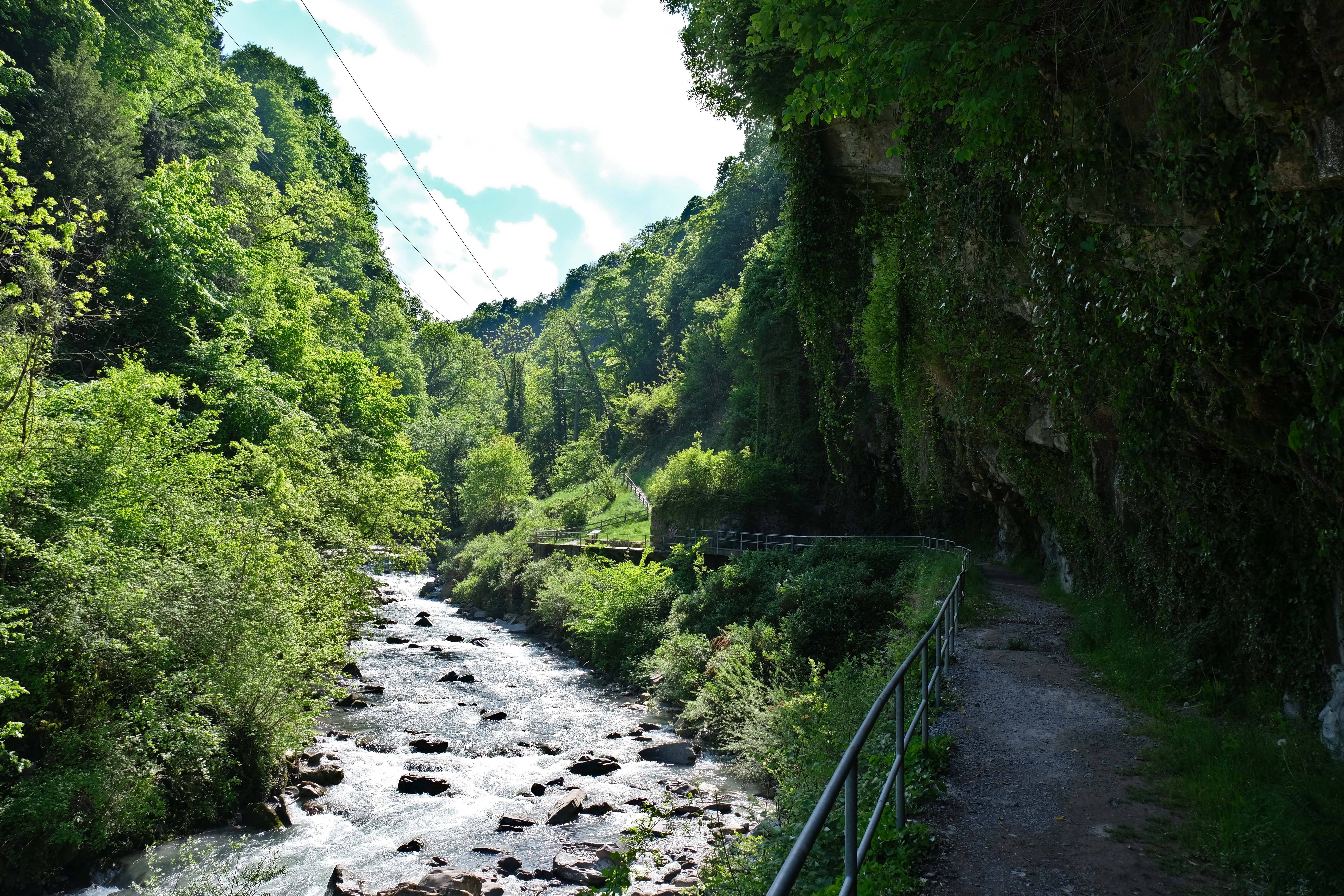
Le sentier des gorges de la Vièze à Monthey.

Monthey se situe aux pieds du coteau de Choëx, qui est accessible à pied depuis le centre-ville. Il est possible de marcher jusqu'à Troistorrents en passant par les gorges de la Vièze. Les rives du Rhône sont aménagées de pistes cyclables jusqu'au bord du Léman.

## Toponymie

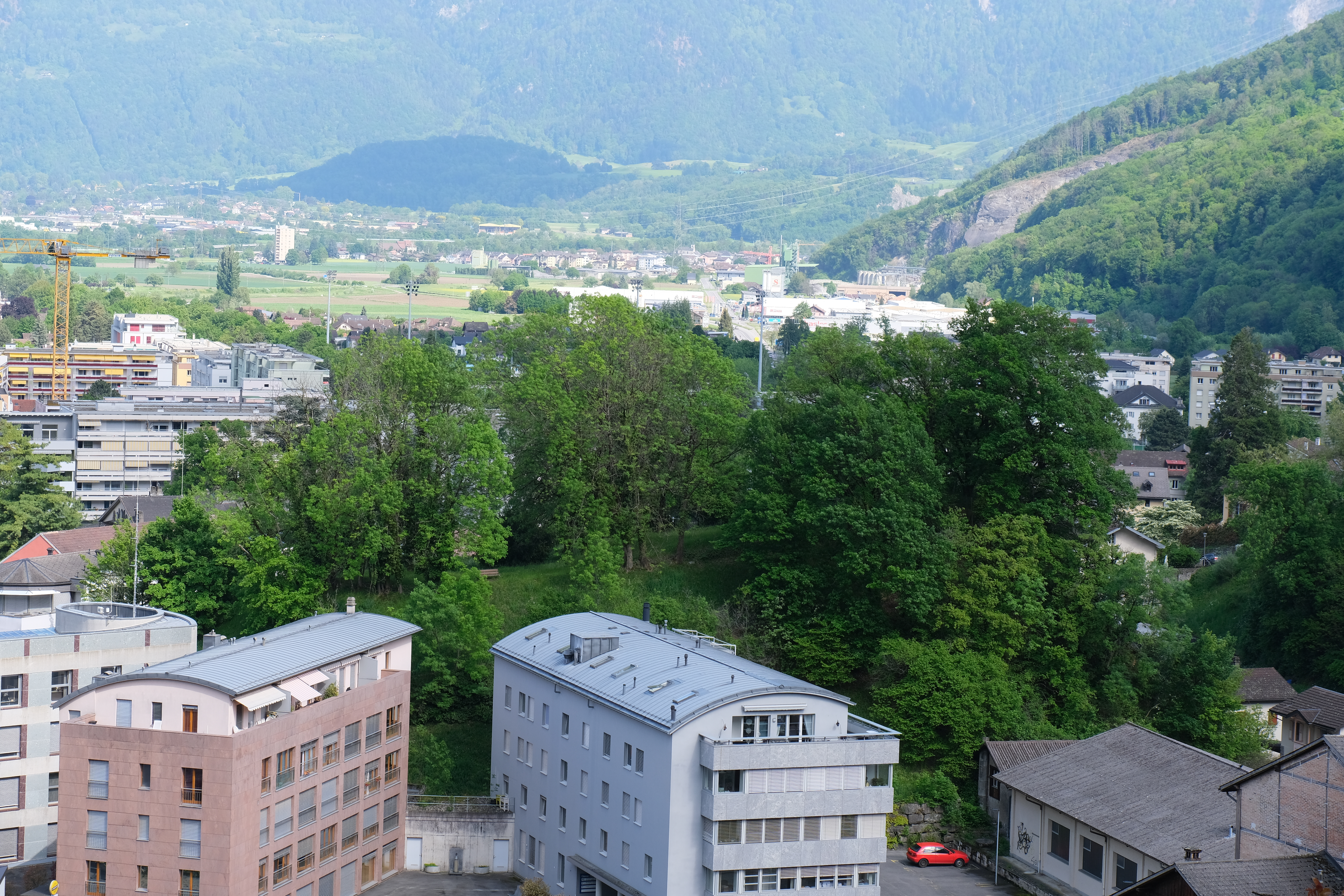
Colline du Château-Vieux.

Monthey connaît plusieurs noms durant son histoire. Le premier connu, au XIIe siècle, est Montheil. Suivent Montez en 1215, Monteyz en 1233, Monteys en 1239, Montelz en 1267, Montetz en 1290 et Montey en 1409. Son nom latin est Monteolum ou Montheolum.
L'origine de ce nom vient du mont sur lequel le Château-Vieux se situe. L'origine du suffixe -hey est contestée. Certains étymologistes lui donnent la signification de « localité environnée de monts », d'autres « endroit montagneux, en pente ».
La commune se nomme Monta en patois valaisan.

## Histoire

### Préhistoire
La région de Monthey est recouverte par le glacier du Rhône jusqu'en −14 000, puis partiellement par le Léman jusqu'en −11 000. Durant l'Épipaléolithique, l'Azilien se répand dans le Chablais valaisan. Dans la région de Vionnaz, à 8 kilomètres au nord de Monthey, un abri sous roche datant du Mésolithique est découvert. Il est associé au Sauveterrien.
Durant le Néolithique, le Chablais valaisan est sous l'influence de la civilisation de Cortaillod, comme l'indique la découverte de deux nécropoles à Collombey-Muraz, à 4 kilomètres de Monthey. Pendant l'âge du bronze, la culture du Rhône, qui est caractérisée par des objets en cuivre, s'étend dans tout le Valais. Plusieurs outils en bronze datant de cette époque ont été retrouvés sur la commune de Monthey. Pendant le premier âge du fer, la culture de Hallstatt influence le Bas-Valais, bien qu'une évolution spéciale est dénotée pour la métallurgie. Une perle d'ambre fait office de preuve du début du commerce local sur le site Monthey-Verney.

### Antiquité
Dès le IVe siècle av. J.-C., les Nantuates occupent la région de Monthey. Cette tribu celte présente plus de points communs avec les Lépontiens et les Salasses, leurs voisins au sud des Alpes, qu'avec les Helvètes, au nord. Des tombes datant de cette époque ont été retrouvées à Monthey.
La région de Monthey intègre l'Empire romain lors de la conquête romaine de la Rhétie et de l'arc alpin. La cité romaine la plus proche est Tarnadae (Massongex),elle comprend des thermes romains construits avant qu'Octodurus (Martigny) ne devienne le centre administratif romain de la région. Il existe alors une voie romaine allant de Monthey au poste de péage romain de Saint-Maurice, et une villa romaine est construite à Monthey sur le plateau de Marendeux, sur le coteau de Choëx. Elle fait plus de 120 mètres de long et contient des tombes de l'époque romaine. Le pont pour traverser le Rhône le plus proche se situait alors entre Massongex et Saint-Maurice.
Un site de fouille à Monthey a donné des restes d'un individu avec une boucle de ceinture militaire en bronze, une bague en argent, deux pièces de monnaie parthe et deux coupes « campaniennes ». Cette découverte suggère qu'au moins un soldat romain était installé à Monthey, mais son rang et son histoire sont inconnus. De la céramique indigène a également été retrouvée à Monthey. La différence de niveau entre certains sites archéologiques de l'époque romaine laisse penser que d'importantes érosions et des affaissements ont eu lieu dans la région de Monthey. Le site archéologique des Verney indiquerait que certains conflits romains du IIIe siècle auraient pris place à Monthey. En effet, des ossements portant des marques probablement laissées par des armes tranchantes y ont été retrouvés, ainsi que des pièces d'équipement militaire et deux monnaies, l'une en hommage à Sévère Alexandre et l'autre à Maximin le Thrace.
Lors de la reconstruction de l'État ordonnée par Dioclétien, le Valais intègre la province des Alpes grées et pennines. Les routes du Chablais sont alors réaménagées, comme le montrent des bornes militaires datant de 293 ou 298. Enfin, des troupes romaines auraient été stationnées à Monthey et à Massongex pour protéger l'Empire d'invasions barbares, comme le suggèrent des sépultures datées de la fin du IIIe au Ve siècle.

### Période médiévale
Après la chute de l'empire Romain, au Ve siècle, la région de Monthey intègre le Royaume des Burgondes. Cela est attesté par des sites funéraires qui diffèrent grandement de ceux des Romains ; le défunt est enterré avec peu de possessions, certains avec la boîte crânienne ligaturée. En 515, Sigismond fonde l'abbaye de Saint-Maurice, alors appelée abbaye d'Agaune, et le catholicisme atteint le Chablais. En 522, après avoir assassiné son fils Sigeric, Sigismond se réfugie à Agaune par peur de représailles de la part des fils de Clovis Ier. L'année suivante, il est assassiné et c'est son frère Godomar III qui prend sa place. Celui-ci meurt à son tour en 534, et les terres burgondes sont alors réparties entre le souverains mérovingiens Childebert, Clotaire et Thibert. C'est ce dernier qui hérite de la région de Sion, qui est devenue la principale ville du Valais,. À sa mort, c'est son fils Thibaut qui hérite de son territoire mais, celui-ci ayant de gros soucis de santé, il décède en 555 sans héritier. Le Valais passe alors aux mains de Clotaire, son grand-oncle, qui rassemble ainsi les anciens territoires burgondes en tant que royaume de Bourgogne. Enfin, c'est au tour de Gontran, le fils de Clotaire, d'hériter de la région en 561. Celui-ci fait notamment reconstruire l'abbaye de Saint-Maurice après les invasions lombards de 574. L'histoire de Monthey, tout comme celle du Valais, se confond alors avec celle du royaume de Bourgogne jusqu'à la création de la Francie médiane en 843 à la suite du traité de Verdun.
Jusqu'au milieu du XIVe siècle, Monthey, même si la bourgade est un centre de châtellenie, est bridée par la proximité du centre administratif historique que représente Saint-Maurice. Châtellenie savoyarde, Monthey reçoit en 1352 des franchises qui lui donnent un statut véritablement urbain, avec droit de marché et développement d'une bourgeoisie.

### Époque moderne

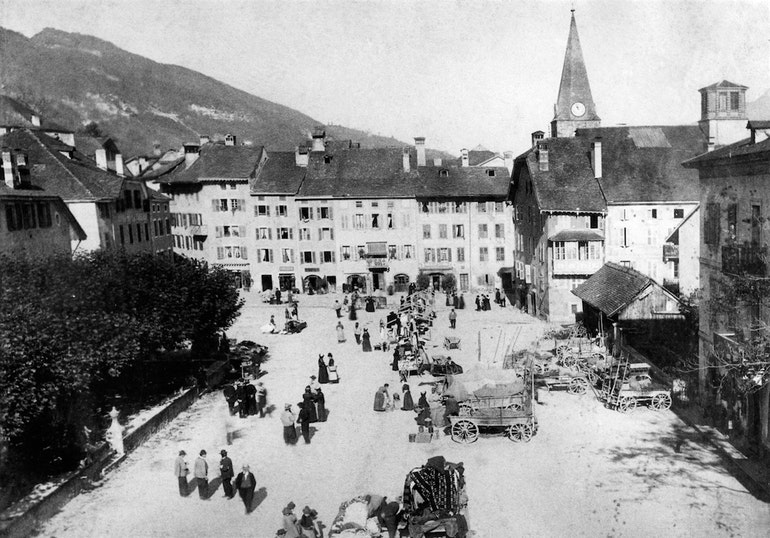
La place centrale de Monthey dans les années 1890.

La région passe en 1536 sous la juridiction de la République des Sept-Dizains et constitue jusqu'en 1798 le centre du « gouvernement » du même nom.
La nouvelle route voulue par Napoléon et construite selon les plans de Nicolas Céard en direction du pont bâti en 1809, s'accompagne d'un vaste réaménagement urbanistique, avec création d'une nouvelle place de foire (actuelle place de l'Hôtel-de-ville) et de l'ancien Hôpital (actuel hôtel de ville). De nouvelles halles sont également construite en 1811 par le charpentier Christian Speckli, auteur aussi d'un marché couvert au sud de la place du Marché.
1821 fut une date décisive pour le développement du petit bourg. C'est en effet en cette année que se sont ouvertes les portes de la première industrie montheysanne : la verrerie, qui a donné son nom à un quartier de la ville. De petites industries ont poussé laissant présager un grand développement industriel pour l'avenir, dont les symboles seraient la Ciba ou encore Giovanola. Il y avait à l'époque des moulins, des scieries, deux tanneries, une brasserie, une manufacture de tabacs, des fabriques de chocolat, de sucre, d'armes, de pendules, de verres de montre, cinq à six carrières de granit et des ateliers de mécanique[réf. nécessaire]. Au fil des années, ces industries se sont faites vieilles et n'ont pu s'adapter, ce qui explique la disparition de la plupart d'entre elles.

### Époque contemporaine

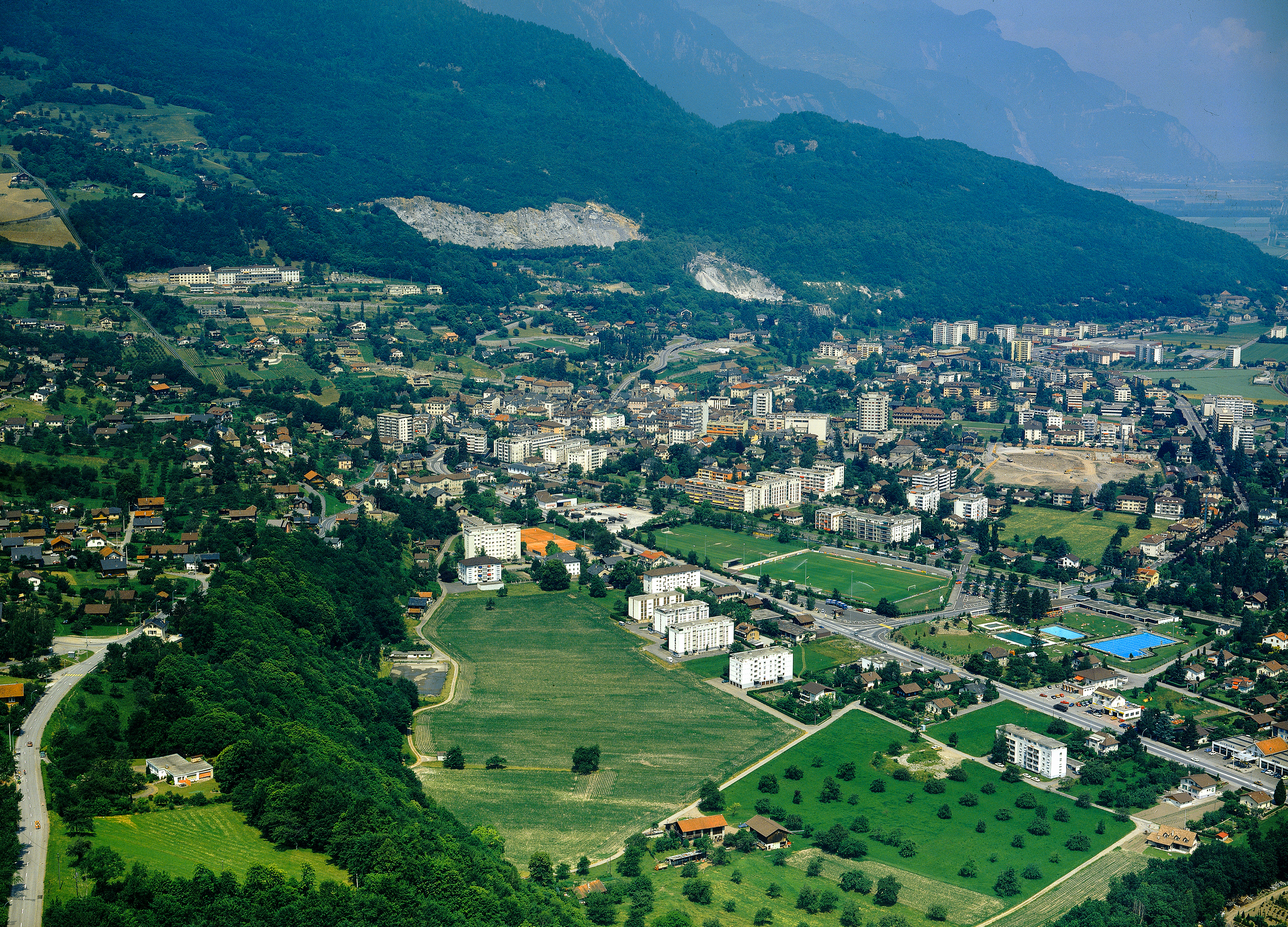
Photo aérienne de Monthey en 1983.

Aujourd'hui, elle est la principale cité industrielle du Valais et la région comprend plusieurs usines pharmaceutiques et chimiques. Parmi les entreprises les plus connues possédant un site à Monthey, on peut citer BASF, Huntsman et Ciba-Geigy, dont les sites de Bâle et de Monthey ont été conservés, sous le nom de Cimo dans la seconde ville, malgré la fusion entre Ciba et Sandoz de 1996 qui a donné naissance à Novartis, puis Syngenta (à la suite de la fusion entre les divisions agrochimiques de Novartis (Suisse) et AstraZeneca (Suède)), qui a été rachetée par ChemChina en mai 2017. Enfin le géant allemand de la chimie BASF possède deux entités juridiques sur le site de Monthey : BASF Schweiz AG, qui produit essentiellement des azurants optiques, et BASF Colors & Effects Switzerland SA qui produit plusieurs gamme de pigments à haute valeur ajoutée. En 2009, BASF rachète Novartis.

## Politique

### Tendances politiques et administration
- PS : 12
- Verts : 5
- PDC : 12
- PLR : 20
- L'Entente : 5
- UDC : 6

La politique montheysanne se démarque par une présence forte de la droite, qui a remporté 83 % des suffrages aux élections communales législatives de 2012, puis 77 % en 2016. Le conseil général représente le législatif et compte 60 places. L'Union démocratique du centre, premier parti politique de Suisse, est présent sous la forme d'un consortium sous le nom de « UDC & Union Des Citoyens ». L'Entente pour Monthey est un parti unique à la commune de Monthey. Les partis de gauche de la commune sont le Parti socialiste (sous le nom de « Parti Socialiste et Gauche Citoyenne ») et les Verts. Lors de l'élection du conseil général le 15 novembre 2020, sur les 9 717 électeurs inscrits 4 004 ont voté, soit un taux de participation de 41,2 % (-1,9 % par rapport à 2016). En 2016, 2 139 des participants étaient des femmes et 1 895 des hommes. Le Parti libéral-radical (PLR), troisième parti de Suisse, a reçu près de 31,7 % des voix (+2,8 points), suivi par le Parti démocrate-chrétien (PDC) avec 19,5 % (-1,6 points). Le Parti Socialiste et Gauche Citoyenne et l'UDC ont récolté respectivement 19,4 et 11 %, tandis que les Verts et l'Entente pour Monthey ont récolté 9,5 et 9 % des voix. 4,3 % des bulletins n'ont pas été comptabilisés car ils étaient nuls, blancs ou sans en-tête,.
Le conseil municipal représente l'exécutif de la commune. À Monthey, il est composé de huit membres et du président. Deux d'entre eux sont issus du PDC : Stéphane Coppey et Gilles Cottet. Il y a également trois PLR : Arnaud Dubois, Fabien Girard et Fabrice Thetaz ; deux membres du Parti Socialiste : Aferdita Bogiqi et Yannick Delitroz ; Pierre Contat de l'UDC et Guy Cristina de l'Entente pour Monthey. Les conseillers municipaux sont chargés de neuf départements : administration générale ; enfance, enseignement et formation Professionnelle ; infrastructures, mobilité et environnement ; électricité, énergie et développement durable ; sports, jeunesse et intégration ; aménagements, bâtiments et urbanisme ; affaires sociales, 3e âge et santé ; culture, tourisme et jumelage et sécurité.

### Présidents de Monthey
| Période                                  | Période          | Identité                 | Étiquette                               | Qualité                             |
| ---------------------------------------- | ---------------- | ------------------------ | --------------------------------------- | ----------------------------------- |
| 27 février 1848                          | 23 mars 1850     | Joseph Torrent           | Parti radical-démocratique              | Propriétaire foncier et agriculteur |
| 24 mars 1850                             | 7 mars 1852      | Jean-Joseph Martin       |                                         | Notaire                             |
| 8 mars 1852                              | 5 mars 1853      | Elie Detorrenté          |                                         | Notaire                             |
| 6 mars 1853                              | 13 janvier 1855  | Joseph Torrent           | Parti radical-démocratique              | Propriétaire foncier et agriculteur |
| 14 janvier 1855                          | 11 décembre 1858 | Hyacinthe-Casimir Monnay |                                         | Médecin                             |
| 12 décembre 1958                         | 13 décembre 1862 | Adrien Delacoste         | Parti radical-démocratique              | Notaire                             |
| 14 décembre 1862                         | 11 décembre 1864 | Frédéric Défago          |                                         | Maître d'hôtel                      |
| 12 décembre 1864                         | 10 décembre 1870 | Joseph Torrent           | Parti radical-démocratique              | Propriétaire foncier et agriculteur |
| 11 décembre 1870                         | 12 décembre 1874 | Louis Rappaz             |                                         | Avocat et notaire                   |
| 13 décembre 1874                         | 11 décembre 1880 | Adolphe Martin           |                                         | Boucher et maître d'hôtel           |
| 12 décembre 1880                         | 13 décembre 1884 | Oscar Delacoste          |                                         | Avocat et notaire                   |
| 14 décembre 1884                         | 10 décembre 1892 | Ladislas Pottier         | Parti radical-démocratique              | Avocat                              |
| 11 décembre 1892                         | 5 décembre 1916  | Edmond Delacoste         | Parti radical-démocratique              | Ingénieur-géomètre                  |
| 6 décembre 1916                          | 10 octobre 1930  | Maurice Trottet          | Parti radical-démocratique              | Avocat                              |
| 7 décembre 1930                          | 5 décembre 1964  | Maurice Delacoste        | Parti radical-démocratique              | Avocat                              |
| 6 décembre 1964                          | 30 avril 1972    | Edgar Bavarel            | Parti radical-démocratique              | Banquier                            |
| 1er mai 1972,                            | 31 décembre 1972 | Joseph Rithner           | Parti radical-démocratique              | Apiculteur                          |
| 1er janvier 1973                         | 3 juin 1985      | Raymond Deferr           | Parti démocrate chrétien                | Avocat, notaire                     |
| 3 juin 1985                              | 1996             | Alain Dupont             | Parti radical-démocratique              | Enseignant                          |
| 1996                                     | 2012             | Fernand Mariétan         | Parti démocrate chrétien                | Avocat, joueur de hockey sur glace  |
| 2012                                     | En cours         | Stéphane Coppey          | Parti démocrate chrétien puis Le Centre | Avocat                              |
| Les données manquantes sont à compléter. |                  |                          |                                         |                                     |

### Intercommunalité

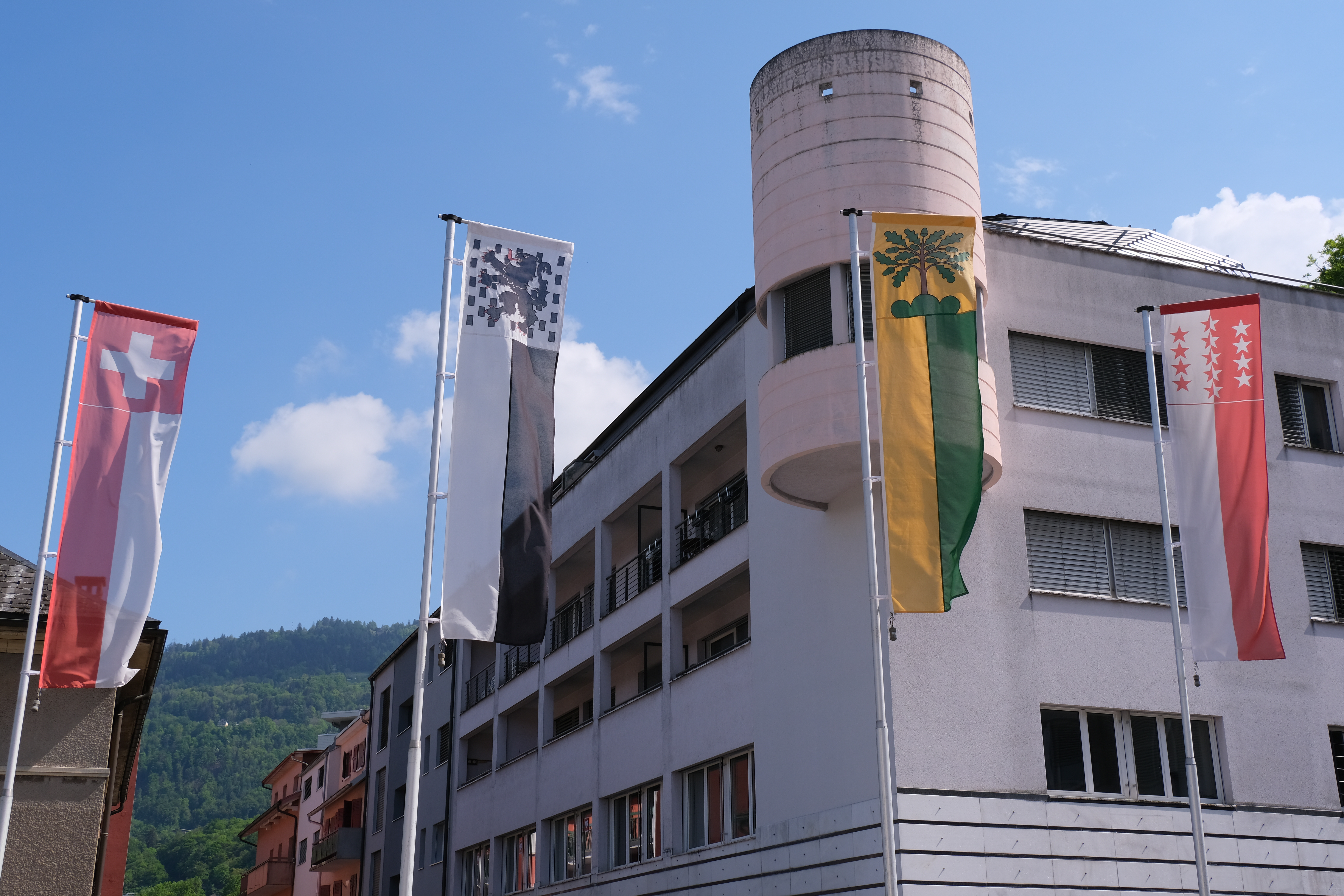
Les drapeaux de la Suisse, du Chablais, de Monthey et du Valais devant les bâtiments communaux de Monthey.

La ville de Monthey est affiliée à plusieurs alliances politiques intercommunales. D'un point de vue administratif et politique, elle fait partie du district de Monthey et du canton du Valais, et fournit ainsi des politiciens au Grand conseil et au Conseil d'État. La commune de Monthey est membre de Chablais Région Switzerland, une organisation de développement regroupant les 28 communes du Chablais valaisan et vaudois. Fondée en 1975, elle a entre autres donné naissance au projet d'agglomération Monthey-Aigle. L'agglomération a pour but de favoriser une croissance de l'emploi équilibrée, une mobilité efficace et un développement territorial entre les deux communes. Monthey est également membre de Antenne Région Valais Romand, un centre de développement régional qui accompagne les communes valaisannes romandes dans de leurs projets. Depuis 2017, un projet de fusion entre les communes de Monthey et de Collombey-Muraz est en discussion.

### Justice
La ville de Monthey abrite les tribunaux du district et de la commune de Monthey. Ils traitent les affaires civiles en première instance ainsi que certains cas de droit pénal. Les cas les plus graves sont traités par le tribunal cantonal de Sion.

### Politique environnementale

#### Gestion des déchets

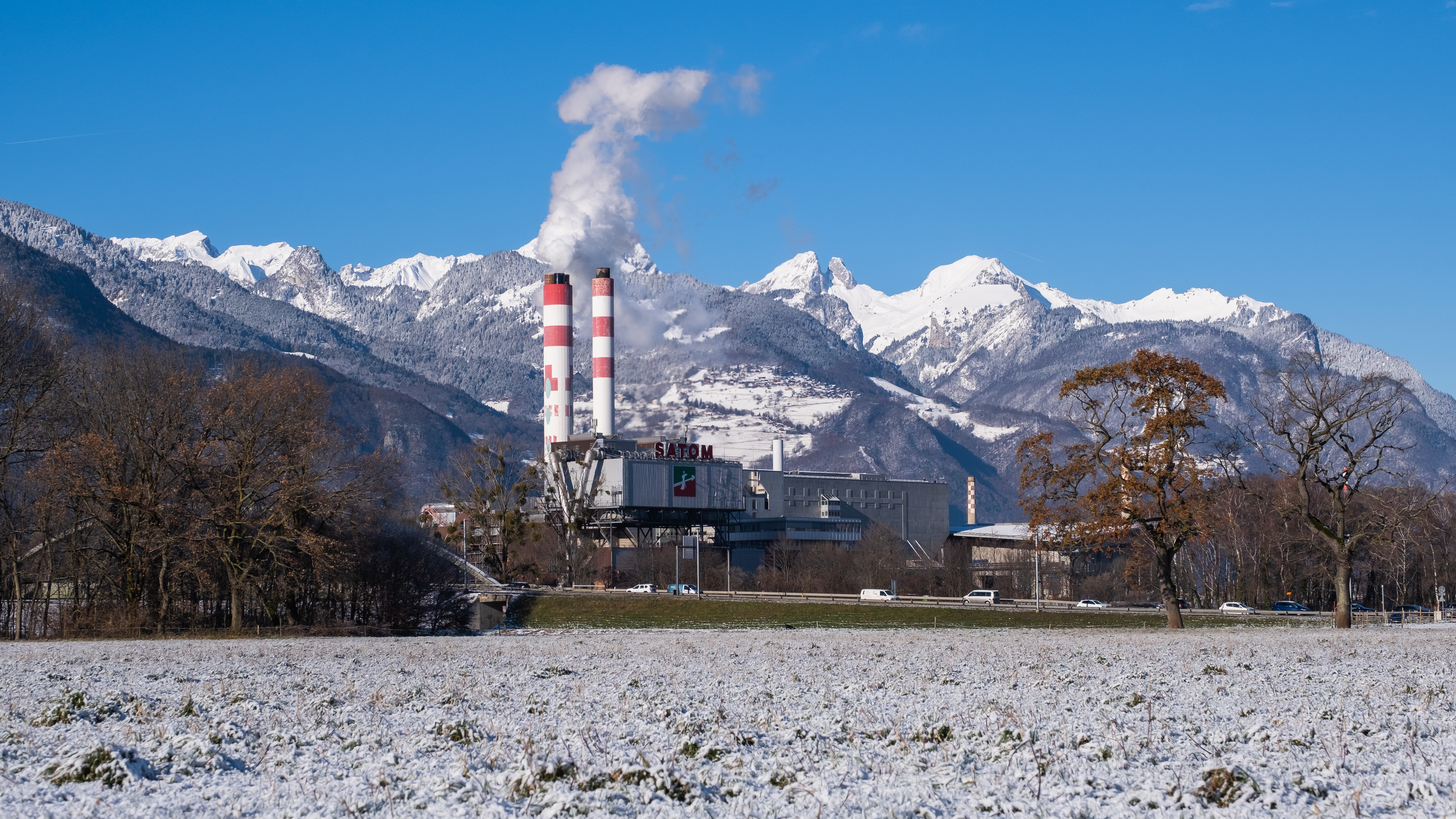
La Satom vue depuis Saint-Triphon.

Monthey est desservie par l'usine d'incinération Satom, située sur le territoire communal. Fondée en 1972, elle s'occupe de la gestion des déchets de quarante communes vaudoises et trente-quatre communes valaisannes. En 2018, l'usine a traité plus de 66 683 tonnes de déchets. Depuis le début des années 2010 l'usine valorise ses déchets sous plusieurs formes. Elle peut ainsi produire de l'électricité, générer de la chaleur transmise par chauffage à distance et livrer jusqu'à 280 000 tonnes de vapeur au site chimique de Monthey.
Depuis le 1er janvier 2019, la commune de Monthey adhère au système de la taxe au sac pour la gestion de ses déchets ménagers. Elle était alors la dernière commune valaisanne romande à ne pas suivre la loi fédérale mise en place en 2018 en Valais.

#### Gestion de l'eau
La gestion de l'eau de Monthey est comptabilisée avec celle de la commune d'Aigle. Au total, la région capte 1 544 000 m3 d'eau de source et 95 000 m3 d'eau souterraine par an. Chaque jour, la région livre en moyenne 4 463 m3 d'eau.

### Finances locales
Le tableau ci-dessous présente l'évolution de la capacité d'autofinancement, un des indicateurs des finances locales de Monthey, sur une période de dix ans :
| 2012   | 2013   | 2014   | 2015   | 2016   | 2017   | 2018   | 2019   | 2020   | 2021   |
| ------ | ------ | ------ | ------ | ------ | ------ | ------ | ------ | ------ | ------ |
| 12 919 | 10 438 | 11 465 | 14 682 | 14 845 | 15 022 | 17 530 | 14 655 | 12 885 | 13 787 |

|  |

### Jumelages

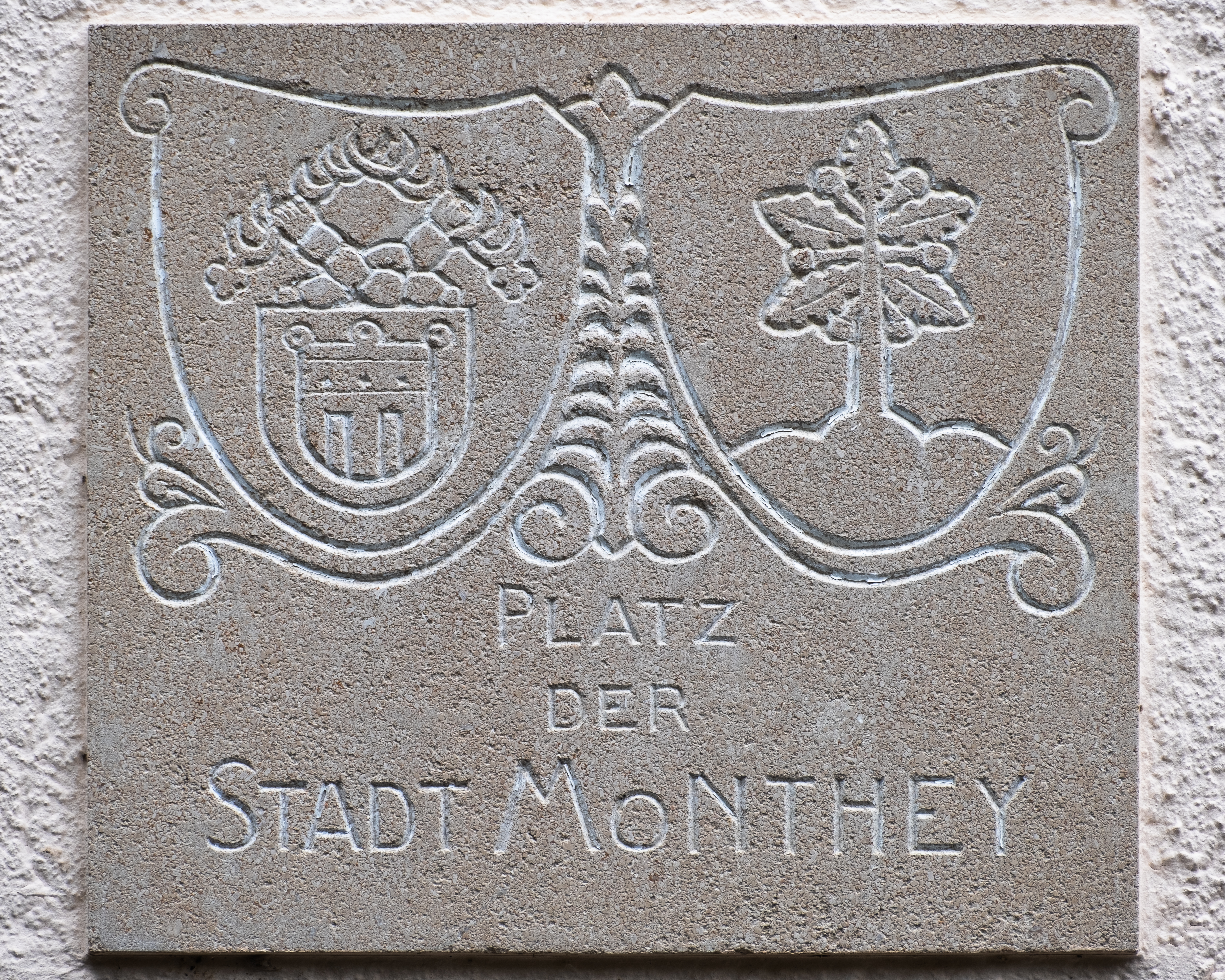
La Platz der Stadt Monthey à Tübingen.

Monthey est jumelée avec Diekirch (Luxembourg) et Ivrée (Italie) depuis 1954. La ville est également liée à Tübingen, en Allemagne, avec laquelle des échanges scolaires sont régulièrement organisés depuis 1959. L'ancienne place du marché de Monthey porte le nom de Tübingen, et la ville allemande a baptisé une de ses places Platz der Stadt Monthey.
En 2007, dans un effort de lier l'Europe de l'est à l'ouest, Monthey signe un jumelage avec la ville hongroise de Göd. L'union est célébrée dans la ville suisse le 19 mai 2007 à l'occasion du premier marché de l'année, puis en Hongrie le 20 août 2007 à l'occasion de la Szent István ünnepe. C'est dans ce cadre qu'un chemin au bord du Danube est baptisé promenade de Monthey.
Monthey a signé un pacte d'amitié avec la ville chinoise de Dujiangyan en 2017. Les deux villes sont régulièrement en contact sur divers sujets tels que la culture et le tourisme.

## Population et société

### Gentilé et surnoms
Les habitants de la commune se nomment les Montheysans. Ils sont surnommés les Marseillais et, pour ceux du quartier En Place, les Crétins de Place.
Les habitants de la localité de Choëx se nomment les Choëllands ; ceux de la localité des Giettes se nomment les Giettards et sont surnommés lu Ferra-Zulûnè, soit les ferre-poules en patois valaisan.

### Démographie

#### Évolution de la population
L'évolution du nombre d'habitants est connue à travers les recensements de la population effectués tous les dix ans dans la commune entre 1850 et 2000. À partir de 2010, les populations des communes sont publiées annuellement par l'Office fédéral de la statistique (OFS). Le recensement repose désormais sur les registres des habitants des communes et des cantons, les registres fédéraux de personnes et le registre fédéral des bâtiments et des logements. Ceux-ci sont complétés par des enquêtes par échantillonnage.
La commune compte 18 886 habitants au 31 décembre 2023 pour une densité de population de 660 hab/km2. Sur la période 2010-2023, sa population a augmenté de 15,1 % (canton : 17,0 % ; Suisse : 9,4 %). Au 31 décembre 2021, l’agglomération de Monthey compte 34 543 habitants. Celle-ci comprend les communes de Collombey-Muraz, Massongex, Monthey et Troistorrents. Elle est la commune la plus peuplée du district de Monthey, la troisième du canton du Valais derrière Sion et Martigny, et la 65e ville la plus peuplée de Suisse.
Au milieu du XIVe siècle, le bourg de Monthey ne compte que 500 à 600 habitants. C'est véritablement durant la période industrielle, qui commence dans la première moitié du XIXe siècle, que la population croît. Ainsi de 2 700 habitants à la fin du XIXe siècle, la ville abrite 14 000 citoyens à la fin du siècle suivant,.

#### Pyramide des âges
En 2023, le taux de personnes de moins de 30 ans s'élève à 32,2 %, au-dessus de la valeur cantonale (31 %). Le taux de personnes de plus de 60 ans est quant à lui de 25 %, alors qu'il est de 27,5 % au niveau cantonal.
La même année, la commune compte 9 342 hommes pour 9 544 femmes, soit un taux de 49,5 % d'hommes, inférieur à celui du canton (49,9 %).
| Hommes | Classe d’âge | Femmes |
| ------ | ------------ | ------ |
| 0,6    | 90 ans ou +  | 1,5    |
| 7,4    | 75 à 89 ans  | 10,0   |
| 14,4   | 60 à 74 ans  | 16,0   |
| 21,7   | 45 à 59 ans  | 20,6   |
| 22,7   | 30 à 44 ans  | 20,9   |
| 17,9   | 15 à 29 ans  | 16,7   |
| 15,4   | - de 14 ans  | 14,4   |

| Hommes | Classe d’âge | Femmes |
| ------ | ------------ | ------ |
| 0,6    | 90 ans ou +  | 1,3    |
| 8,0    | 75 à 89 ans  | 10,1   |
| 17,1   | 60 à 74 ans  | 17,9   |
| 21,0   | 45 à 59 ans  | 20,7   |
| 21,3   | 30 à 44 ans  | 20,1   |
| 17,3   | 15 à 29 ans  | 16,0   |
| 14,7   | - de 14 ans  | 14,0   |

#### Population résidente d'origine étrangère
En 2018, selon l'OFS, 65,1 % de la population est née en Suisse. La proportion d'étrangers vivants à Monthey s'élève à 32,7 %, dont 7,5 % viennent de pays hors de l'Union européenne,. 9 % de la population ne parle pas une langue nationale suisse comme langage principal. Parmi les pays les plus représentés se trouvent :
| Pays     | Population | Pays               | Population | Pays     | Population | Pays     | Population | Pays        | Population | Pays        | Population |
| -------- | ---------- | ------------------ | ---------- | -------- | ---------- | -------- | ---------- | ----------- | ---------- | ----------- | ---------- |
| Portugal | 2 474      | Turquie            | 167        | Brésil   | 45         | Congo    | 27         | Royaume-Uni | 22         | Angola      | 18         |
| Italie   | 895        | Serbie             | 105        | Belgique | 43         | Roumanie | 26         | Irak        | 22         | Chili       | 17         |
| France   | 688        | Bosnie-Herzégovine | 85         | Croatie  | 43         | Maroc    | 25         | Sri Lanka   | 21         | Pologne     | 16         |
| Espagne  | 324        | Macédoine du Nord  | 67         | Érythrée | 42         | Cap-Vert | 25         | Tunisie     | 21         | Hongrie     | 15         |
| Kosovo   | 312        | Allemagne          | 50         | Syrie    | 39         | Algérie  | 23         | Russie      | 19         | Afghanistan | 13         |

### Éducation
La commune de Monthey possède des écoles pour tous les niveaux de la scolarité obligatoire. L'éducation primaire est répartie sur 4 sites différents pour la ville de Monthey : le collège de l'Europe, les Genêts, Mabillons et le Vieux Collège. L'école de Choëx propose les cinq premières années pour les habitants du hameau et des Giettes. Depuis 1995, un enseignement bilingue optionnel propose au moins 30% des cours en allemand depuis le niveau 2H jusqu'au 8H. Les cours de cycle d'orientation se déroulent au collège du Reposieux pour l'ensemble de la commune de Monthey.
L'École de Commerce et de Culture Générale de Monthey, ou ECCG, est une école de niveau secondaire II pour les habitants du district de Monthey. Depuis 2017, elle propose trois filières différentes : commerce, culture générale et soins et santé communautaire. Chaque filière propose un cursus à deux diplômes composés d'un certificat fédéral de capacité et d'une maturité professionnelle. Le site chimique de Monthey héberge l'école professionnelle intercantonale de la chimie, qui forme les apprentis laborantins, technologues et polyméchaniciens des cantons romands. Les études gymnasiales se déroulent soit au collège de l'abbaye de Saint-Maurice, soit au gymnase de Burier.

Les écoles de Monthey
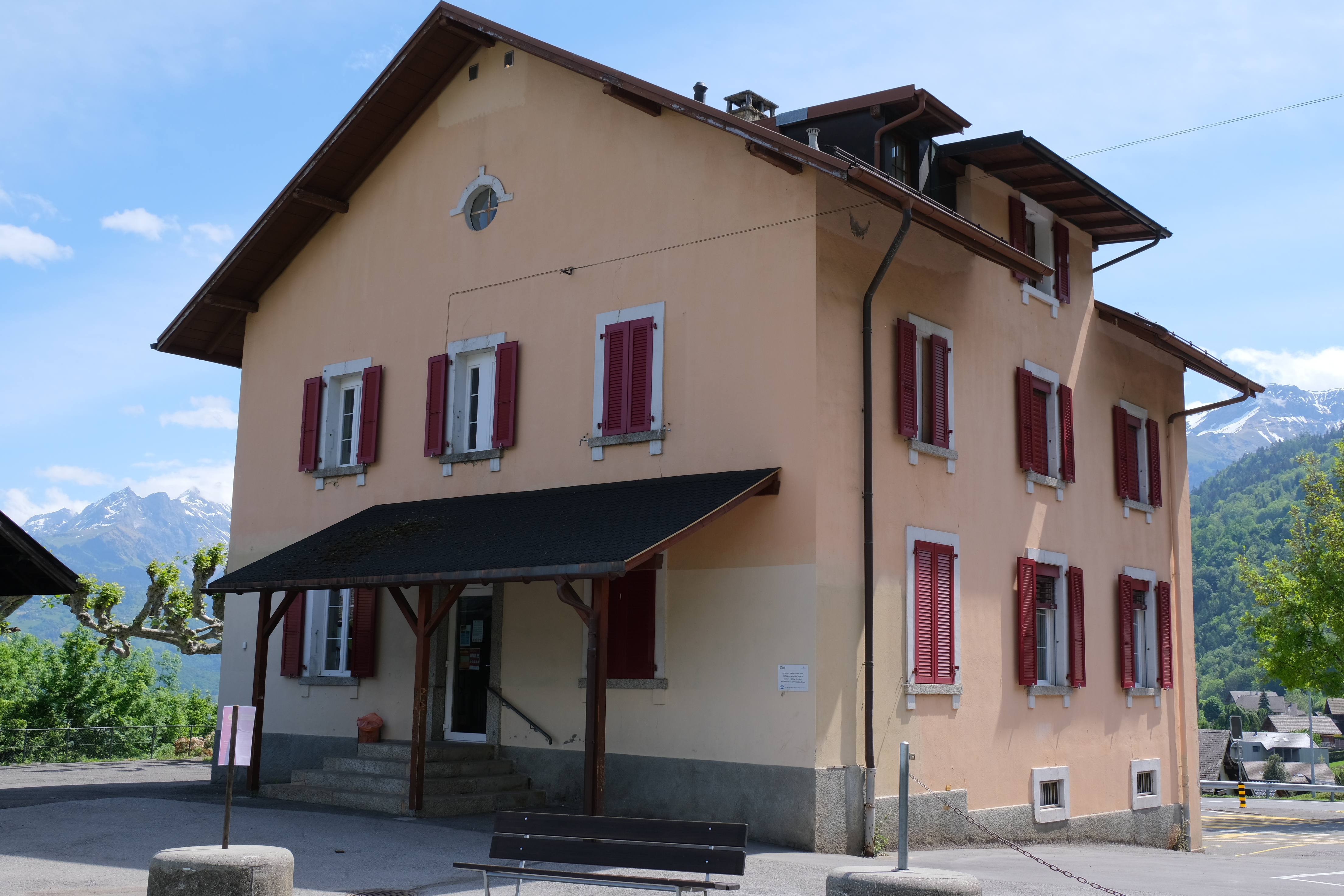
École de Choëx.
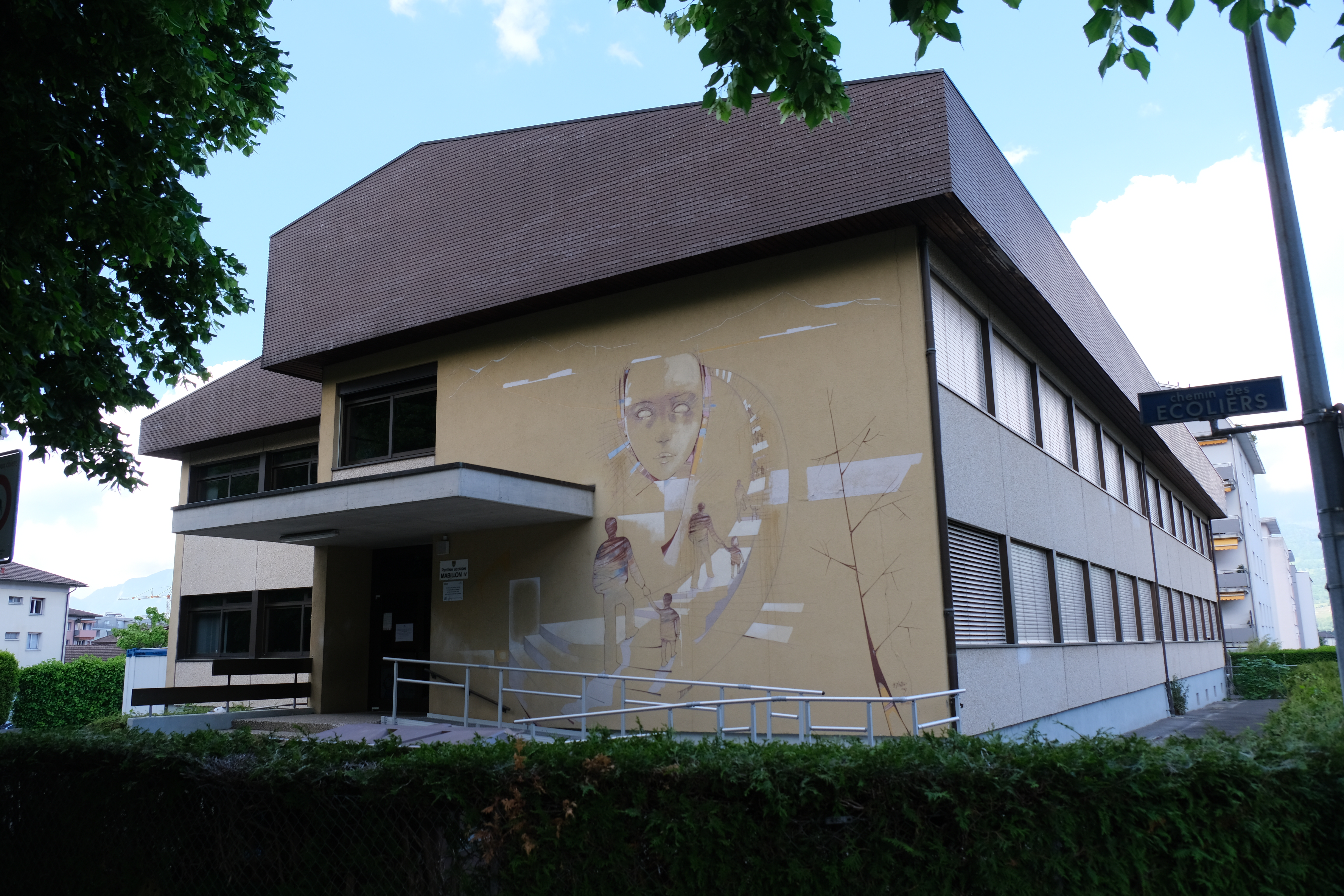
Mabillon IV.
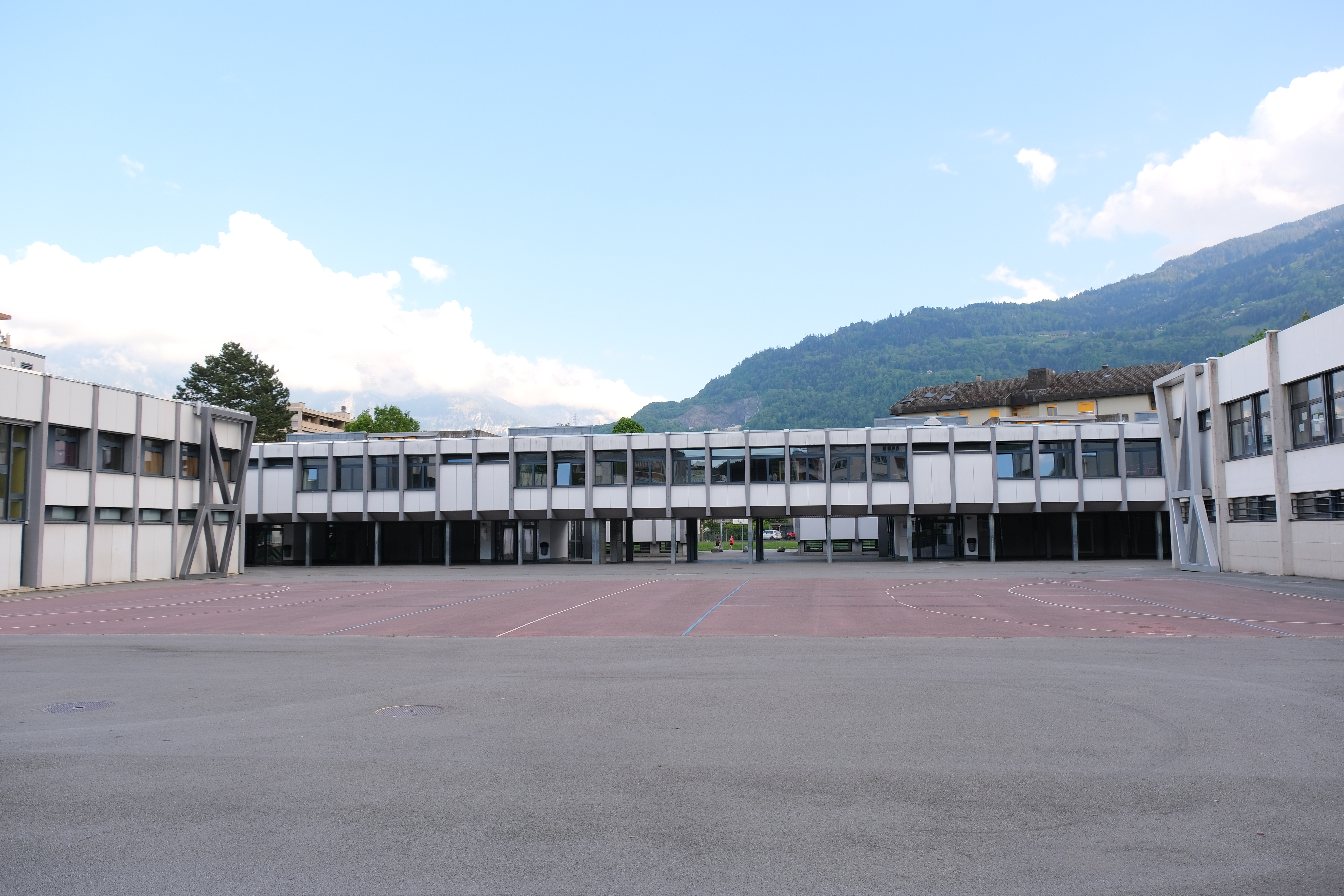
Collège de l'Europe.
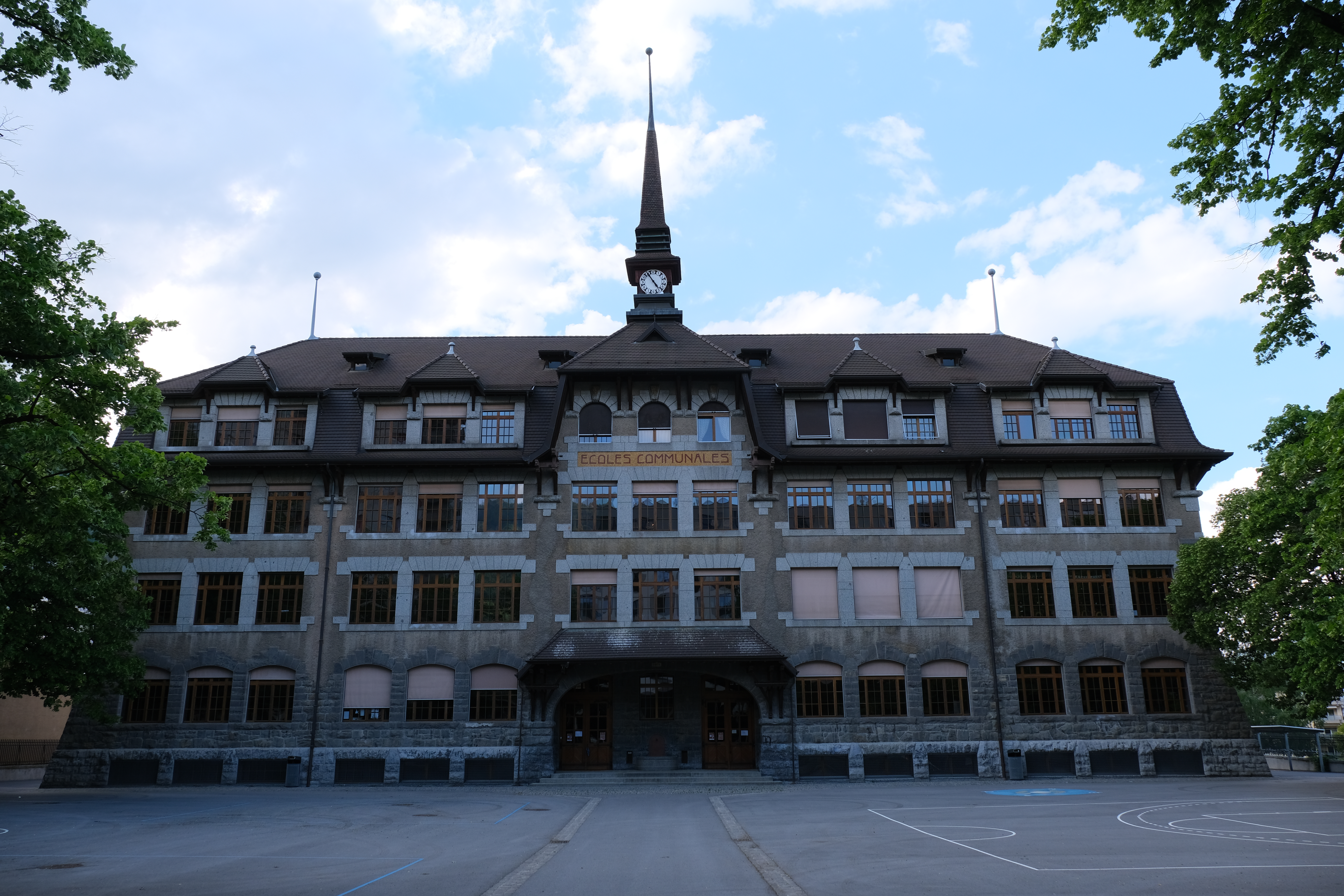
Vieux Collège.
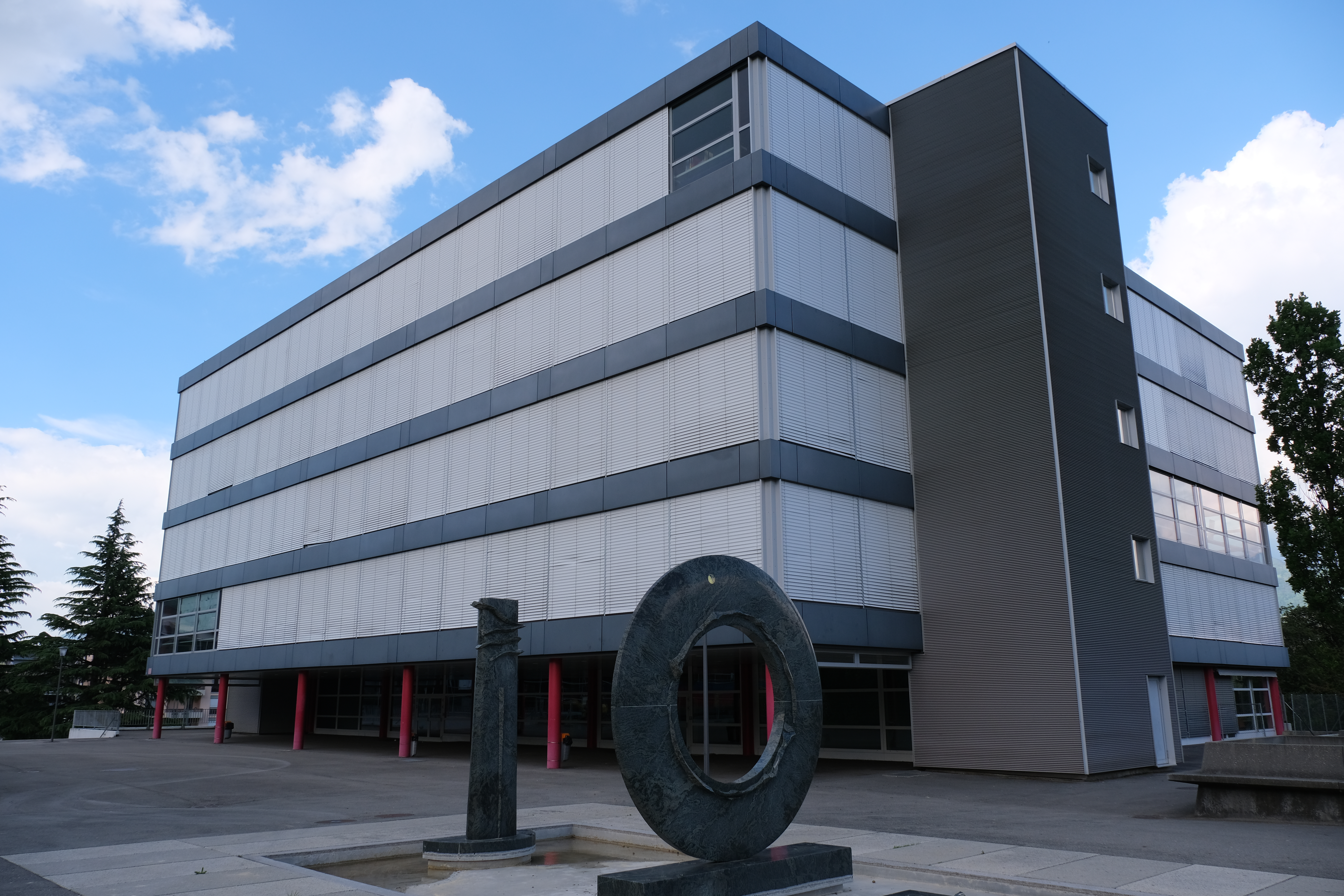
Collège du Reposieux.
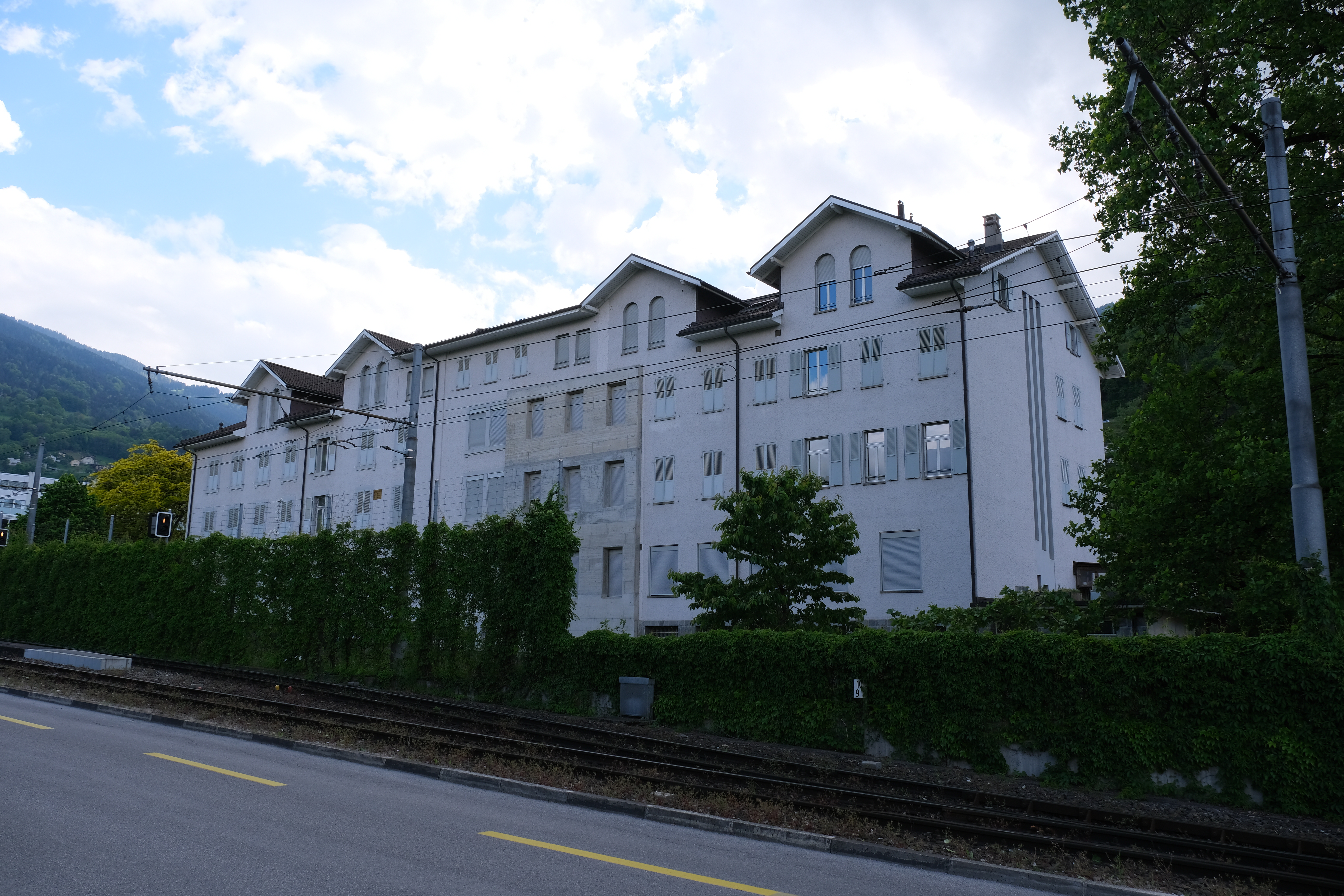
École de Commerce et de Culture Générale.

L'école suisse de Vitrail et Création, fondée en 1984, est la seule école de vitrail et verre plat de Suisse. Elle dispense des cours techniques et artistiques pour l'obtention du diplôme de verrier-créateur. Il est aussi possible d'y suivre des cours amateurs ou de perfectionnement. Monthey possède une école de musique. Son but est de former de jeunes musiciens locaux pour qu'ils intègrent les sociétés de musiques locales. L'enseignement est donné en privé et l'apprentissage du langage musical est donné par le Conservatoire Cantonal de Sion.

### Services et équipements publics
Les services publics comprennent une médiathèque, une ludothèque, une bibliothèque culturelle, deux bureaux de poste et un poste de police municipale,. La commune dispose également d'un bureau de l'intégration, d'un bureau des naturalisations, d'un office de la population et de services de curatelle. L'Autorité de Protection de l'Enfant et de l'Adulte du district de Monthey a également ses bureaux dans la ville de Monthey. Depuis 2021, la commune partage une caserne de pompiers avec les communes de Collombey-Muraz, Massongex et Vérossaz. Le site chimique de Monthey dispose depuis 2018 d'une nouvelle caserne de pompier qui est associée à celle de Monthey en cas de besoin.
L'office de la protection civile de Monthey dispose de 350 personnes pour servir dans ses missions. La commune de Monthey est associée à Collombey-Muraz, Vérossaz et Massongex depuis 2015 dans le cadre d'un Etat Major de Conduite Régional, un organe de soutien pour les communes en cas de catastrophe ou événement majeur. L'office régional de placement pour les districts de Saint-Maurice et Monthey se trouve à Monthey. La commune s'occupe de la distribution de l'électricité sous le nom de service Électricité, Énergies & Développement Durable et a également un service de finances qui s'occupe de l'imposition et du cadastre communal.

### Sports

#### Infrastructures

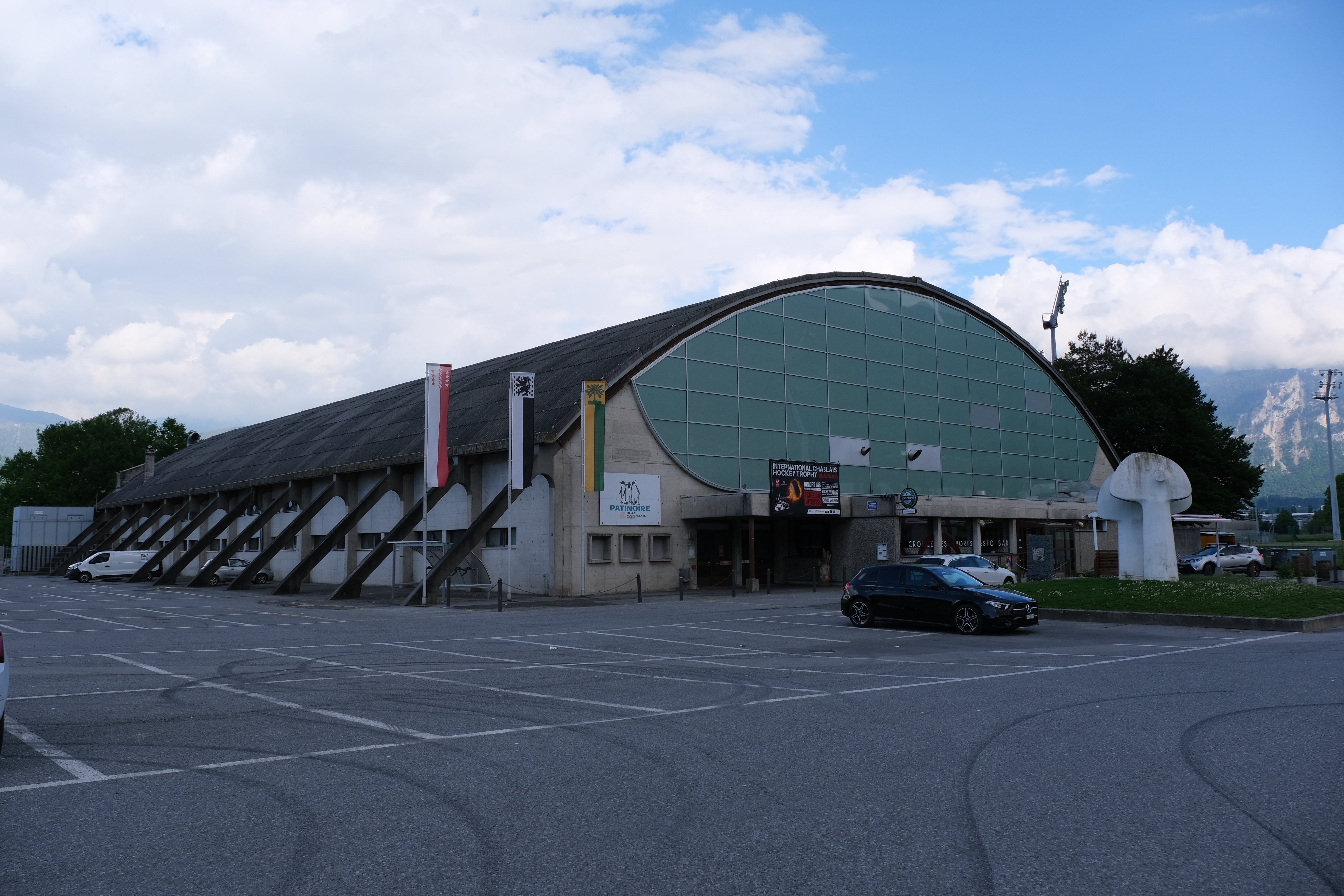
La patinoire du Verney à Monthey.

Monthey dispose de deux piscines, une couverte et une découverte, un centre de tennis au cœur de la ville, un manège proche du Rhône ainsi qu'un parcours de santé en forêt de 1,8 kilomètre de long. La ville est également équipée d'un stade de football de 1 800 places assises, portant le nom de Philippe Pottier, et d'une salle de grimpe, ouverte en 2019. Le centre sportif du Verney, situé au nord-est du centre-ville, abrite une patinoire, deux courts de tennis en intérieur, une piste d'athlétisme, un skatepark, un terrain en pelouse et un terrain en gazon synthétique. Un projet d'aménagement initié en 2017 prévoit de réunir toutes les installations sportives de la ville à l’exception des piscines dans la zone du Verney.
Le hameau des Giettes est équipé d'une petite station de ski à 1 300 mètres d'altitude et d'une piste de ski de fond de 10 kilomètres.

#### Football

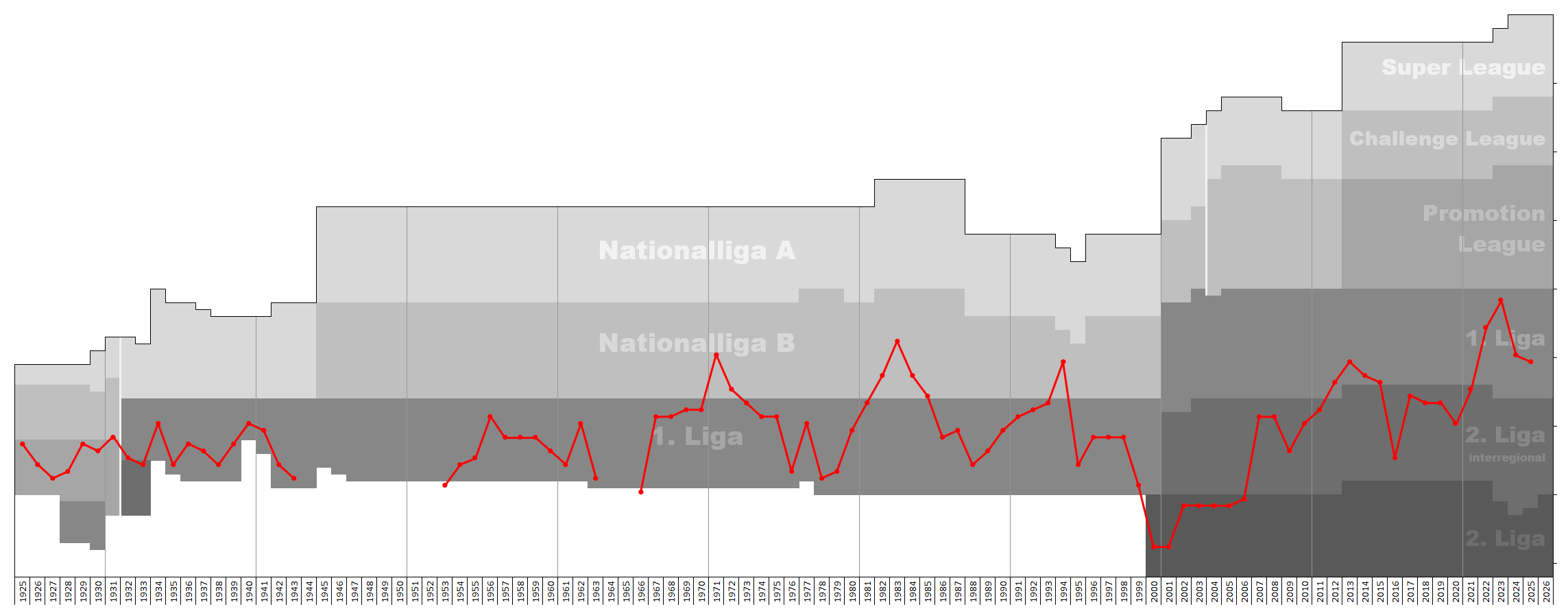
Performances du FC Monthey au cours de son histoire.

Le Football Club de Monthey est fondé en 1910 et joue alors pour l'Association vaudoise de football car il n'existe pas d'organe similaire en Valais ; il commence à évoluer dans les championnats nationaux en 1915. En 1924, le club atteint la deuxième division de Suisse avant de devenir en 1930 la première équipe valaisanne à accéder à la première ligue suisse. Monthey est relégué au quatrième échellon suisse entre 1943 et 1953 et remonte en deuxième division en 1970 après avoir battu le Sports-Réunis Delémont devant 1 500 spectateurs montheysans à Berne. Relégué en 1973, le club connaît ensuite la ligue nationale B à deux occasions : entre 1981 et 1985 et entre 1993 et 1995. En 1998, les dettes du club le forcent à vendre certains de ses joueurs, et en 1999 le FC Monthey est relégué en quatrième division suisse, qui devient en 2000 la sixième division nationale après la refonte de la structure des ligues suisses. Pour la saison 2019-2020, le FC Monthey évolue en 1re Ligue, la quatrième division suisse.
Le club évolue depuis 1962 au stade Philippe Pottier. Au cours de son histoire, le club a remporté le championnat vaudois de série B en 1918, 1919 et 1921.

#### Basket-ball
Les premiers rassemblements de basket-ball à Monthey sont organisés par les scouts. Ils jouent alors devant le bâtiment du Vieux Collège et décident le 29 septembre 1966 de fonder le BBC Monthey. Le club est promu en ligue nationale B en 1978 et remporte le titre en 1981. Il accède ainsi à la ligue nationale A et y reste jusqu'en 1987. Le BBC Monthey remonte en première division en 1992 et remporte son premier titre de champion suisse en 1996. Au début des années 2000, le club frôle la relégation puis connaît une période faste en remportant la coupe de Suisse en 2003 et 2006 et avec un nouveau titre de champion suisse en 2005. Le BBC Monthey est finaliste de la coupe de Suisse en 2007 et 2011 et remporte deux coupes de la ligue en 2016 et 2017. En 2017, il remporte également le championnat suisse et évite la faillite de justesse en 2018.

#### Marche à pied
Le club de marche à pied de Monthey est fondé en 1965 des suites d'un passage du Tour de Romandie à la marche dans la ville. Ses premiers membres s'inscrivent le 11 août 1965 et le club connaît ses premiers succès l'année suivante lors des championnats suisses de la Fédération suisse de marche amateur avec deux médailles de bronze, trois médailles d'argent et une d'or. Au total, le club a connu 23 succès en championnat suisse interclub.
La ville de Monthey accueille également quelques épreuves de marche à pied, tel que le Grand Prix de la Ville de Monthey depuis 1965.

#### Autres sports
Monthey possède également d'autres clubs de sport : les Rhinos Monthey (football américain, fondé en 1987, évolue en ligue romande), le Monthey-Chablais HC (hockey sur glace, cinquième division Suisse), les Aguillas de Monthey (baseball, fondé en 1998) et l'Ovalie Chablaisienne Monthey (Rugby à XV). La ville est également dotée d'un groupe de scout, un club d'athlétisme et une société de gymnastique,,.

#### Événements

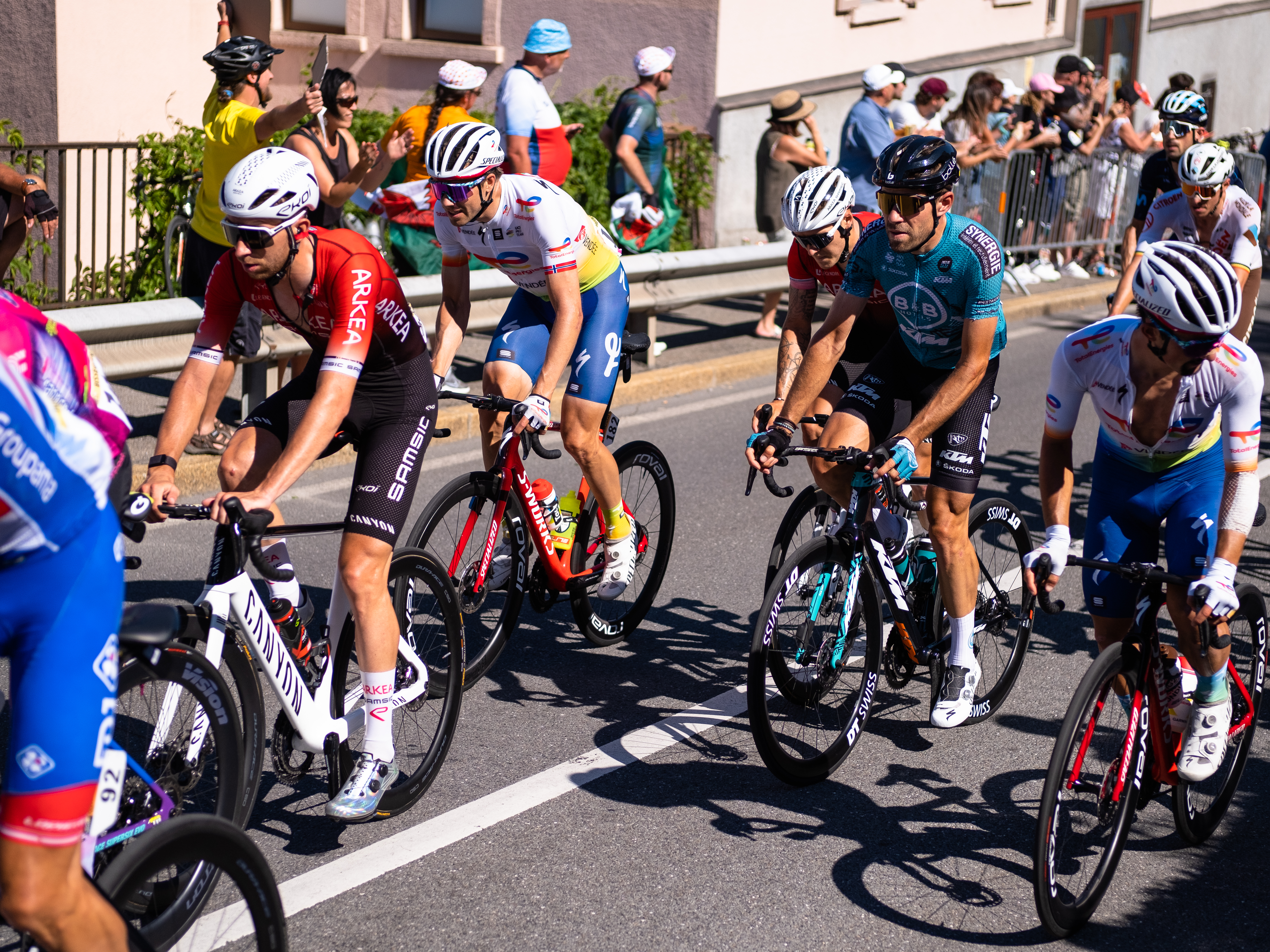
Passage du Tour de France à Monthey en 2022.

La course de côte motocycliste Monthey-Les Giettes est créée en 1947 par le moto-club de Monthey à l'occasion de ses 15 ans. Après une pause en 1950 et 1951, la course est relancée et s'inscrit au calendrier du championnat suisse de la montagne avant d'être brusquement interrompue en 1955. La course reprend ses droits en 1964 et reste la dernière du genre dans le canton du Valais. Elle s'arrête après l'édition 1978 qui voit la mort de deux concurrents,.
En 2001, Monthey est désigné pour être la ville hôte de la septième édition du Festival olympique de la jeunesse européenne d'hiver. Les épreuves se déroulent à la patinoire de Monthey ainsi qu'à Champéry, aux Crosets, à Martigny et à Morgins. L’événement a coûté un peu plus de six millions de Francs suisse, qui ont été payés à moitié par la confédération Suisse, le canton du Valais et les communes concernées. Ses bénéfices ont été versés à une fondation d'aide au développement des sports d'hiver pour les jeunes. Entre autres, l'organisation de cet événement a permis la création de l’International Chablais Hockey Trophy, un tournoi de hockey entre équipes de moins de seize ans de différents pays.
Lors de l'édition 2019 du Critérium du Dauphiné, la dernière étape passe par Monthey avant de se terminer à Champéry. Le Tour de France est passé sept fois par Monthey afin de traverser le Pas de Morgins : en 1977, 1978, 1984 1985, 1988, 1997 et 2022,. Le tour de Romandie et le tour du Chablais sont également passés par Monthey à plusieurs occasions.

### Santé

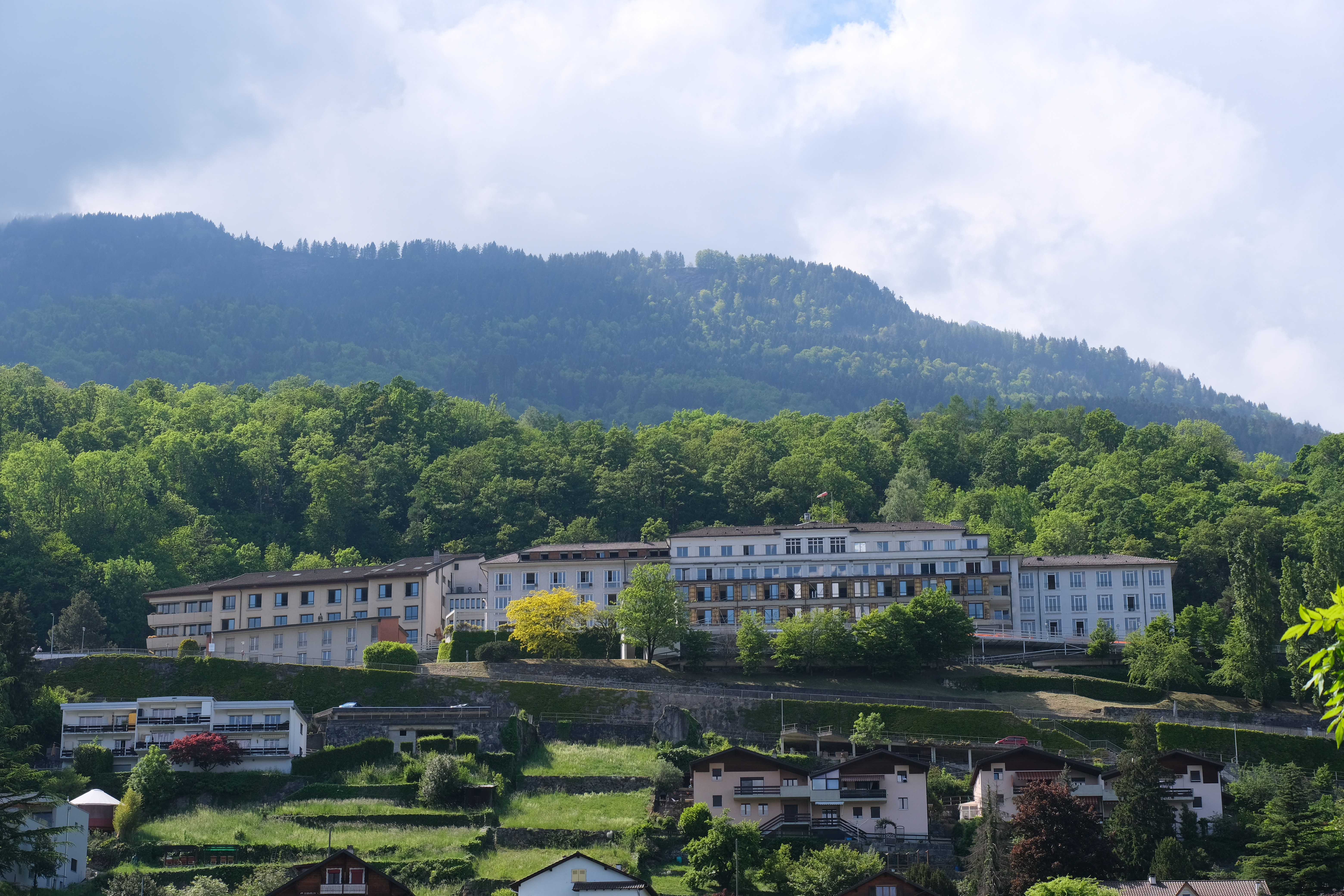
L'hôpital de Monthey, sur le coteau des Neyres, en 2020.

Le premier établissement de soins de Monthey est recensé en 1280, puis plusieurs bâtiments se succèdent jusqu'à la construction d'un hôpital en 1710, près de l'actuelle place de la ville. En 1875, le bâtiment, qui est également utilisé comme cure pour la chapelle du Pont, est échangé à la municipalité et devient le nouvel hôtel de ville. En 1910, un hôpital-infirmerie de 27 lits géré par les sœurs de Saint Joseph d'Annecy ouvre. En 1915, la tuberculose rend nécessaire la construction d'un nouveau pavillon médical séparé, mais le projet ne se concrétise qu'en 1930 par manque de fonds. L'hôpital de Monthey est mis en service en 1935 et devient alors le principal lieu de soins de la ville. L'ancien hôpital est alors racheté par la commune et réhabilité en maison de retraite au nom de home Les Tilleuls. L'hôpital de Monthey connaît plusieurs agrandissements puis en 1998 fusionne avec celui d'Aigle. En 2019, après l’ouverture de l'hôpital Riviera-Chablais à Rennaz, l'hôpital de Monthey ferme définitivement et subit une démolition partielle et de lourdes transformations pour être transformé en clinique de gériatrie et de réadaptation de 75 lits.
La ville de Monthey dispose également depuis 1901 de l'hôpital de Malévoz, un hôpital psychiatrique, et depuis 1972 de La Castalie, un centre médico-éducatif pour personnes atteintes de handicap mental ou de polyhandicap.

### Cultes

#### Église catholique
Jusqu'en 1708, la ville de Monthey est desservie par la paroisse catholique de Collombey. Celle-ci est créée au VIIIe siècle et dépend de l'abbaye de Savigny dès 1025 avant d'être échangée à l'abbaye de Saint-Maurice en 1263. En 1607, un compte-rendu de l’évêque de Sion Hildebrand Jost atteste l’existence de trois chapelles à Monthey. Les habitants se rendent à l'église de Collombey pour suivre les messes, bien que des confréries organisent également des « messes fondées » à Monthey. Le transfert de la paroisse à Monthey est déjà en discussion en 1704, mais la Diète du Pays du Valais demande à l'abbaye de Saint-Maurice d'abandonner l'idée car elle ne veut pas voir la paroisse de Collombey disparaître. La première église de Monthey est finalement construite en 1707 avec l'aide obligatoire des collombeyrouds sur ordre de la Diète, et le transfert se fait en 1708. La paroisse de Choëx, qui est connue et indépendante depuis 1178, fusionne en 1993 avec la paroisse de Monthey.
Aujourd'hui, la paroisse catholique de Monthey-Choëx possède au total 2 églises et 7 chapelles sur le territoire communal de Monthey. Lors du dernier recensement, en 2000, 9 975 catholiques vivent à Monthey.

#### Protestantisme

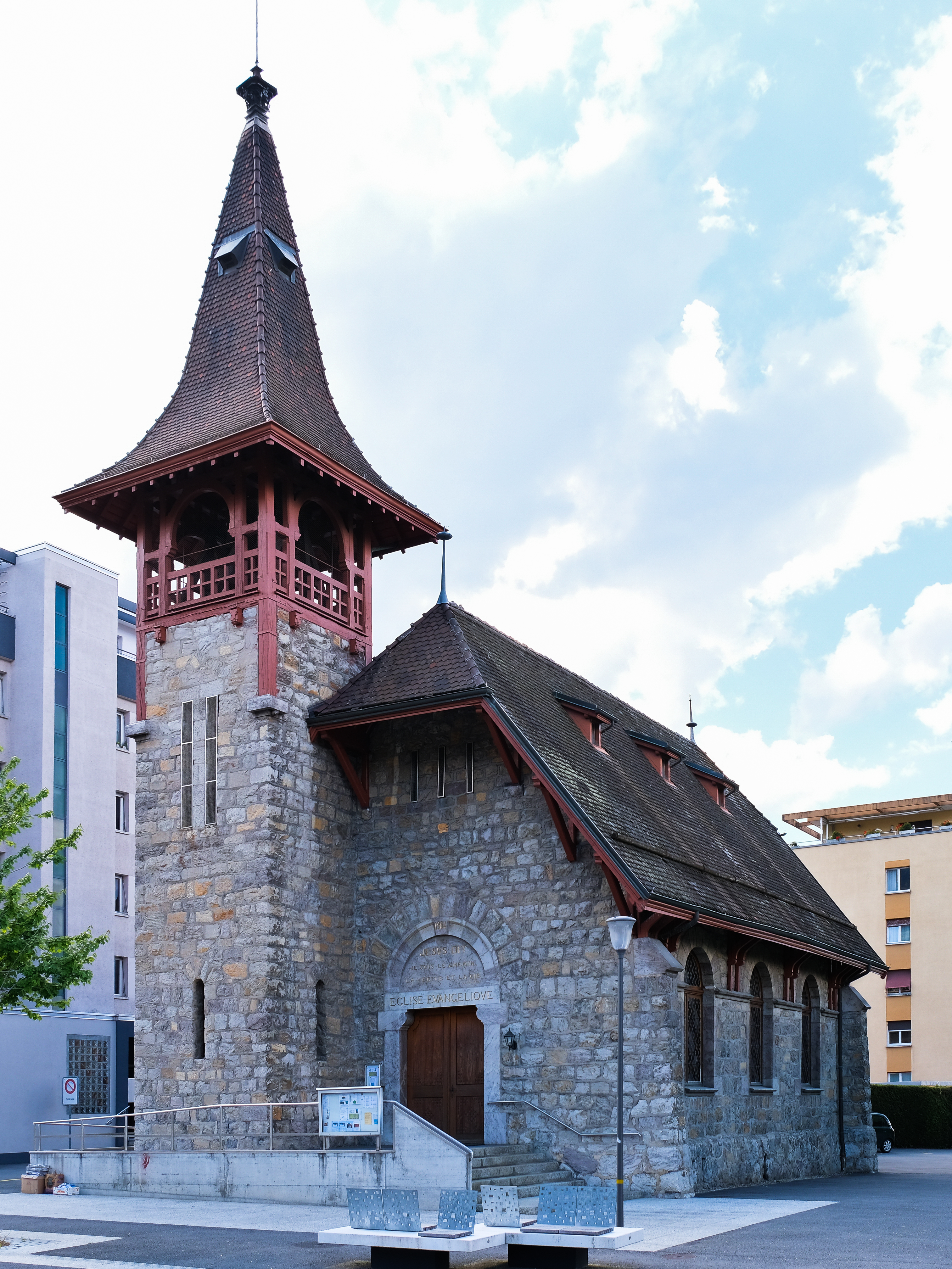
Temple protestant de Monthey.

Le protestantisme existe en Chablais depuis l'administration bernoise du Pays de Vaud, en 1536. Séparés par le Rhône, les protestants ne s'installent à Monthey qu'à partir du XIXe siècle ; la ville dénombre moins de 20 familles avant 1870. En 1882, le Comité Vaudois de Secours aux Protestants institue un poste à Monthey, qui est desservi par les pasteurs de Bex, puis d'Aigle. Les protestants n'ont alors pas de lieu de culte à proprement parler et doivent changer de lieu de rencontre à plusieurs occasions. En 1900, l'idée de trouver un lieu fixe voit le jour des suites de la lassitude de la communauté vis-à-vis des déménagements constants. La paroisse loue puis rachète une maison la même année, mais il s'avère que le bâtiment ne conserve pas la chaleur durant l'hiver. La communauté protestante sollicite alors la fondation de la Collecte de la Réformation pour récolter des fonds afin de construire un temple dans le jardin de la propriété. Les travaux s'achèvent en 1904, et le temple reçoit ses cloches en novembre 1905, des suites d'un don des Écoles du Dimanche de la Suisse Romande. Lors du recensement de 2000, 1 441 protestants vivent à Monthey.

#### Autres communautés
Lors d'un recensement de l'office fédéral de la statistique en 2000, vivent à Monthey : 99 témoins de Jéhovah, 8 juifs, 744 musulmans, 888 sans appartenances et 55 personnes appartenant à une autre communauté religieuse.

### Médias
Radio Chablais, une station de radio régionale, diffuse ses émissions depuis Monthey depuis 1984. Vincent Veillon y a fait ses débuts.
En 2018, le magazine Afrique Opinion y est fondé et porte la voix de l'Afrique en Suisse.
Depuis 2019, Monthey abrite un centre d'impression de 3 600 m2 du groupe Hersant Média. Le groupe y imprime trois de ses publications romandes : Le Nouvelliste, La Côte et ArcInfo.

## Économie

### Revenus de la population et fiscalité
Pour les études de fiscalité, Monthey est comptée dans la région lémanique qui comprend les cantons de Genève, Vaud et du Valais. En 2010, le salaire mensuel moyen dans cette région est de 6 083 francs suisses, légèrement supérieur à la moyenne suisse qui s'élève à 5 979 francs. Par rapport à 2002, le salaire moyen de la région lémanique a augmenté de 12,2 %. Toujours en 2010, le salaire moyen mensuel des hommes s'élève à 6 373 francs suisses pour 5 579 francs pour les femmes. Les personnes de nationalité étrangère ont un salaire mensuel moyen de 5 771 francs comparé à 6 346 francs pour les suisses.
Les métiers les mieux rémunérés dans la région lémanique se trouvent dans le milieu de la « définition des buts et de la stratégie de l'entreprise » avec une médiane mensuelle de 12 398 francs suisses tandis que les moins bien rémunérés sont dans les « soins corporels, nettoyage des vêtements » avec 3 907 francs mensuels moyens.

### Emploi
En 2017, sur les 11 212 travailleurs actifs de la commune, 0,43 % travaillent dans le secteur primaire, 28,7 % dans le secteur secondaire et 70,8 % dans le secteur tertiaire. 81,2 % des actifs travaillent à temps plein. Le secteur secondaire perd du terrain sur le tertiaire, qui ne représentait que 63,6 % en 2011, tandis que le secteur primaire est stable.
En février 2020, le taux de chômage de la région Monthey/Saint-Maurice est de 3,2 %, égal au taux du Valais.

### Entreprises et commerces

Vue aérienne du site chimique de Monthey en 1967, alors connu sous le nom de Ciba-Geigy.

Monthey abrite un important site chimique depuis la fin du XIXe siècle. La Société des Usines de Produits chimiques de Monthey voit le jour dans les locaux d'une ancienne sucrerie. La ville de Monthey est choisie car elle est équipée d'une usine électrique et elle se situe proche de mines de sel et d'un cours d'eau. Aujourd'hui, le site est occupé par trois producteurs chimiques : BASF, Syngenta et Huntsman. Au total, 3 000 personnes y sont employées. L'entreprise Cimo, avec plus de 400 employés, s'occupe de la maintenance et de la sécurité du site depuis 1997.
L'entreprise Giovanola Frères est fondée à Monthey, en 1888. Aujourd'hui disparue, elle a réalisé divers travaux métallurgiques comme des remontées mécaniques et des montagnes russes en Suisse et à l'étranger. Elle construit entre autres le Mésoscaphe Auguste Piccard, un sous-marin, pour l'exposition nationale suisse de 1964. Après la faillite en 2004, le site de l'entreprise est racheté par la commune de Monthey, qui fonde l'entreprise Gessimo pour s'en occuper. Plus de 350 personnes y travaillent, et le site a un total de 950 utilisateurs réguliers.
En 2017, sur 1 254 entreprises actives, seul 1,12 % travaillent dans le secteur primaire pour 13,4 % dans le secteur secondaire et 85,4 % dans le secteur tertiaire.

## Culture et patrimoine

### Patrimoine bâti
- Architecture religieuse

'"`UNIQ--templatestyles-0000007A-QINU`"'  - 1Église de Monthey
  - 2Église de Choëx
  - 3Temple protestant
  - 4Chapelle du Pont
  - 5Chapelle de Massillon
  - 6Chapelle de Malévoz
  - 7Chapelle du Cloisillon
  - 8Chapelle du home des Tilleuls
  - 9Chapelle des Giettes
- Architecture civile

'"`UNIQ--templatestyles-0000007A-QINU`"'  - 1Château de Monthey
  - 2Château-Vieux
  - 3Hôtel de ville
  - 4Maison du Sel
  - 5Maison Hildebrand Jost
  - 6Château du Crochetan
  - 7Pont sur la Vièze
  - 8Gare CFF

#### Bâtiments et lieux publics

##### Château de Monthey

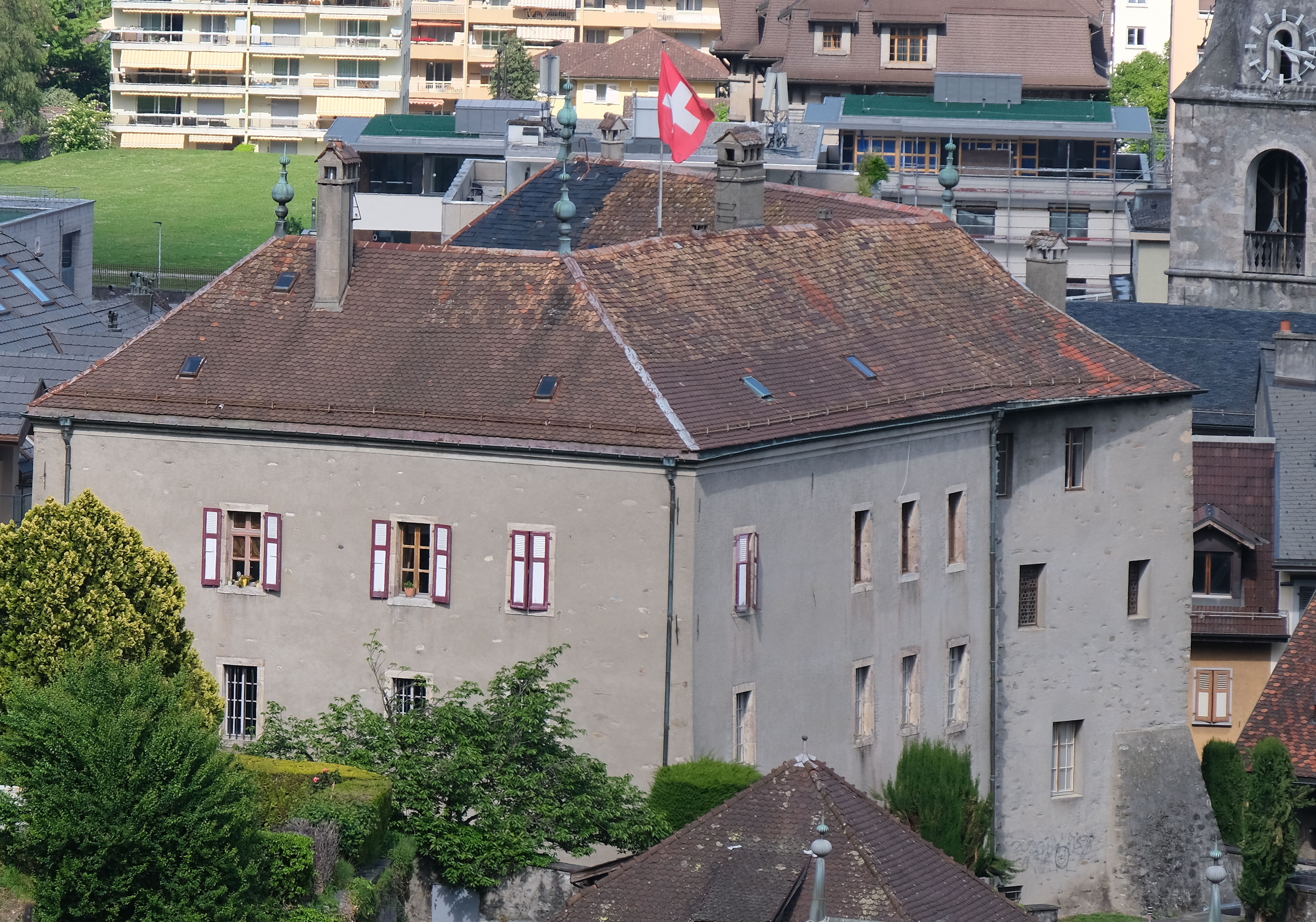
Le château de Monthey.

Monthey ayant le statut de ville depuis le Moyen Âge, elle comporte un certain nombre de bâtiments historiques. Le château de Monthey est l'édifice le plus vieux encore présent aujourd'hui. La date de construction n'est pas connue, mais il est l'objet de réparations au milieu du XIVe siècle, figure sur un acte d'achat datant de 1420 qui stipule que le bâtiment est « récent » et est répertorié pour la première fois lors d'une reconnaissance en 1437. En 1507, il est occupé par le bailli du Chablais et est agrandi et réaménagé en 1520. Après la conquête du Bas-Valais par les Sept-Dizains en 1536, le château devient le siège du gouvernement de Monthey. Entre 1551 et 1554, des travaux sont effectués pour rénover la tour du château et la salle de la Bourgeoisie. En 1606 le bourg de Monthey connaît un important incendie qui endommage partiellement le château. De vastes travaux prennent place entre 1663 et 1664 pour construire les ailes sud et ouest ainsi que le mur qui ferme la cour. En 1900, la commune et la bourgeoisie de Monthey rachètent le château. La gendarmerie et la prison y emménagent avec l'ensemble des services communaux. Le bâtiment est classé monument historique communal entre 1907 et 1910 puis fédéral en 1952. Une restauration complète est effectuée en plusieurs parties entre 1953 et 1970. Dès 2000, l'association du Vieux-Monthey emménage au château et y établit un musée.
Le château est aujourd'hui composé de trois ailes différentes qui entourent une cour fermée d'un mur au nord. Le bâtiment se distingue grâce à ses galeries à arcade, son mobilier et ses peintures baroques et sa boiserie pouvant dater jusqu'à 1550 ; la plus ancienne boiserie du district de Monthey. Il est cependant très marqué par les différents agrandissements qu'il a subis et les différentes parties sont facilement identifiables. Par exemple, l'ancienne tour fait partie de l'angle entre l'aile est et sud et n'est plus visible, mais son contour est toujours présent à l'intérieur du bâtiment.

##### Maison du Sel

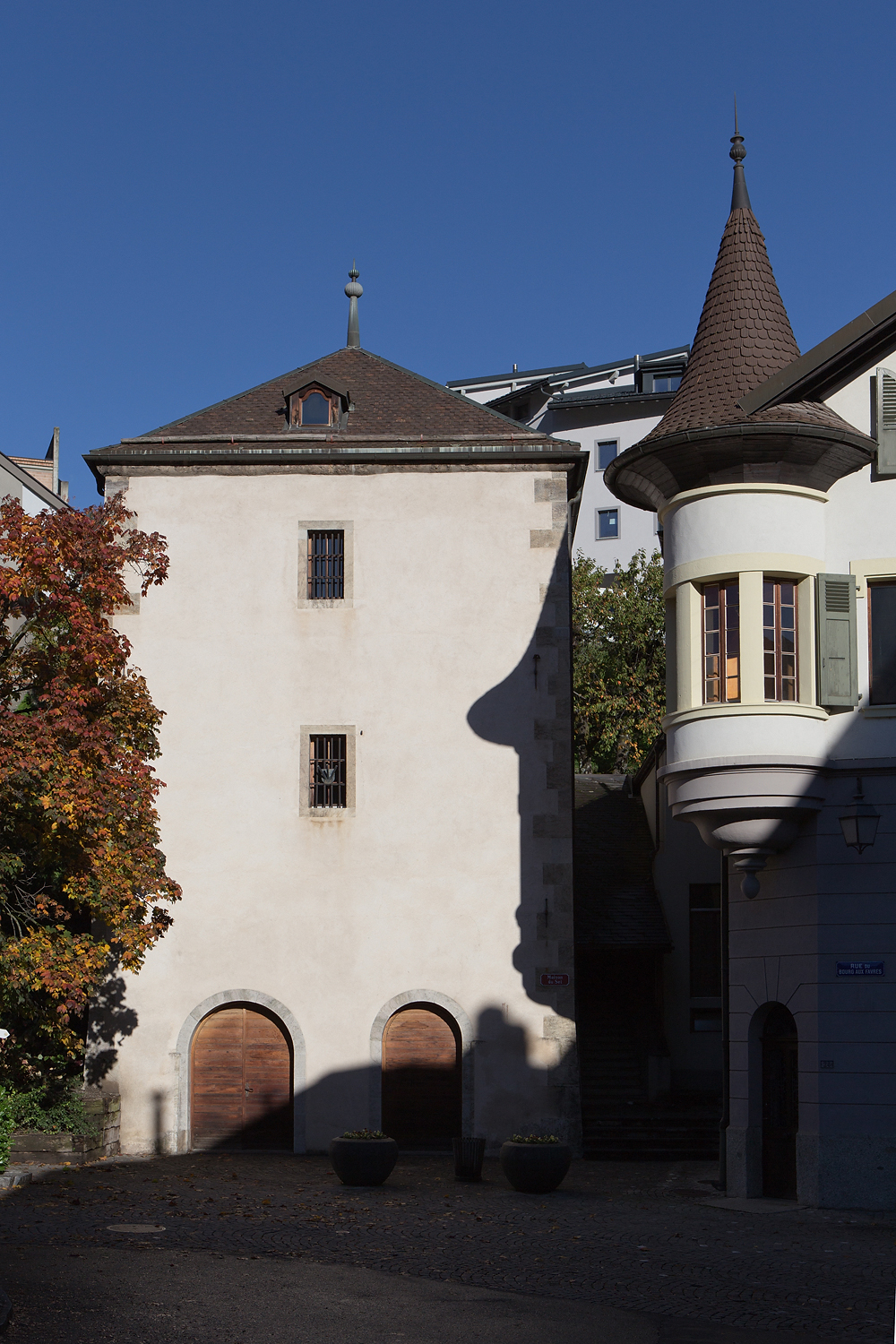
La maison du Sel.

La maison du Sel est construite en 1698 afin de supprimer les coûts de location d'un local utilisé comme magasin de sel. Elle remplace la tour de la famille de Montheolo, en ruine, vers la fin de la rue du Bourg. Son plafond doit être reconstruit en 1708 après qu'il s'est effondré l'année précédente, puis le bâtiment est agrandi en 1750. La maison du Sel sert plus tard d'arsenal, puis de local pompier, de local pour l'Harmonie municipale et d'école. Elle est classée comme monument historique en 1978 ; son intérieur a été entièrement rénové et peu d'élément d'époque persistent.
Le bâtiment, de forme rectangulaire, présente des faces nord et sud étroites. Il est constitué de trois étages et dispose de quelques fenêtres entourées de pierres taillées. Lors des rénovations de 1978, son aspect extérieur est retravaillé afin qu'il corresponde au style d'époque ; les portes sur la face sud remplacent la porte de garage de l'ancien dépôt de pompier, et une fenêtre sur la face est au deuxième étage est bouchée car elle ne correspond pas à l'état original.

##### Maison Hildebrand Jost
Selon l'archéologue Pierre-Alain Bezat, la maison Hildebrand Jost, située au centre-ville de Monthey, est rachetée en 1425 par Jean Veteris, vice-châtelain de Monthey entre 1422 et 1428. En 1434, celui-ci fait construire un plafond à caissons dans l'aile nord, agrandissant ainsi le bâtiment en hauteur. La maison est acquise par Pierre du Fay en 1578 et son fils, Jean Gaspard du Fay-de Lavallaz, y entreprend de grands travaux dès 1629 afin de donner l'aspect actuel de U au bâtiment. Le nom du bâtiment vient de l'oncle de la femme de Jean Gaspard du Fay-de Lavallaz Hilderbrand Jost, évêque de Sion entre 1613 et 1638.
Le bâtiment est rénové au XVIIe siècle et surélevé au XIXe siècle. Il présente aujourd'hui trois étages et est séparé en trois ailes. Le plafond en caissons de l'aile nord est le seul ouvrage de ce type en Valais. Un bâtiment donnant sur la place centrale de Monthey est construit en prolongement de la maison Hildebrand Jost à la fin du XVIIe siècle.

##### Château du Crochetan

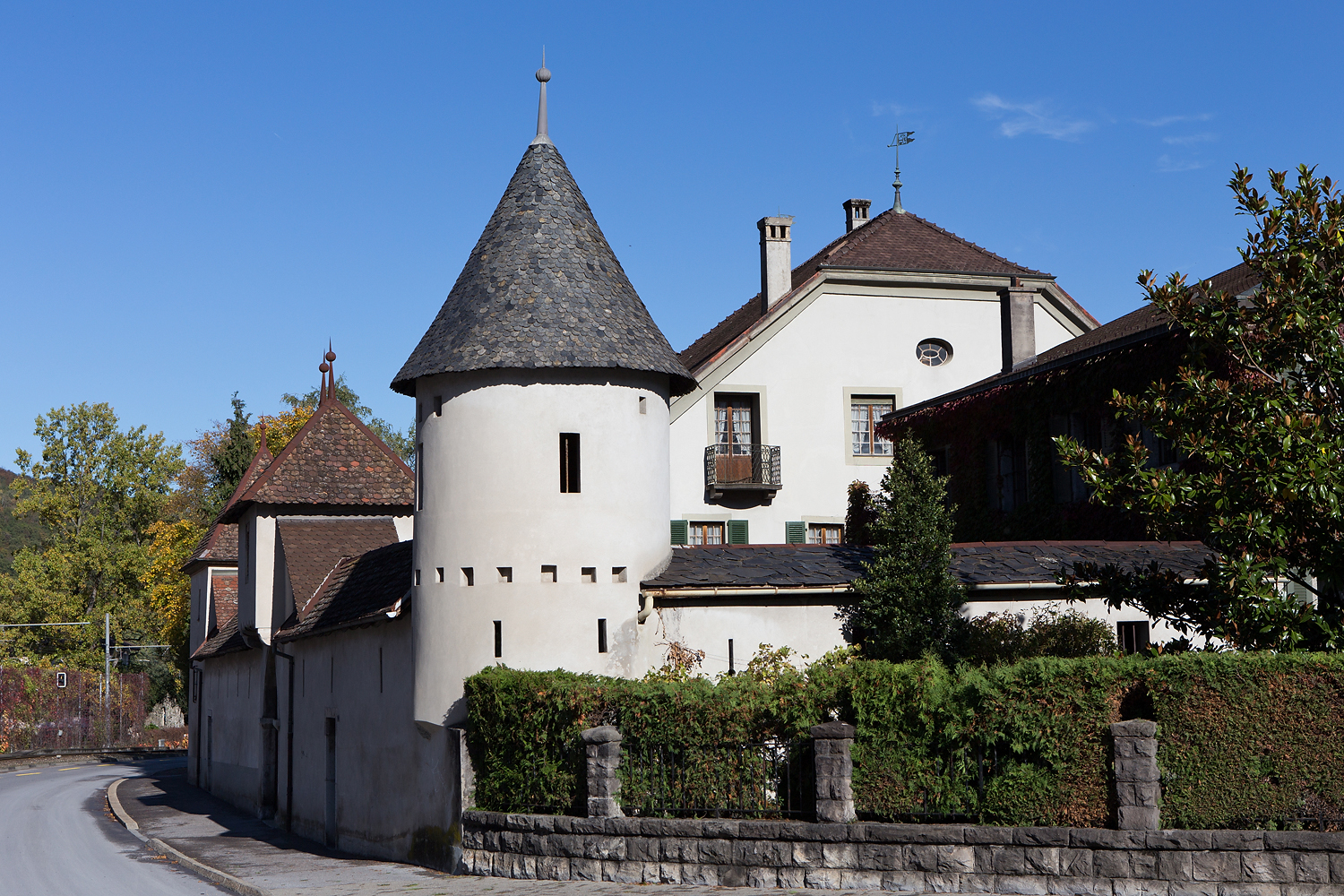
Le château du Crochetan.

La date de construction du château du Crochetan n'est pas connue, mais le bâtiment est cité dans une reconnaissance datant de 1557. Le bâtiment appartient alors à la famille du Fay, dont Guillaume III, qui fait construire la grande salle principale en 1612. Au XVIIIe siècle, l'édifice est transformé et prend sa forme actuelle, puis est rénové au début des années 1950. Un bâtiment supplémentaire, un mur d'enceinte et des tours circulaires sont construits à une date inconnue, mais figurent déjà sur une photographie datée de 1858. L'intérieur ne contient presque plus d'éléments d'époques mais présente des tendances baroques avec ses grands plafonds voûtés et la présence des armoiries du Fey sur certaines pièces de la bâtisse.

##### Les fontaines
Au total, la ville de Monthey possède 40 fontaines. La fontaine de la place centrale de Monthey, datée de 1762, a été taillée dans du calcaire de Saint-Triphon. Elle est déplacée en 1810 lors du réaménagement de la place puis rénovée en 1981. Elle fait partie des monuments historiques de Monthey depuis 1907-1910. Sa chèvre se dresse au centre de son bassin et est couverte d'une pomme de pin. Sur son côté nord figurent les armoiries de la ville accostées de la date 1762.
La fontaine du château de Monthey est datée de 1842 mais serait plus ancienne. Elle aurait remplacé un lavoir construit lors des travaux de 1664 vers 1763, et est également taillée dans du calcaire de Saint-Triphon. On retrouve d'autres fontaines notables du début du XIXe siècle à Monthey, telles que la fontaine de l'hôtel de ville en 1815, celle de la rue du Bourg-aux-Favre en 1810 et celle du Cotterg en 1825.

##### Autres
Le pont de la Vièze à Monthey, ou Vieux-Pont, est construit en 1809 et remplace un ouvrage précédent datant de 1741. Classé monument historique de la ville en 1907-1910, il est le dernier exemple avec le pont de la Bâtiaz de Martigny de ce type de pont couvert largement répandu au XIXe siècle. À son entrée sud, une pierre en calcaire de Collombey porte une inscription en latin signifiant « (La concorde et la sagesse appuyées par le labeur portent leurs fruits. Monthey voulant procurer des avantages non seulement privés mais aussi publics a construit ce pont et offre ainsi à ses amis et voisins un accès aisé, même par temps difficile ». Depuis 1954, la circulation routière le contourne par un nouveau pont à proximité.

Les bâtiments historiques de Monthey
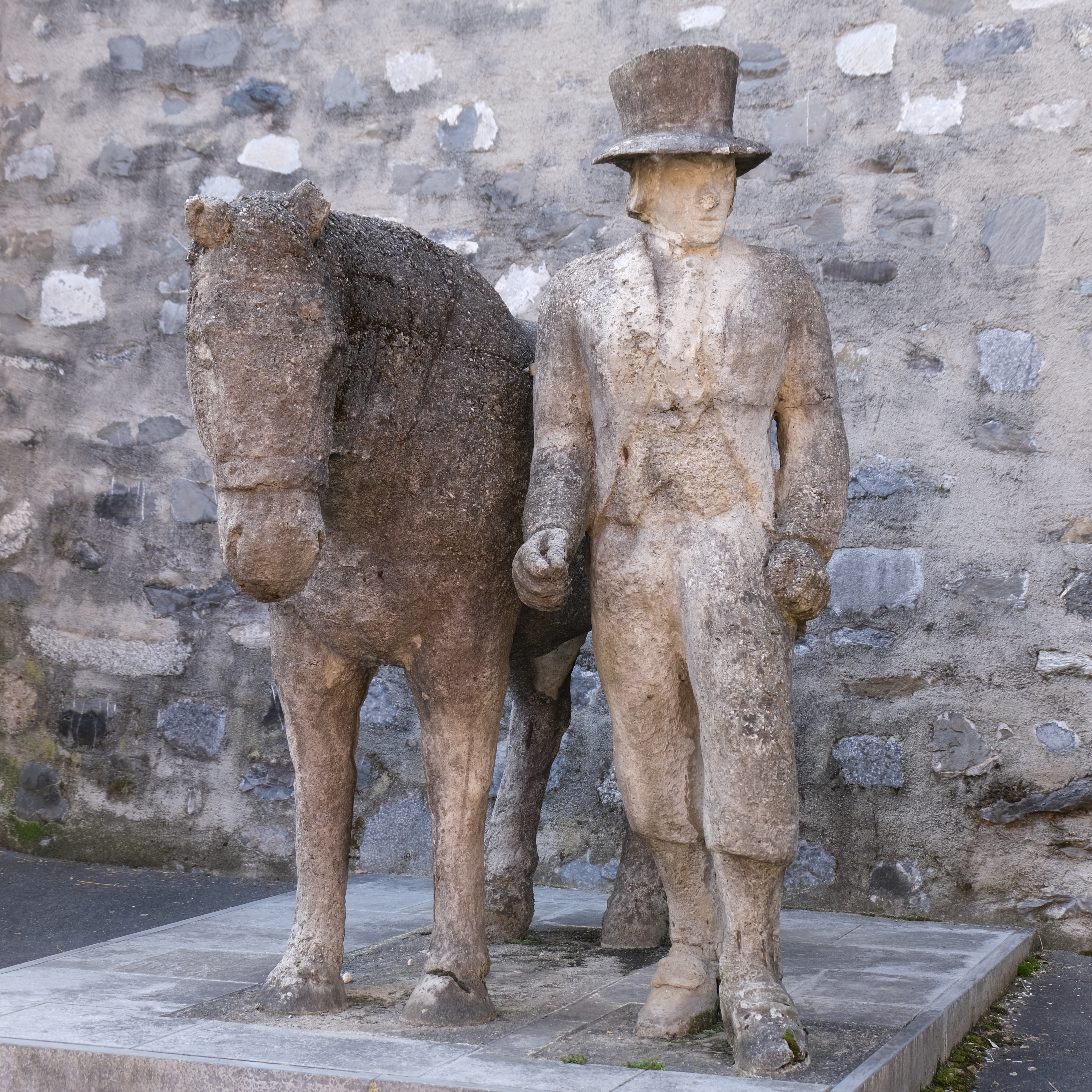
Statue du Gros-Bellet devant le château de Monthey.
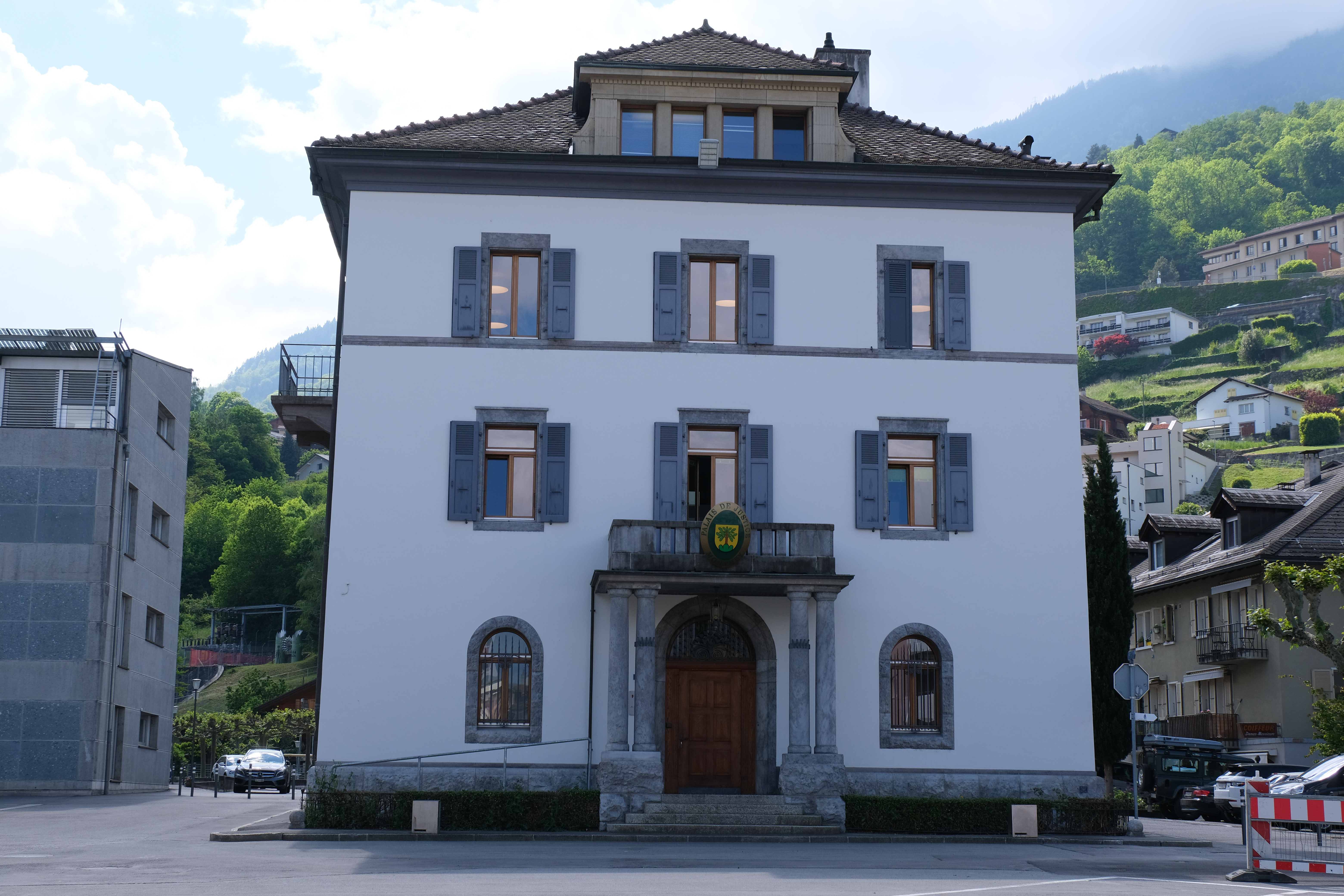
Hôtel de ville.
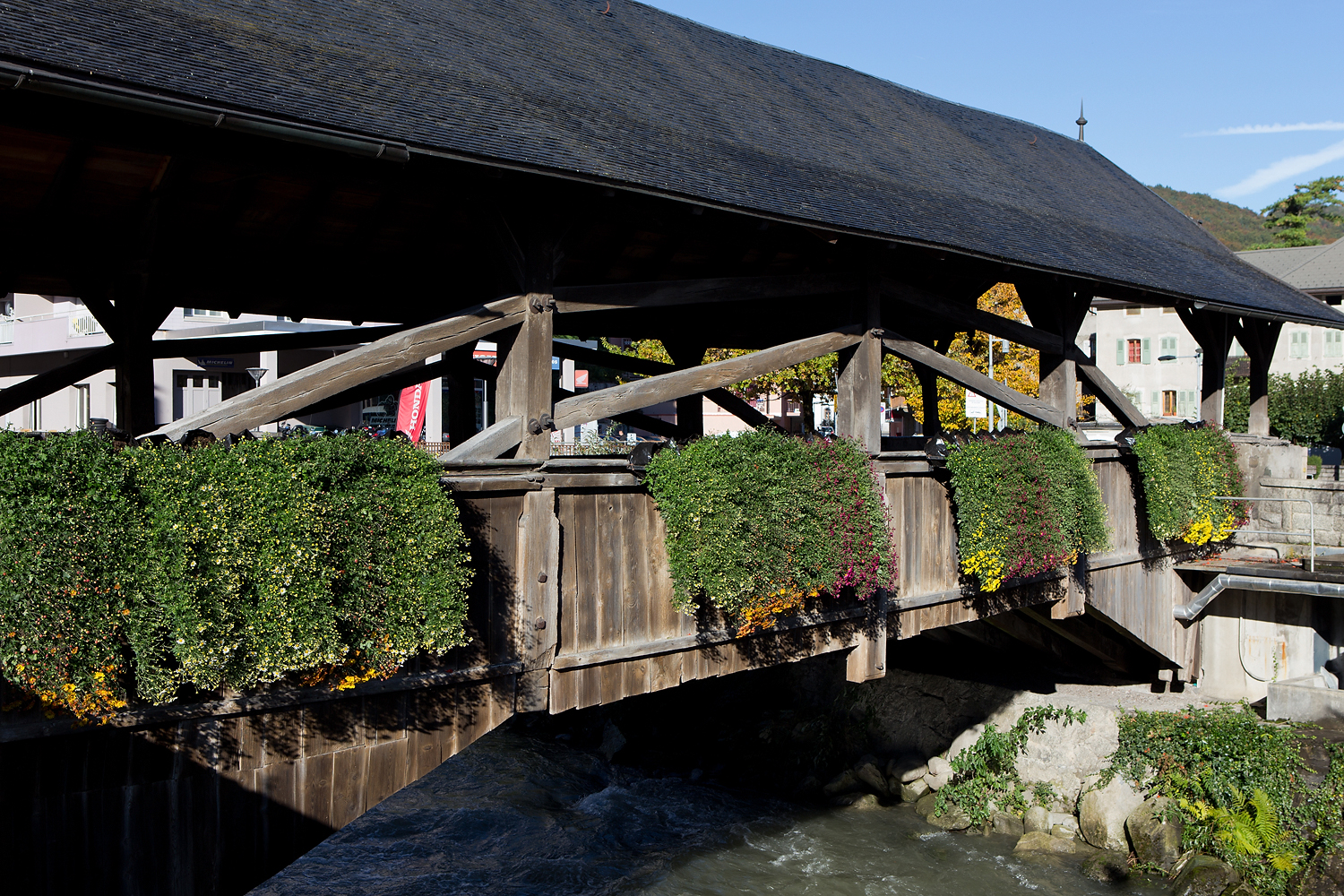
Vieux Pont sur la Vièze.

#### Bâtiments religieux

##### Église de Choëx

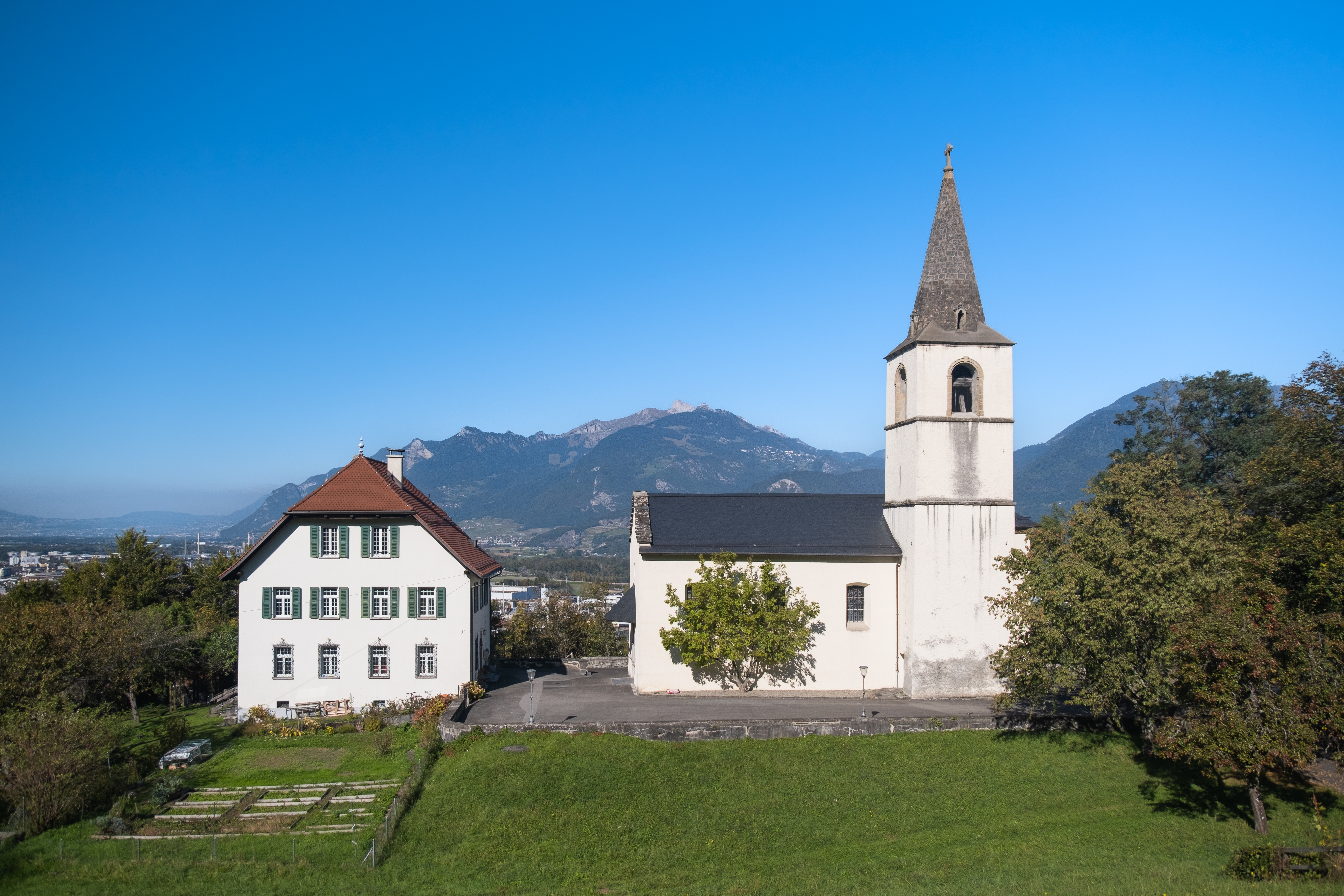
L'église de Choëx et sa cure.

L'église de Choëx, ou église Saint-Sylvestre, est l'édifice religieux le plus ancien de la commune. Elle est mentionnée pour la première fois par le pape Alexandre III en 1178 et est agrandie en 1706. Il est possible que le clocher date d'une église médiévale précédant l'église de Choëx. Les travaux de 1706 lui donnent son aspect actuel ; l'entrée est déplacée du côté de la cure et le clocher est relié au chœur par une porte. Les peintures murales et la voûte à l'intérieur datent de cette époque, bien que l'intérieur fût rénové en 1971. En 1810, trois nouvelles cloches y sont installées. En 1950, le haut du clocher et une partie du toit de l'église sont détruits par la foudre.
L'intérieur de l'église est de style néo-baroque. La nef présente trois travées. La première est occupée par la tribune de l'orgue ; les deux autres sont utilisées par les bancs d'église. Les travées sont éclairées par des fenêtres haut placées en arc surbaissé, d'où partent des arêtes qui se rejoignent au centre du plafond en créant une voûte. Au centre des croisées d'arêtes, des médaillons représentent, d'ouest à est : la délivrance de saint Pierre, l'Annonciation et le baptême de l'empereur Constantin Ier par Sylvestre Ier. Dans la travée droite du chœur, le médaillon représente Dieu le Père. Le plafond de la sacristie est fait de deux voûtes dont le manque de cohésion fait preuve des agrandissements subis par l'église.
Le maître-autel est de style néo-Louis XVI avec des statues de saint Maurice, du pape saint Sylvestre, et de saint Candide. La porte d'entrée, datant de 1706 et de style baroque, est sculptée dans du bois de noyer. Les trésors de la sacristie comprennent : un ostensoir en forme de soleil de 1823, un calice style Louis XV du milieu du XVIIIe siècle, un ciboire au style baroque de la fin du XVIIe siècle, un crucifix monumental de style baroque de la fin du XVIIe siècle, un crucifix de procession de style baroque du milieu du XVIIIe siècle et un graduel du XVe siècle conservé au musée d'histoire du Valais à Sion.

Intérieurs de l'église de Choëx
Autels et chœur.
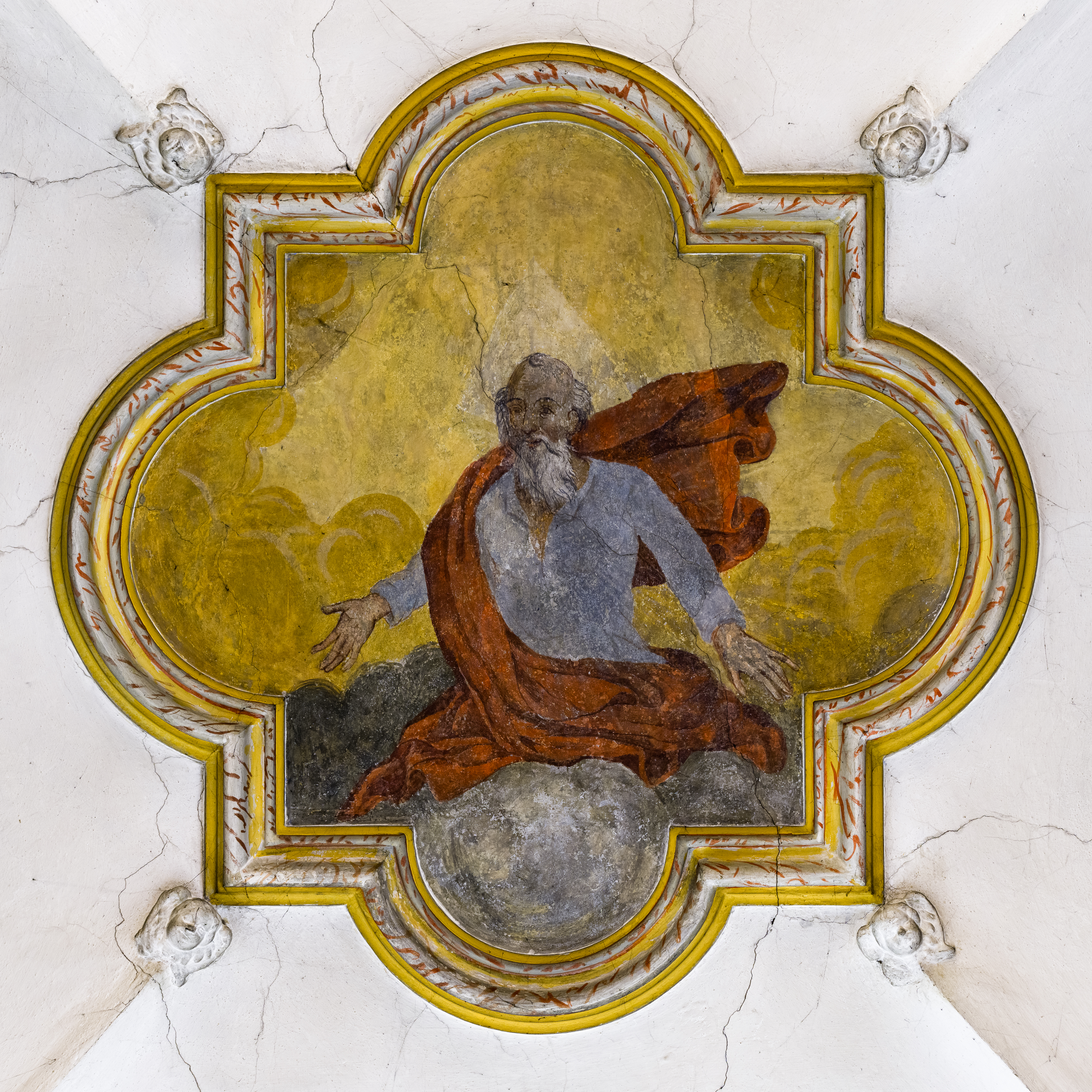
Médaillon de Dieu le Père.
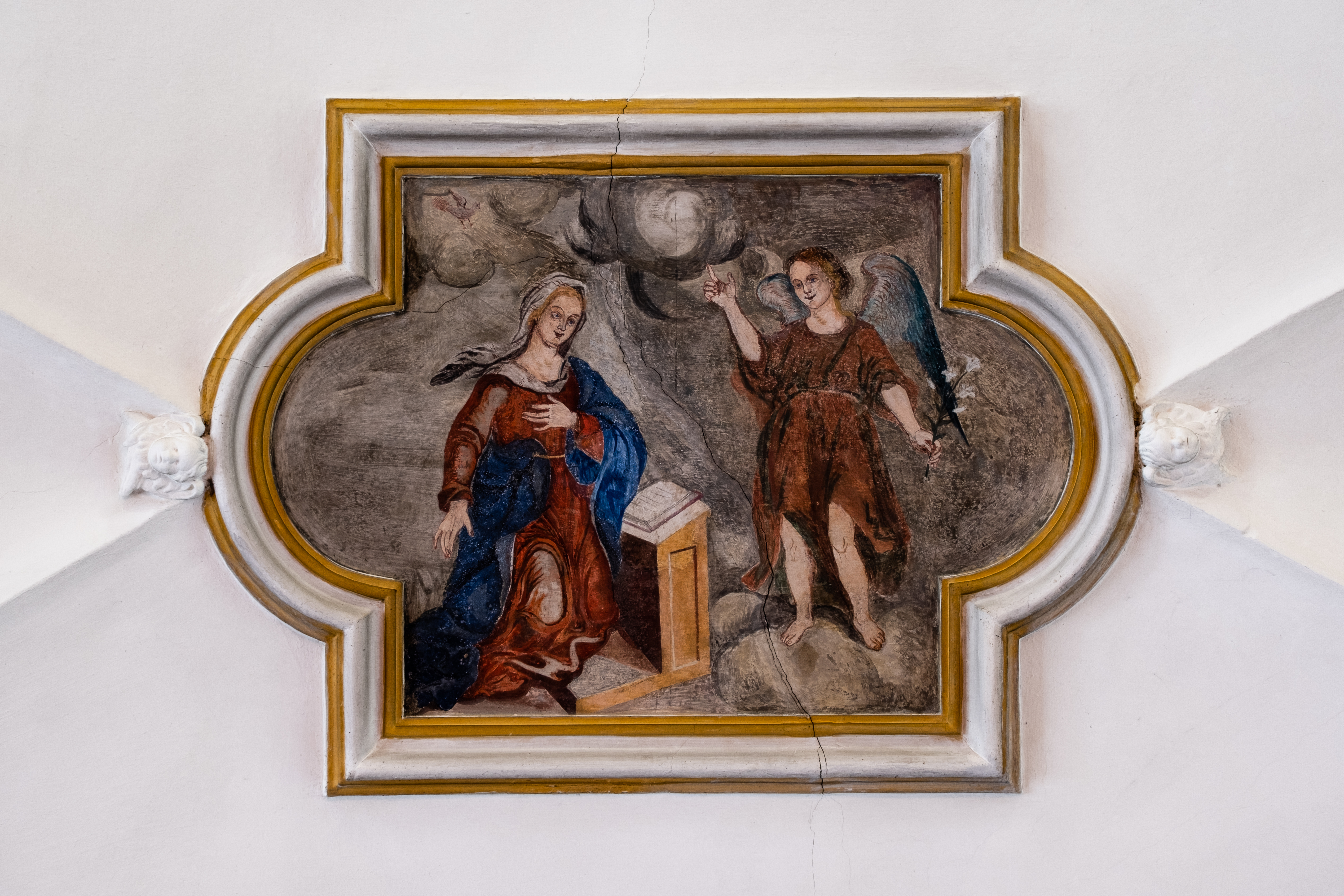
Médaillon de l'Annonciation.
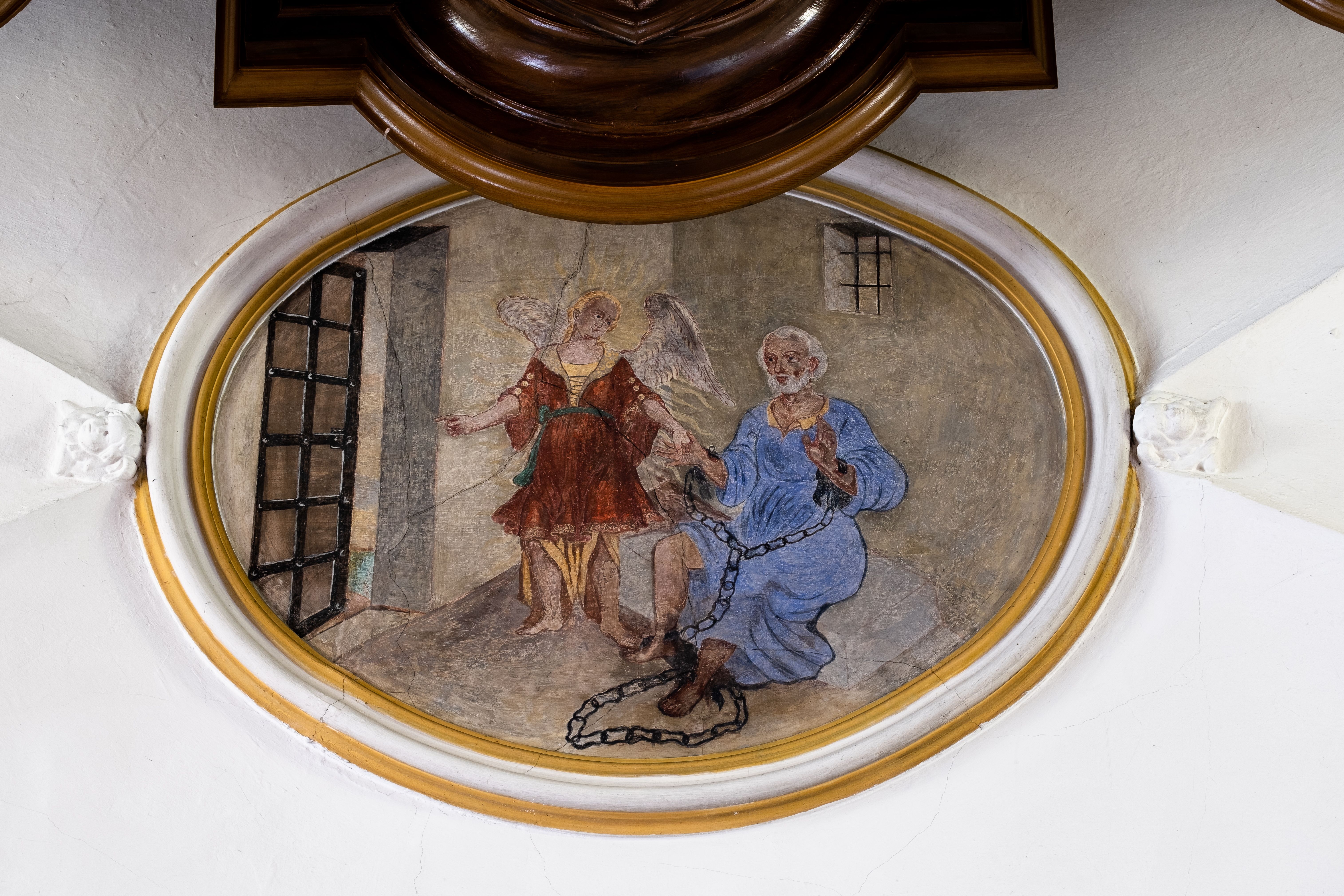
Médaillon de la libération de saint Pierre.
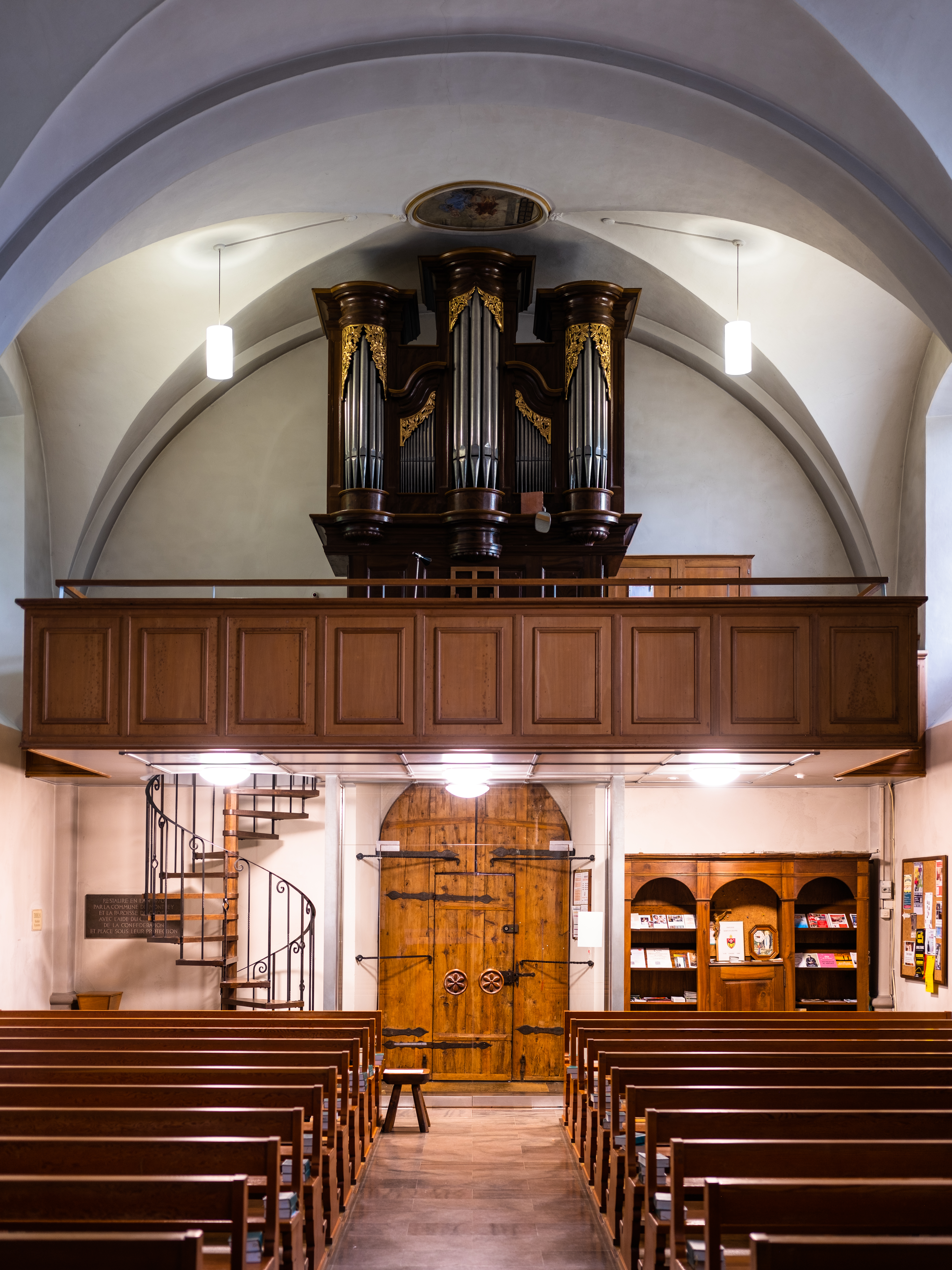
Entrée principale et tribune de l'orgue.

En 1256, le fils de Thomas Ier de Savoie, Aymon de Savoie, y fait construire une maison. Dans les années 1750, ce bâtiment est remplacé par la cure actuelle. Jusqu'aux années 1950, un crieur annonce les avis officiels depuis ce bâtiment tous les dimanches après la messe. La cure est restaurée en 1955.
La cure est une maison ample sur trois étages, dont des combles et une cave. Le bâtiment se remarque par sa pièce sud-ouest au premier étage, dont les murs sont recouverts de papiers peints à la main, considérés les derniers exemples en Valais.

##### Église de Monthey
L'église de Monthey, ou Église paroissiale Notre-Dame de l'Immaculée Conception, est réalisée par l'architecte Émile Vuilloud. Elle a remplacé une autre église construite en 1707, qui est jugée obsolète dès 1805 et dont le cloché a été conservé. L'ancienne église est orientée vers le nord, et les premiers projets prévoient de garder cette orientation mais, en raison du terrain en pente, l'accès est finalement décidé au sud. Les travaux connaissent des difficultés et doivent être arrêté à deux occasions. L'église est bénite en 1855, mais son porche n'est achevé qu'en 1865. Les retards sont principalement dus à un manque de main-d'œuvre mais aussi à un défaut de construction qui requiert des renforcements.
Le bâtiment propose une architecture extérieure très sobre et marquée principalement par les colonnes en granit de son porche. L'architecture de l'ouvrage est classifiée comme néo-classique et l'intérieur imite quelque peu le style italien de la basilique Saint-Pierre. Les peintures de décors sont réalisées par des peintres italiens du val Vigezzo et les vitraux datent des années 1900 et ont été offerts par des notables de la commune. Les statues en intérieur représentent Jean le Baptiste, Catherine d'Alexandrie, Émile de Carthage et Cécile de Rome tandis que celles en extérieures, demandées par le curé Louis Bonvin en 1943 et réalisées par Jean Casanova, représentent Nicolas de Flue, Théodore d'Octodure, Maurice d'Agaune et Bernard de Menthon.

L'église de Monthey
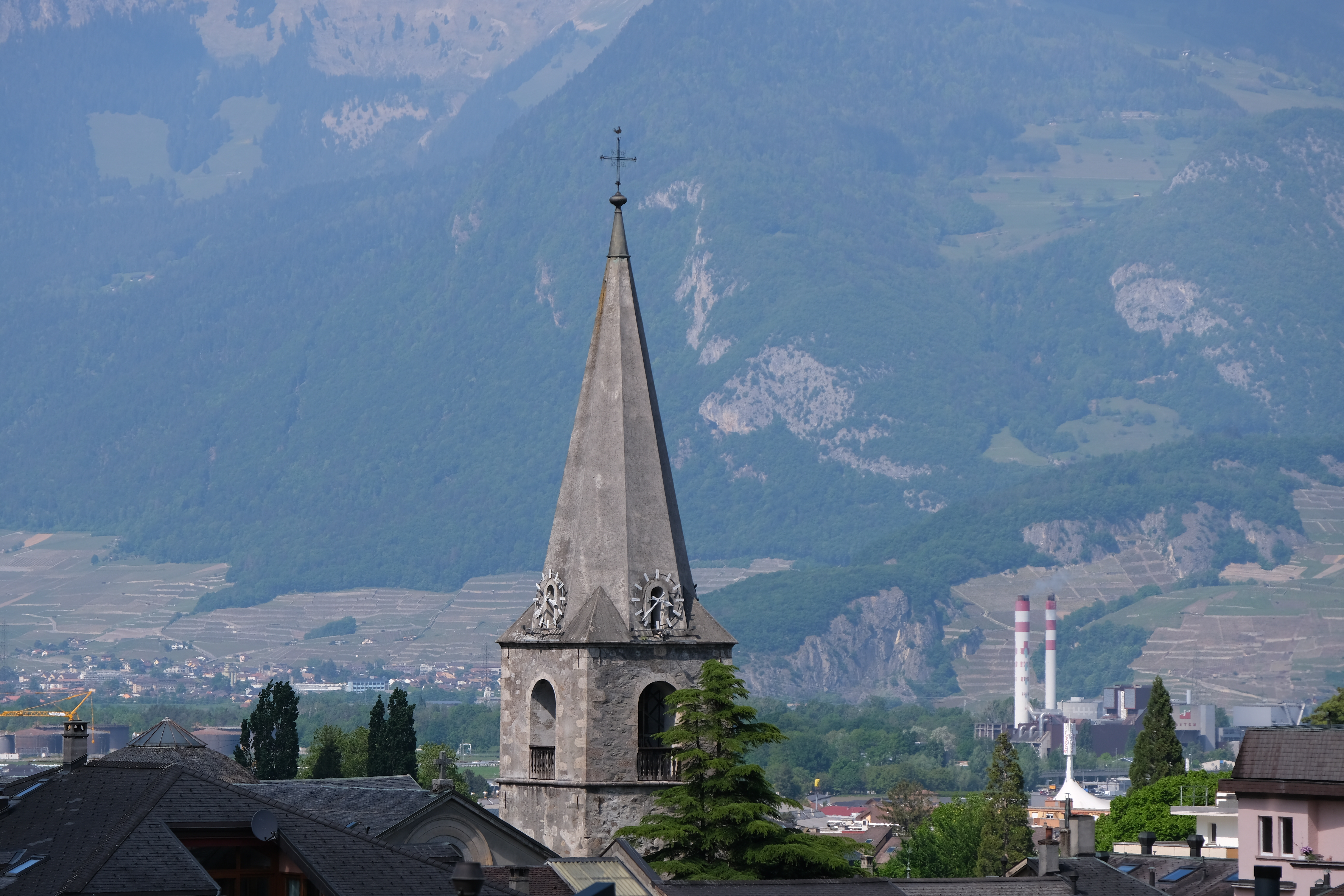
Clocher de l'église de Monthey.
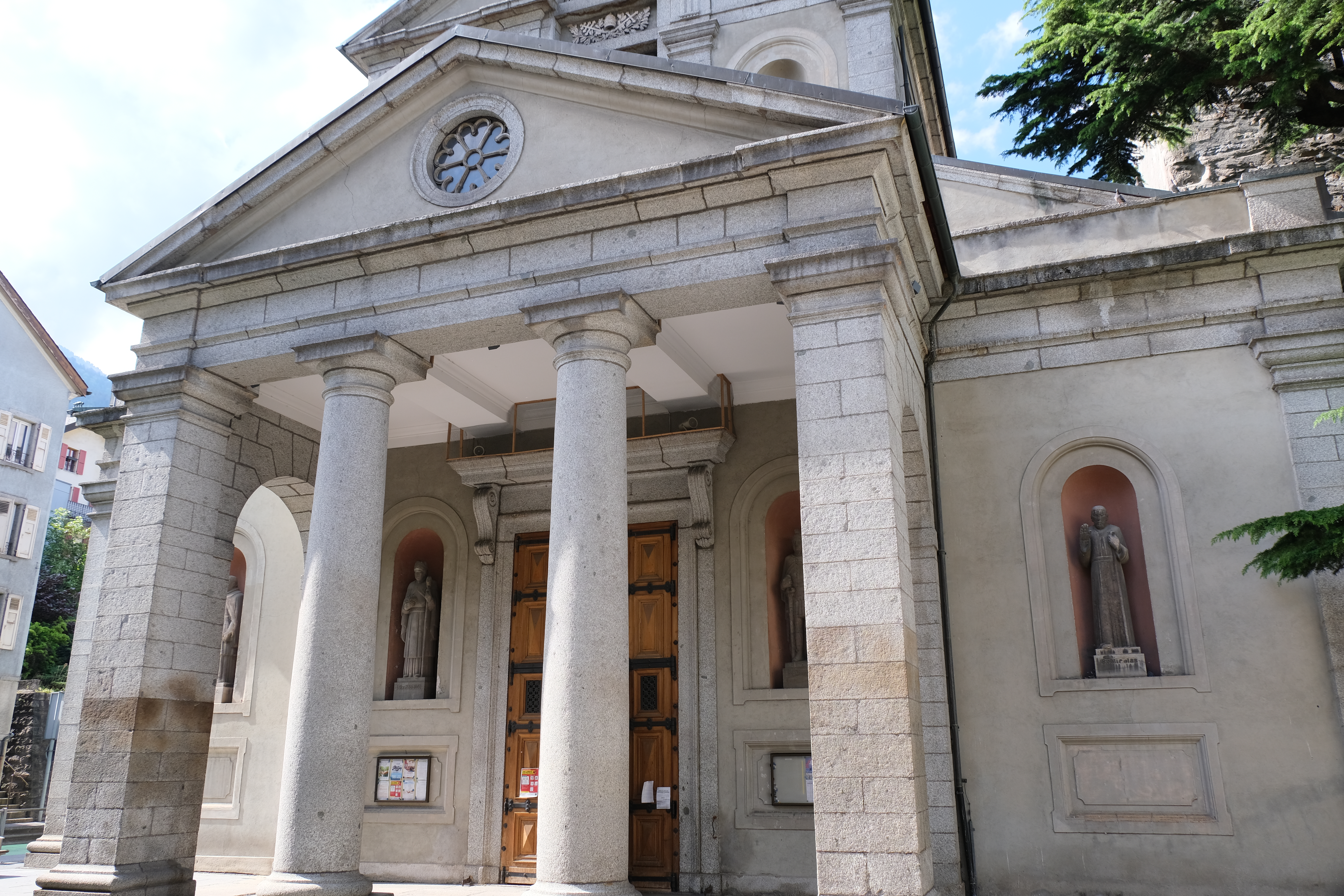
Entrée de l'église de Monthey.
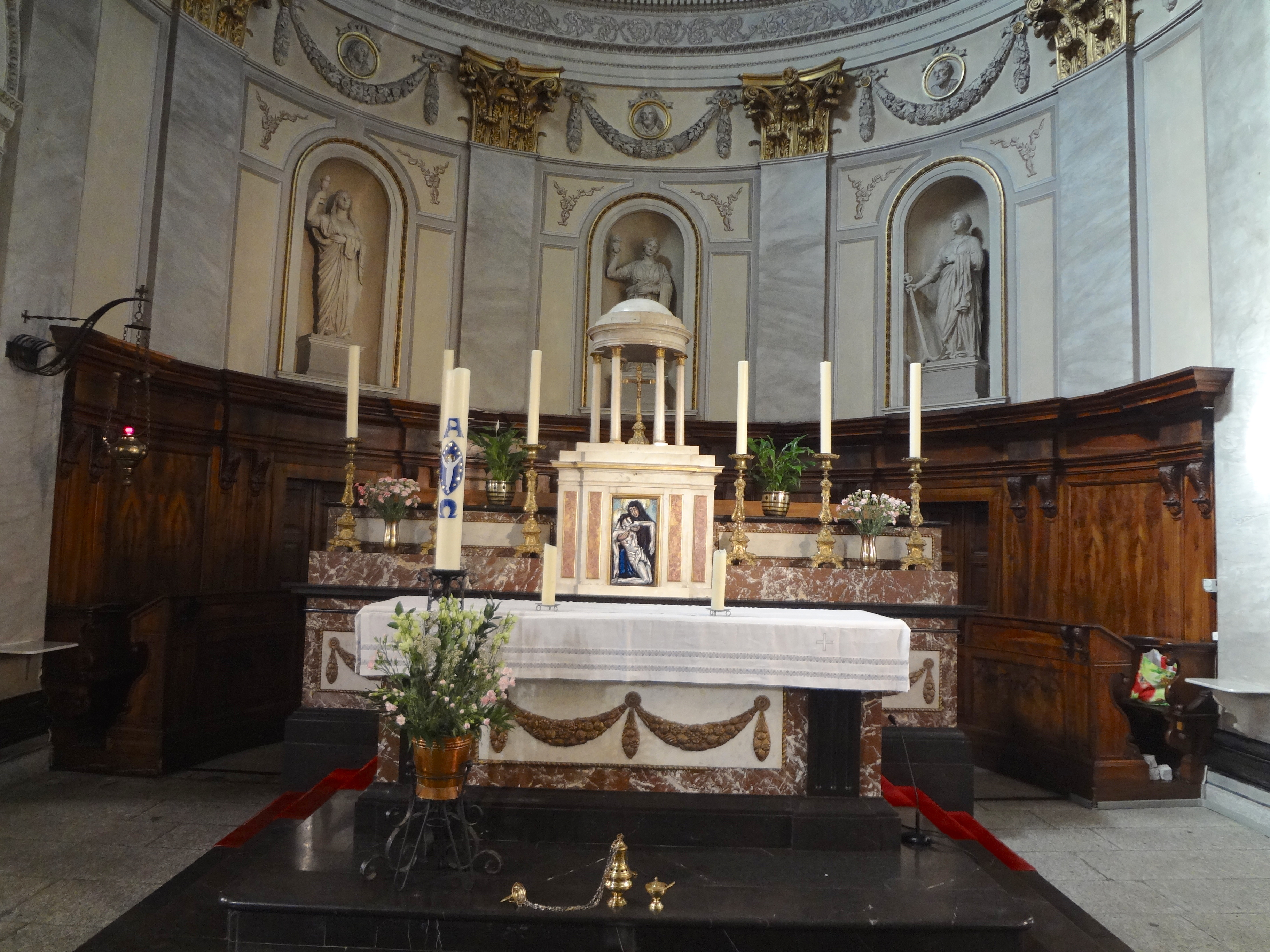
Chœur de l'église de Monthey.
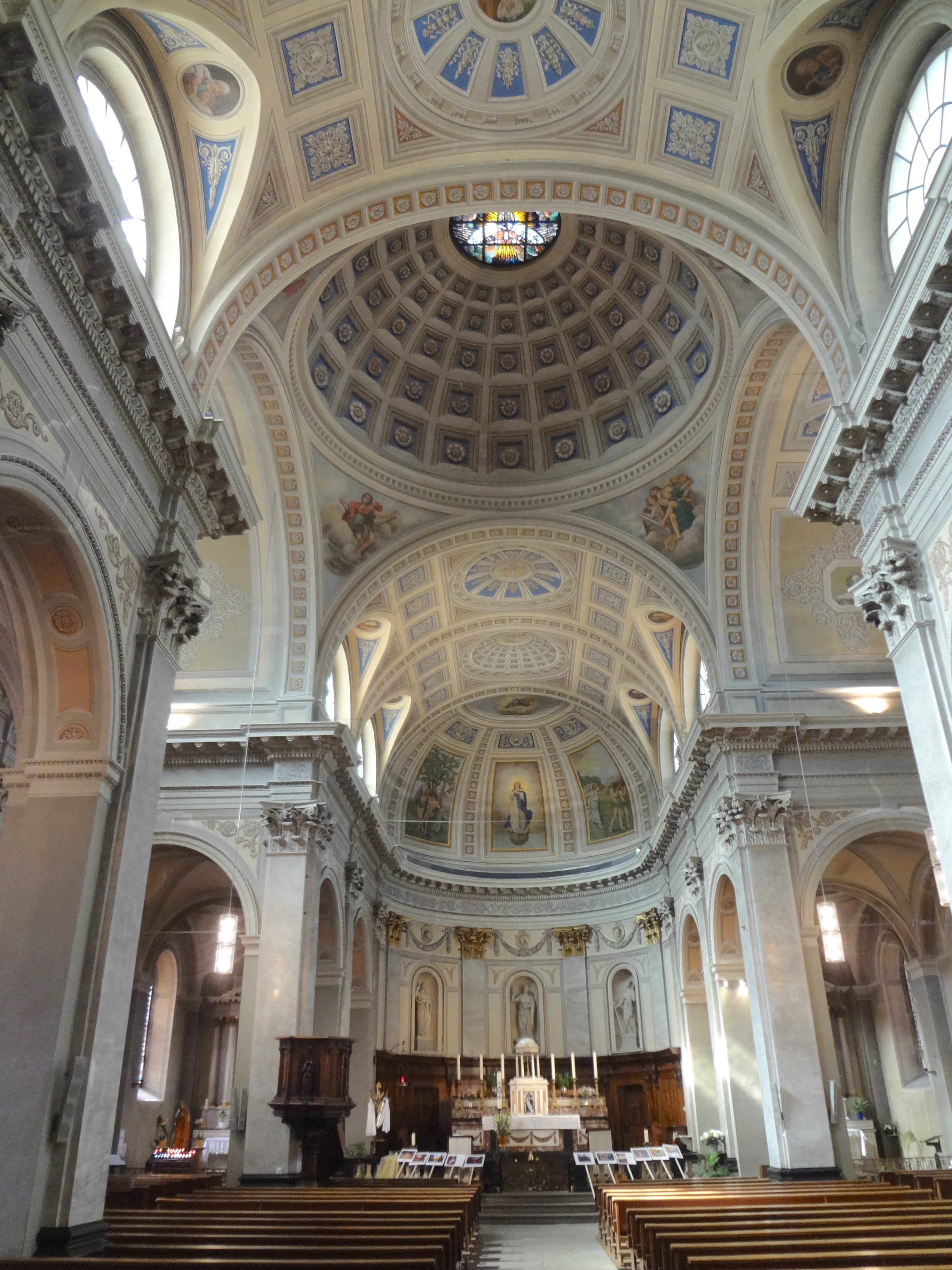
Nef de l'église de Monthey.
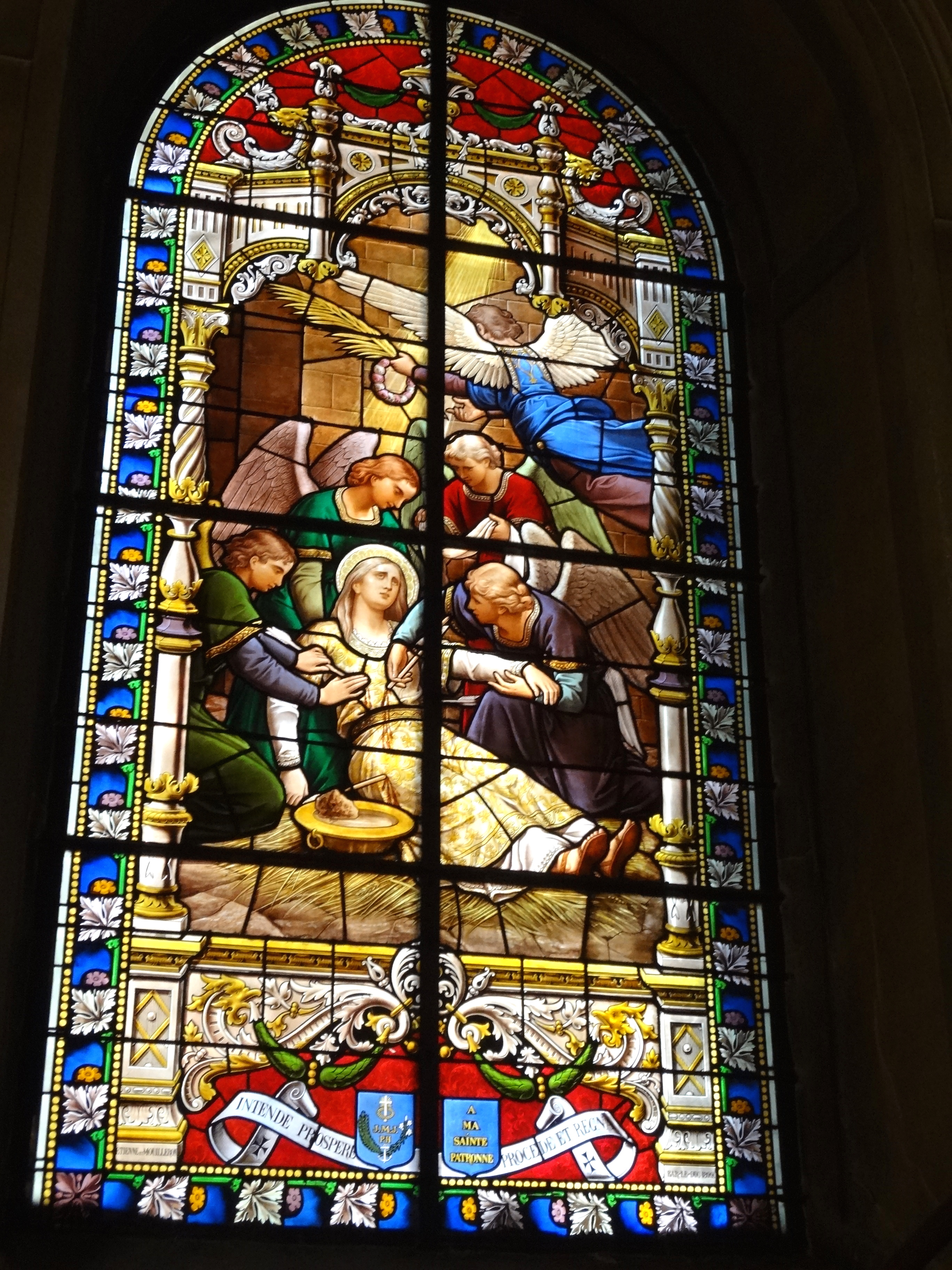
Vitrail de l'église de Monthey.

##### Les chapelles

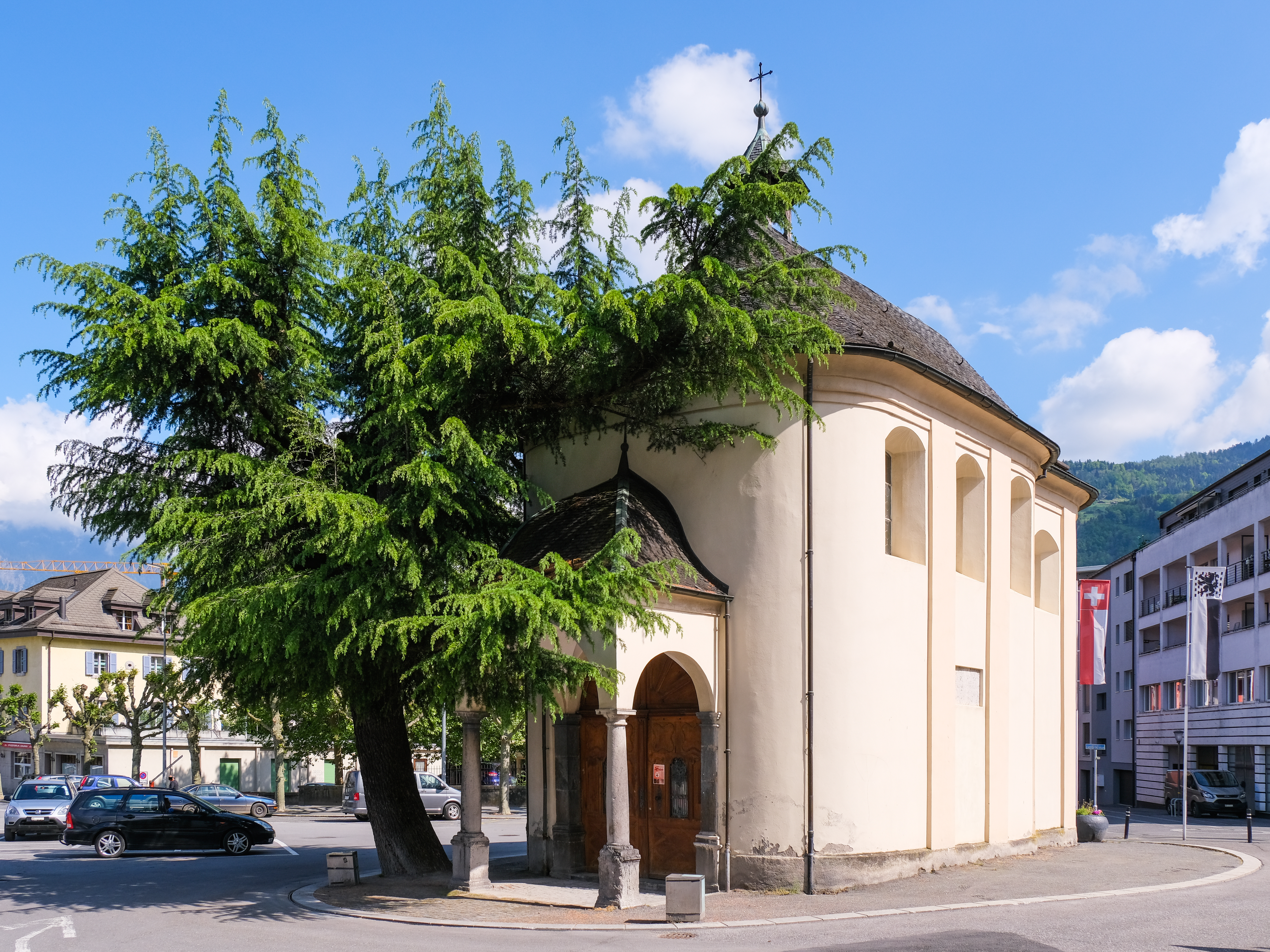
La chapelle du Pont.

La plus vieille chapelle de Monthey est celle de Massillon, entre Choëx et Chenarlier, un petit bâtiment rectangulaire baroque construit en 1687. Elle est dédiée à l'origine à la Vierge Marie, aux Rois mages et à Saint Joseph, mais depuis 1739 elle est souvent associée à Saint Eusèbe. Elle est privée depuis sa création. La chapelle du Pont, ou Chapelle Notre-Dame de l'Annonciation, remplace en 1781 l'ancienne chapelle du même nom détruite lors d'inondations. Elle est sous le vocable de la Vierge Marie. Le bâtiment, d'architecture baroque, présente une nef rectangulaire avec des coins fortement arrondis. Plusieurs éléments à l'intérieur sont de style rococo, notamment son retable, et ses murs sont ornés de huit ex-voto, la plupart adressés par des gens malades. Elle sert comme chapelle ardente puis pour y célébrer des messes mais, par manque de prêtres, elle n'est aujourd'hui plus utilisée.
En 1922, le nombre de sœurs de Baldegg, qui s'occupent de l'hôpital de Malévoz, est devenu trop grand pour se contenter d'une chapelle provisoire. La chapelle de Malévoz est alors construite grâce à un crédit de l'État et à l'aide des pensionnaires lors des travaux. Les fenêtres du chœur sont bouchées en 1948 pour laisser place à une grande fresque par Albert Chavaz, et les vitraux de la nef sont réalisés dans les années 1970. Devant l'entrée se trouve un péristyle avec quatre colonnes en marbre et deux statues représentant la Vierge Marie et Saint Joseph. La chapelle des Giettes est construite en 1965 afin de desservir le hameau à une époque où les lieux sont peu motorisés. Elle est dédiée à la Vierge Marie. Voulant créer une nouvelle paroisse au nord de la gare de Monthey, le curé Louis Bonvin fait acheter un terrain de 7 000 m2 dans le quartier du Closillon. La paroisse de Monthey y construit une chapelle portant le nom du quartier en 1966. Dédiée à saint Joseph, elle est d'abord utilisée pour donner la messe aux « haut-valaisans du Bas », mais la chapelle du home des Tilleuls lui est aujourd'hui préférée. Cette dernière, aussi dédiée à saint Joseph, se situe comme son nom l'indique au home des Tilleuls. De par ses parois coulissantes, elle sert principalement de salle polyvalente à la maison de retraite. L'hôpital de Monthey possède également une chapelle, établie en 1935.

##### Le temple protestant
Le temple Protestant est construit en 1904 à l'avenue de la Gare. Le bâtiment est de style Heimatstil et est fait en pierres apparentes. Il connaît d'importantes rénovations entre 1950 et 1961 : un auvent sur l'entrée est supprimé, l'intérieur est réaménagé et une abside est construite. Le temple est constitué d'une salle rectangulaire éclairée par des fenêtres sur les deux faces latérales. La porte principale est de style néo-roman et est surmontée d'un linteau au-dessus duquel on peut lire « Jésus dit : je suis le chemin, la vérité et la vie ».

##### Bâtiments disparus
L'ancienne église de Monthey, est construite en 1707 à l'emplacement de l'actuelle église de Monthey. Son clocher remplace la chapelle Saint Jean-Baptiste, dont il reste aujourd'hui un bénitier. Les parois de la nef sont faites de caillasse, montées à la chaux et crépis, tandis que le clocher est fait en pierre. Au début du XIXe siècle, le conseil de la ville décide de la faire démolir car elle est devenue trop petite et menace de s’effondrer. L'endettement causé par la construction de la cure en 1806 retarde les travaux, qui ne commencent qu'en 1851.
La ville de Monthey a connu plusieurs chapelles aujourd'hui disparues. Au XIVe siècle, on retrouve la chapelle Saint Marcel, située au Château-Vieux et démolie en même temps que celui-ci vers 1450, la chapelle Saint Théodule, datée de 1242, la chapelle Saint Antoine, dans laquelle des messes sont organisées et dont les autels sont transférés à l'église en 1707, et la chapelle Saint Jean-Baptiste, détruite au profit de l'église de 1707. La première chapelle du Pont est construite en 1490 et doit être démolie en 1651 après des débordements de la Vièze. Au XVIIe siècle, les sœurs Bernardines s'installent à Monthey et ouvrent une chapelle, qu'elles abandonnent en 1647 au profit du monastère de Collombey. On dénombre également d'autres chapelles disparues plus récemment : la chapelle du collège de la Plantaud, la chapelle de la Maison Blanche à Choëx, la chapelle du Pensionnat Saint Joseph, la chapelle de la villa Saint Maurice et la chapelle de l'ancien hôpital.

### Théâtre et cinéma

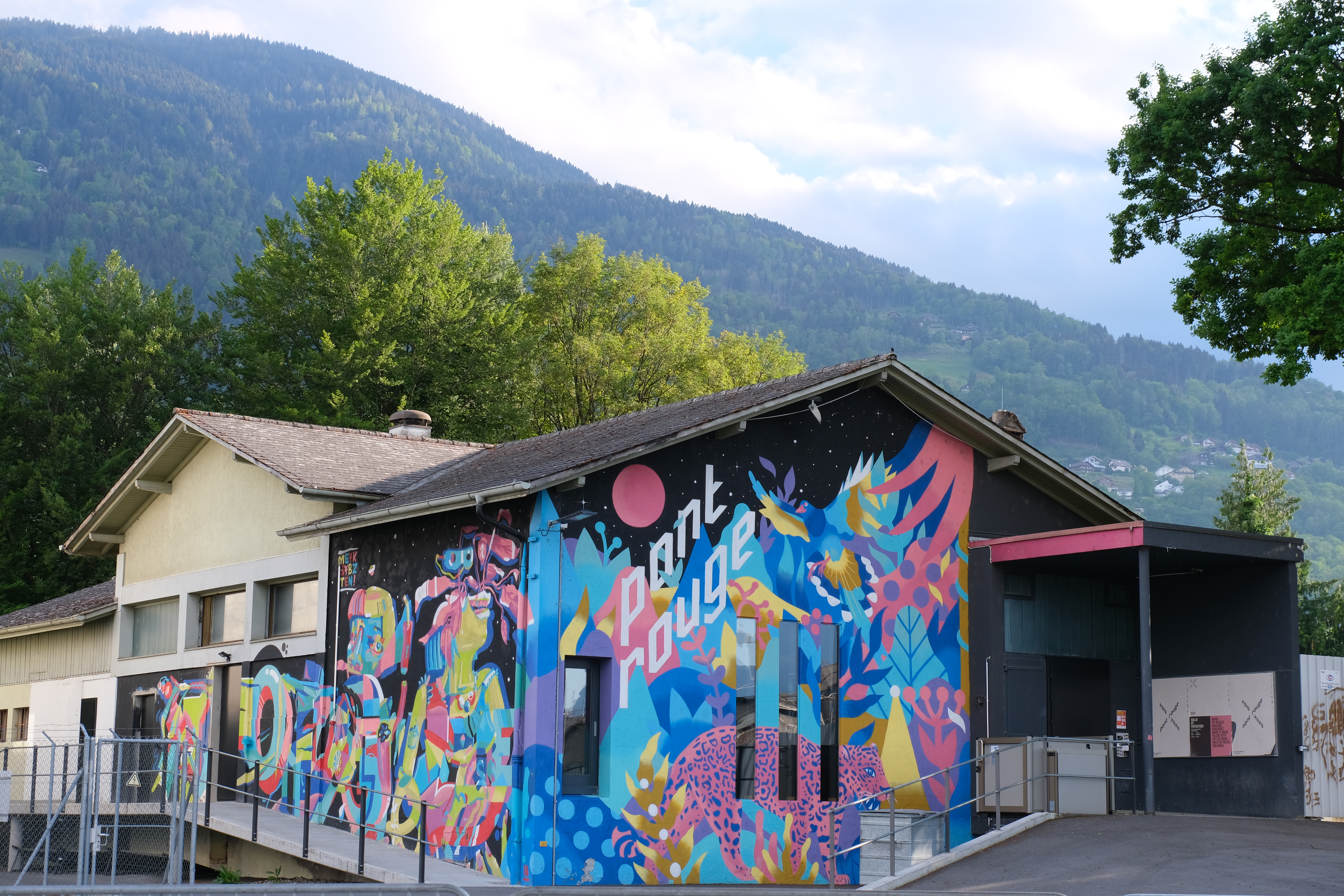
Le Pont Rouge.

Trois théâtres se trouvent à Monthey : le Théâtre du Crochetan, ouvert en 1989 et possédant 650 places assises, le P'tit Théâtre de la Vièze, ainsi que le Théâtre du Raccot dans l'espace culturel de Malévoz,.
La ville possède un cinéma, le Plaza. Fondé en 1997, le Pont Rouge, un ancien abattoir, fait office de salle de concert. Tous les mois, la ville organise également des concerts gratuits au château de Monthey. Le Kremlin, ouvert en 2015, est une salle de spectacles qui occupe la place du cinéma Monthéolo, fermé en 2011. On y retrouve des concerts, des soirées à thème et des séances de cinéma. Le festival du film vert y diffuse des films tous les ans.

### Espaces d'exposition
Le château de Monthey abrite le musée du Vieux-Monthey, musée consacré à l'histoire de la ville et de ses habitants ouvert en 2002. Le théâtre du Crochetan dispose d'un espace alloué à l'exposition d’œuvres d'art. Trois autres espaces d'exposition se trouvent à Monthey : la Grange à Vanay, consacrée aux artistes locaux, la Fabrique h2, pour les œuvres contemporaines, et la Galerie du Laurier qui se situe sur le site culturel de Malévoz.

### Musique
Plusieurs organes indépendants de musique sont basés à Monthey, dont deux fanfares, l’Harmonie de Monthey et la Lyre, ainsi que deux groupes de guggenmusik nommé Kamikaze et Piit Bulh,.
Pimponicaille est l'hymne du carnaval de Monthey. C'est une musique « répétitive et facile à jouer dans le froid » selon les habitants de la ville ; ses origines sont inconnues.
En automne 2009, la salle de concert « Le Veaudoux » ouverte en 1996 passe en main de la municipalité et se renomme « Le Pont Rouge ». La salle de concert est destinée aux musiques actuelles et organise une trentaine de concerts d'artistes internationaux et de soirées par saison.

### Festivals et événements

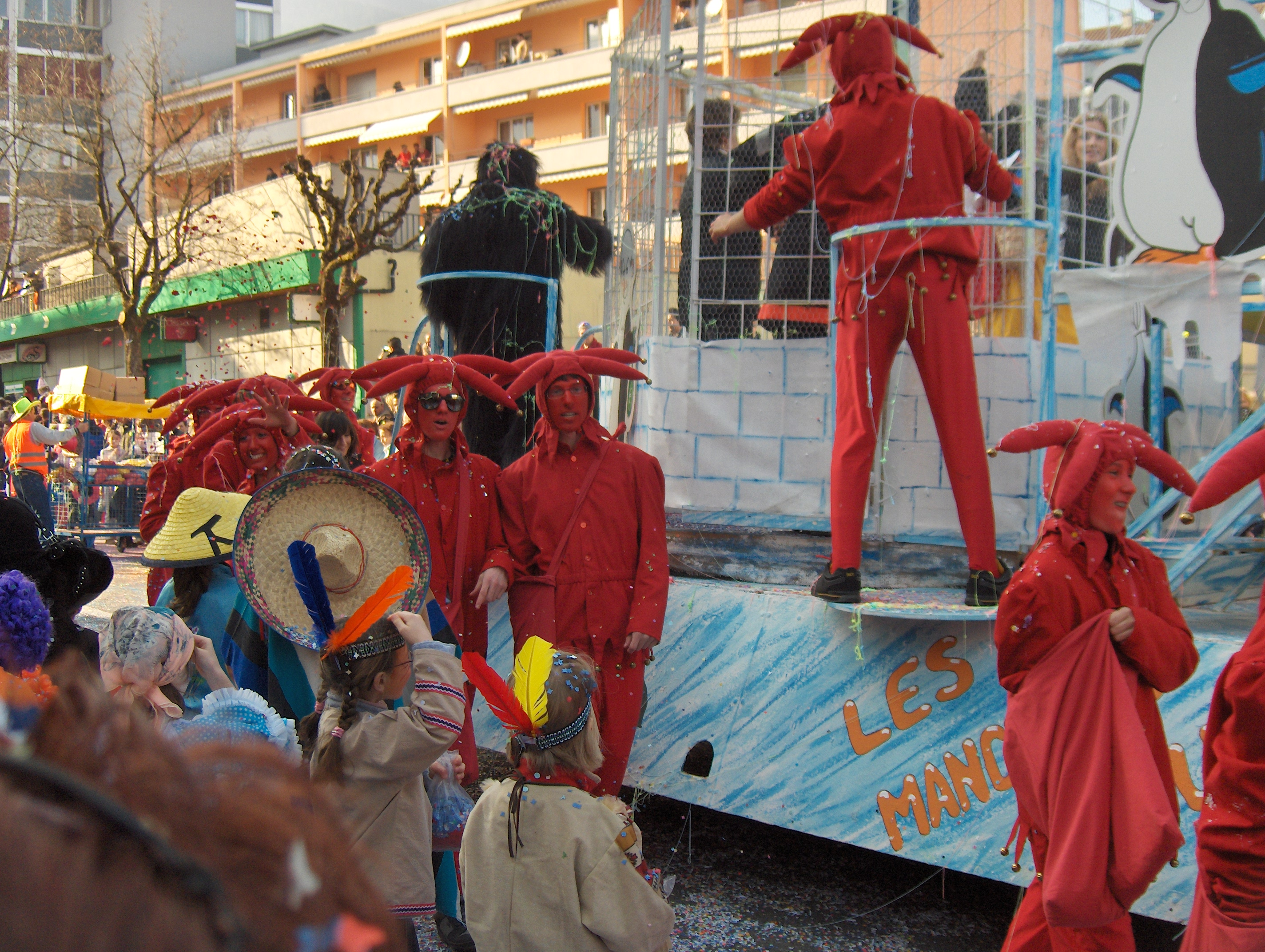
Personnes déguisées en triboulet sur un char lors du Carnaval de Monthey.

Le Carnaval de Monthey a lieu chaque année, dès le jeudi avant Mardi gras, depuis 1872. Il fait partie des carnavals les plus connus en Suisse romande. Il se déroule principalement sur la place centrale de Monthey. Le symbole du carnaval est le triboulet, nommé après Triboulet, le fou de François Ier. Le dimanche, un cortège de chars et guggenmusik traverse le centre-ville. Celui-ci attire plus de 40 000 spectateurs par année.
La Fête de la Musique de Monthey, qui a lieu tous les ans en juin, propose trois jours de concerts gratuits dans les rues de la ville. Depuis 2017, Monthey abrite l'Irreversible, qui a débuté comme festival de heavy metal avant de se diversifier. Il a vu le jour sous forme d'Open Air avant de s'établir à la patinoire du Verney en 2020 pour cause de météo défavorable lors de l'édition 2019. Comme autres événements notables, on peut également citer le Chablues Festival, la Semaine du Goût et la Foire du Nouvel An. Des marchés hebdomadaires ont lieu tous les mercredis sur la place centrale.

### Monthey dans la littérature
Dans une nouvelle publiée en 1854, Maître Zacharius ou l'Horloger qui avait perdu son âme, Jules Verne mentionne la commune de Monthey ainsi que son château dans l'itinéraire que suivent les héros de l'histoire.

### Personnalités
- Alexis Joris (1800-1867), personnalité politique et militaire
- Jean Tamini (1919-1993), footballeur international suisse
- Raymond Deferr (1933), ancien président de la ville et Conseiller d'État
- Jean-Jacques Gay (1935-2005), écrivain
- Philippe Pottier (1938-1985), footballeur international suisse et entraîneur
- Jean-Luc Benoziglio (1941-2014), écrivain
- Bernard Gavillet (1960), coureur cycliste professionnel
- Nicolas Buttet (1961), prêtre catholique
- Anne-Lou Steininger (1963), écrivaine
- André Simonazzi (1968-2024), vice-chancelier de la Confédération suisse et porte-parole du Conseil fédéral
- Alexis Gex-Fabry (1973), coureur en montagne
- Goran Bezina (1980), hockeyeur professionnel, a passé toute sa jeunesse à Monthey[257]
- Steve Morabito (1983), coureur cycliste professionnel
- Beatrice Berrut (1985), pianiste classique
- Vincent Veillon (1986), humoriste et animateur de radio et télévision
- Tristan Marguet (1987), coureur cycliste professionnel
- Steve Rouiller (1990), footballeur suisse
- Ralph Boschung (1997), pilote automobile
- Kyshawn George (2003), basketteur suisso-canadien

### Héraldique
| Blason | Blasonnement : « D'or au chêne de sinople futé au naturel mouvant d'un mont à trois coupeaux du second. » |

Une bannière de Monthey aux armes inconnues est attestée en 1470. Les armoiries actuelles sont utilisées dès le XVIIIe siècle. Les trois collines représentent le coteau de Choëx, la colline du Château-Vieux et le coteau des Neyres. Le chêne n'a pas de signification particulière. En effet au cours de l'histoire de Monthey, on retrouve des exemplaires du blason avec un pin, un tilleul ou un olivier. 
Les armoiries de la commune sont approuvées par le canton du Valais.